# Shoah
Pour l’article ayant un titre homophone, voir Choa.
Pour les articles homonymes, voir Shoah (homonymie) et Holocauste (homonymie).
La Shoah (hébreu : שואה, « catastrophe, anéantissement ») est l'entreprise d'extermination systématique, menée par l'Allemagne nazie contre le peuple juif pendant la Seconde Guerre mondiale, qui conduit à la disparition de cinq à six millions de Juifs, soit les deux tiers, des Juifs d'Europe et environ 40 % des Juifs du monde,,. On utilise aussi les termes de « génocide juif », d'« Holocauste », de « judéocide » ou encore de « destruction des Juifs d'Europe » (Raul Hilberg) et de « hourban » (yiddish : חורבן , « destruction »). Des débats continuent de diviser historiens et linguistes sur le terme adéquat. 
Les Juifs, désignés par les nazis comme leurs « ennemis irréductibles » et assimilés par leur idéologie à une race inférieure, sont affamés jusqu'à la mort dans les ghettos de Pologne et d'Union soviétique occupée, ou assassinés par l'emploi des méthodes suivantes : fusillades massives des Einsatzgruppen sur le front de l'Est (connues sous l'appellation « Shoah par balles ») ; travail forcé et sous-alimentation dans les camps de concentration ; gazage dans les « camions à gaz » ou dans les chambres à gaz des centres d'extermination. Dans ce dernier cas,  les corps, privés de sépulture, sont éliminés par l'usage intensif des fours crématoires et la dispersion des cendres. Cet aspect de la Shoah en fait le seul génocide industrialisé de l'Histoire. L'horreur de ce « crime de masse » conduit, après-guerre, à l'élaboration des notions juridiques de « crime contre l'humanité » et de « génocide ». Ces crimes sont jugés imprescriptibles par la Convention sur l'imprescriptibilité des crimes de guerre et des crimes contre l'humanité, adoptée par les Nations unies en 1968. Ces notions sont utilisées postérieurement dans de multiples contextes, notamment le génocide arménien, celui des Tutsi ou le massacre de Srebrenica. Le droit international humanitaire est également enrichi avec l'adoption des conventions de Genève de 1949, qui protègent la population civile en temps de guerre. Les précédentes conventions de Genève (1929), en vigueur durant la Seconde Guerre mondiale, concernent uniquement les combattants blessés, malades ou faits prisonniers.
L'extermination des Juifs durant la Seconde Guerre mondiale se distingue par son caractère industriel, bureaucratique et systématique qui rend l'action génocidaire nazie unique dans l'histoire de l'humanité. Paroxysme d'antisémitisme, ce génocide élimine une population qui ne représente aucune menace militaire ou politique, sinon dans l'imagination des bourreaux. Les femmes, les enfants (y compris les nouveau-nés) et les vieillards sont tout aussi systématiquement traqués et voués à la mort de masse que les hommes adultes. En particulier, 1 500 000 enfants sont victimes de l'anéantissement. L'extermination physique des Juifs est aussi précédée ou accompagnée de leur spoliation systématique (aryanisation) et de la destruction d'une part considérable de leur patrimoine culturel et religieux. Perpétré sur l'ordre d'Adolf Hitler, le crime est principalement mis en œuvre par la Schutzstaffel (SS) et le Reichssicherheitshauptamt (RSHA) dirigés par Heinrich Himmler, ainsi que par une partie de la Wehrmacht et par de nombreux experts et bureaucrates du Troisième Reich. Il bénéficie de complicités individuelles et collectives dans toute l'Europe, notamment au sein des mouvements collaborationnistes d'inspiration fasciste ou nazie et de la part de gouvernements ou d'administrations ayant fait le choix de la collaboration d'État. L'ignorance du début puis les passivités indifférentes ou lâches de beaucoup permettent aussi son accomplissement. Au contraire, de nombreux anonymes, souvent au péril de leur vie, se dévouent pour sauver des persécutés. Certains d'entre eux reçoivent après-guerre le titre honorifique de « Juste parmi les nations », tandis que des mouvements de masse sont rares, à l'exception de la grève générale de 1941 à Amsterdam pour protester contre les rafles.
Le Troisième Reich extermine aussi en masse les handicapés mentaux : leur gazage massif lors de l'Aktion T4 précède et préfigure celui des Juifs d'Europe. Les Roms sont eux aussi victimes d'un génocide connu sous le nom de Porajmos. Les populations civiles slaves notamment polonaise et soviétique connaissent des pertes importantes causées par des crimes de guerre et des massacres. Seul le génocide des Juifs est conduit de façon systématique et avec acharnement, jusqu'aux derniers jours des camps en 1945.
La Shoah constitue l'un des événements les plus marquants et les plus étudiés de l'histoire contemporaine. Son impact moral, historique, culturel et religieux est immense et universel, surtout depuis sa redécouverte à partir des années 1960-1970. À côté de l'investigation historique, la littérature de la Shoah offre quelques pistes aux nombreuses interrogations posées à la conscience humaine par la nature et l'horreur exceptionnelles du génocide.

## Terminologie

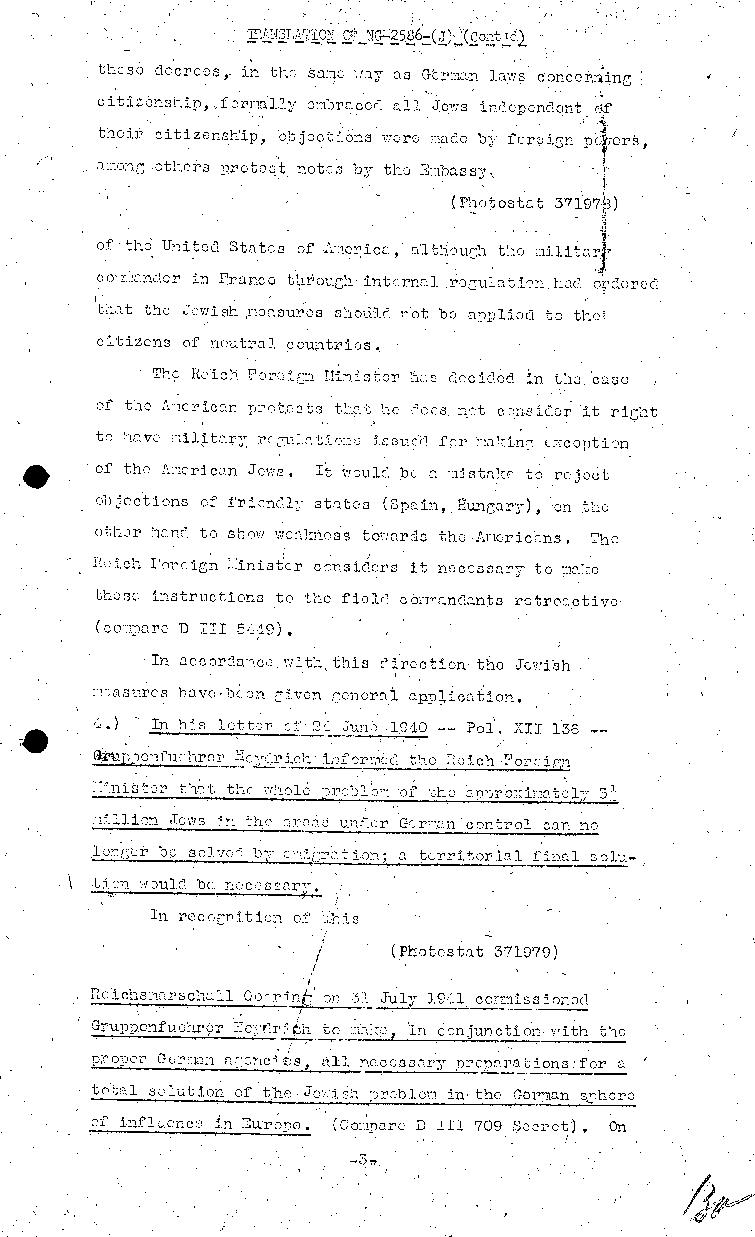
Page 3 du mémorandum du sous-secrétaire du ministre des Affaires étrangères du Troisième Reich Martin Luther, mentionnant la « solution finale », 21 août 1942. Traduction vers l'anglais par la libraire Truman.

### Génocide
La Shoah est un génocide, terme formé en 1943 par le juriste Raphael Lemkin afin de désigner des destructions délibérées de nations, ethnies ou groupes religieux, dont l'extermination des Juifs d'Europe qui avait alors lieu. Les expressions « génocide juif » ou, plus rare, « judéocide »,, sont donc utilisées ; « judéocide » est notamment employé par l'historien Arno Mayer dans La « Solution finale » dans l'histoire. Cette expression « Solution finale » est tirée de l’expression nazie « solution finale à la question juive » : die Endlösung der Judenfrage,.

### Shoah et Holocauste
En France et dans le monde francophone, pour nommer l'événement, l'usage a tendance à consacrer le terme « Shoah », préféré à « Holocauste ». Ainsi Le Petit Larousse (2004) précise-t-il à l’entrée « Holocauste » : « génocide des Juifs d'Europe perpétré par les nazis et leurs auxiliaires de 1939 à 1945 […]. On dit plus couramment Shoah. » Et à l’entrée « Shoah » : « mot hébreu signifiant « anéantissement » et par lequel on désigne l'extermination systématique de plus de cinq millions de Juifs par les nazis durant la Seconde Guerre mondiale. » De même, l’Encyclopædia Universalis indique à l’entrée « Shoah » : « En hébreu, shoah signifie catastrophe. Ce terme est de plus en plus employé, de préférence à holocauste, pour désigner l'extermination des juifs réalisée par le régime nazi ».
Shoah, en hébreu ancien, signifie « anéantissement, cataclysme, catastrophe, ruine, désolation ». Ce mot apparaît quatre fois dans les Nevi'im (Isaïe 10,3, Ézéchiel 38,9 et 47,11, Sophonie 1,15) et neuf fois dans les Ketouvim (Psaumes 35,8 (deux fois), 35,17 et 63,10, Proverbes 1,27 et 3,25, Job 30,3, 30,14 et 38,27). « Holocauste » est encore plus connoté religieusement puisque signifiant « sacrifice par le feu, ne laissant subsister aucune trace de la victime » et faisant référence au sacrifice d’Isaac dans la Genèse. Cette idée de sacrifice gêne de nombreux auteurs, tels l’historienne Lilly Scherr, le rabbin Emil Fackenheim ou encore les historiens des religions Jean Halpérin et Odon Vallet, qui la trouvent pour le moins incompatible avec le crime nazi. Si le monde francophone préfère l’appeler « Shoah », de nombreux pays, dont les pays anglo-saxons, de même que l’Organisation des Nations unies, continuent d’employer de préférence le terme « Holocauste ». Il est institutionnalisé en Amérique depuis 1993 (musée United States Holocaust Memorial Museum).
Dans son édition du 17 mars 1933, au moment des premières persécutions nazies des Juifs et en pleine ascension d’Hitler vers les pleins pouvoirs, le quotidien palestinien en hébreu Davar publie l'article « À l’heure de la Shoah des Juifs allemands » et affirme que « les Juifs allemands encouraient la destruction » : c’est une des premières fois, peut-être la première fois, que « Shoah » est employé dans une anticipation floue du pire avenir. Après la guerre et la création de l'État d’Israël, le Premier ministre David Ben Gourion instaure un « Jour de la Shoah », Yom HaShoah. Le terme se trouve, par exemple, dans le texte hébreu de la Déclaration d'indépendance de l'État d'Israël de 1948, mais la version anglaise le remplace par « Holocauste ». L’utilisation de « Shoah » a surtout été constatée depuis les années 1990, consécutivement à la sortie du film de Claude Lanzmann, Shoah, en 1985. Il s'agit d'un film documentaire de neuf heures trente composé de témoignages. Claude Lanzmann justifie le titre de son film de la façon suivante : « Si j’avais pu ne pas nommer ce film, je l’aurais fait. Comment aurait-il pu y avoir un nom pour nommer un événement sans précédent dans l’histoire ? Je disais « la chose ». […] Ce sont des rabbins qui ont trouvé le nom de Shoah. Mais cela veut dire anéantissement, cataclysme, catastrophe naturelle. Shoah, c’est un mot hébreu que je ne comprends pas. Un mot opaque que personne ne comprendra. Un acte de nomination radicale. Un nom qui est passé dans la langue, sauf aux États-Unis ».

### Débat sur le mot Shoah
Certains auteurs francophones récusent le nom Shoah. Linguiste et traducteur, Henri Meschonnic précise que shoah signifie « catastrophe naturelle » et ajoute que la destruction des Juifs n’a pas à se dire en hébreu : « Le mot « Shoah », avec sa majuscule qui l’essentialise, contient et maintient l’accomplissement du théologico-politique, la solution finale du « peuple déicide » pour être le vrai peuple élu. Il serait plus sain pour le langage que ce mot ne soit plus un jour que le titre d’un film ». 
Il faut savoir que le mot hébreu « shoah », utilisé 13 fois dans la Bible, désigne une tempête et les dévastations qui en résultent ; or, l’extermination des Juifs par les nazis (malgré le titre du film documentaire Shoah de Claude Lanzmann de 1985) n’avait rien d’une catastrophe naturelle. De même, le mot « holocauste » désigne un sacrifice offert à la divinité, au cours duquel un l’animal sacrifié est brûlé ; ce terme ne devrait donc pas être utilisé pour se référer au génocide des Juifs par les nazis (malgré la série télévisée Holocaust de Marvin Chomsky en 1978 avec Meryl Streep), car le génocide nazi était sans rapport avec un sacrifice à la divinité. 
Elie Wiesel conteste aussi ce terme autant que celui d'« holocauste » même s'il l'emploie également. Dans ses entretiens avec Michaël de Saint-Cheron, en 1988, il dit lui préférer le terme « hourban », qui, dans la littérature yiddish portant sur l'événement, signifie également « destruction » et se réfère à celle du Temple de Jérusalem. Par leur origine, ces trois termes (shoah, holocauste, hourban) soulignent la spécificité juive de l'événement. Dans l'immédiat après-guerre, c'est le terme hourban qui était utilisé par les juifs.

## La Shoah comme terme d'un processus

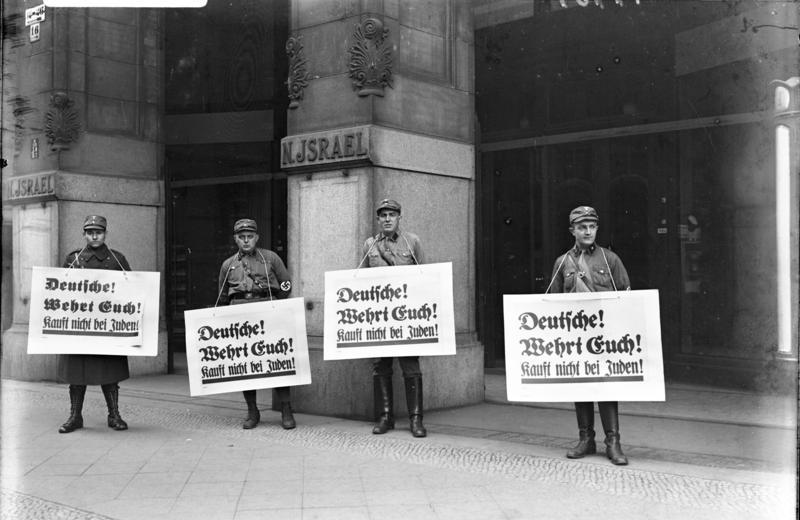
Le boycott des magasins juifs en 1933.

Raul Hilberg analyse la Shoah comme un processus, dont les étapes sont la définition des Juifs, leur expropriation, leur concentration, et enfin leur destruction.

La première étape est la loi sur la restauration de la fonction publique du 7 avril 1933 (Gleichschaltung) qui a pour but l'élimination par l'État national-socialiste de tous les adversaires du régime et en premier lieu les Juifs. La loi stipulait la mise à la retraite de tous les fonctionnaires « non aryens ». Suivirent les lois dites de Nuremberg, en 1935.

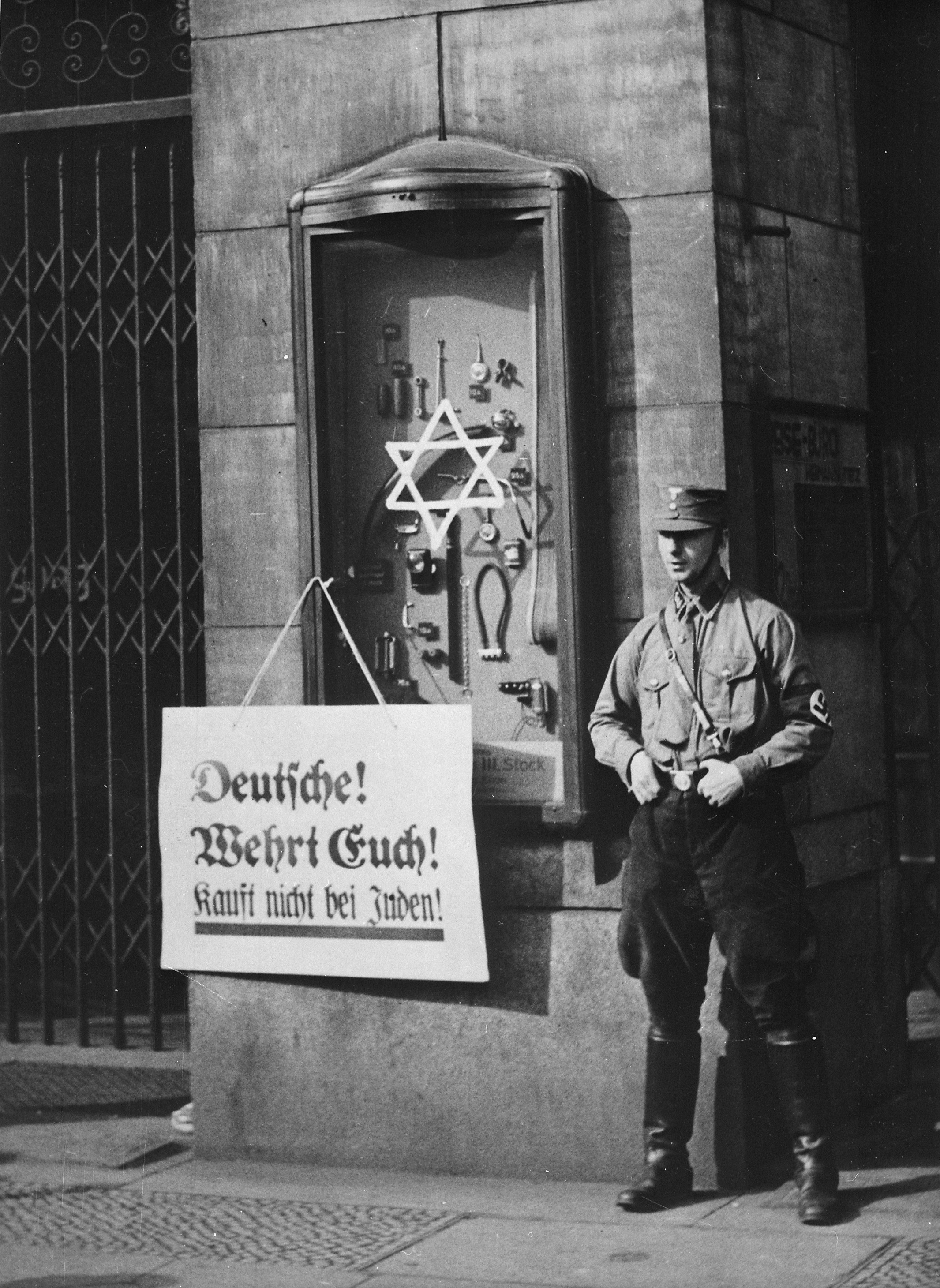
Boycott officiel des magasins juifs par les SA, Berlin, printemps 1933.

Les Juifs y sont définis par la législation nazie selon la religion de leurs ascendants et leur propre confession. Toute personne ayant trois ou quatre grands-parents juifs est considérée comme juive. Une personne ayant deux grands-parents juifs est considérée également comme juive si elle est elle-même de religion israélite, ou si elle est mariée à une personne de cette confession. Si tel n'est pas le cas, ou si la personne n'a qu'un seul grand-parent juif, elle est rangée dans une catégorie spécifique, les Mischlinge. La définition des Mischlinge est arrêtée en 1935. À partir de là, ils restent soumis aux mesures de discriminations concernant les non-aryens, mais échappent en principe aux mesures ultérieures, comme le processus de destruction, qui ne concerneront que les seuls Juifs. À partir de l'automne 1941, les Juifs d'Allemagne doivent porter une étoile jaune, signe rendu également obligatoire en 1942 à travers les territoires européens occupés, où les nazis ont d'emblée fait recenser et discriminer la population juive. Le 28 juillet 1942, alors que l'extermination bat son plein, Himmler interdit à ses experts de continuer à chercher la définition du Juif — afin de ne pas lier les mains aux tortionnaires.

En règle générale, les lois de Nuremberg sont rapidement introduites telles quelles par ordonnance allemande dans la plupart des pays vaincus et occupés, notamment la Belgique, les Pays-Bas et la Grèce. Mais plusieurs pays européens avaient adopté d'eux-mêmes leur propre législation antisémite dès l'avant-guerre, notamment l'Italie fasciste de Mussolini en 1938, la Hongrie de l'amiral Horty, la Roumanie du maréchal Ion Antonescu, la Slovaquie de Jozef Tiso. En France, le gouvernement de Vichy du maréchal Pétain, issu de la défaite de juin 1940, a mis en place un statut discriminatoire des Juifs dès octobre 1940. Toutes ces dispositions n'ont aucun objectif homicide par elles-mêmes, mais elles prédisposent les gouvernants à collaborer aux futures déportations. Et, en isolant et en fragilisant les Juifs nationaux et étrangers, elles les rendent vulnérables lorsque surviendra la tentative nazie d'extermination.

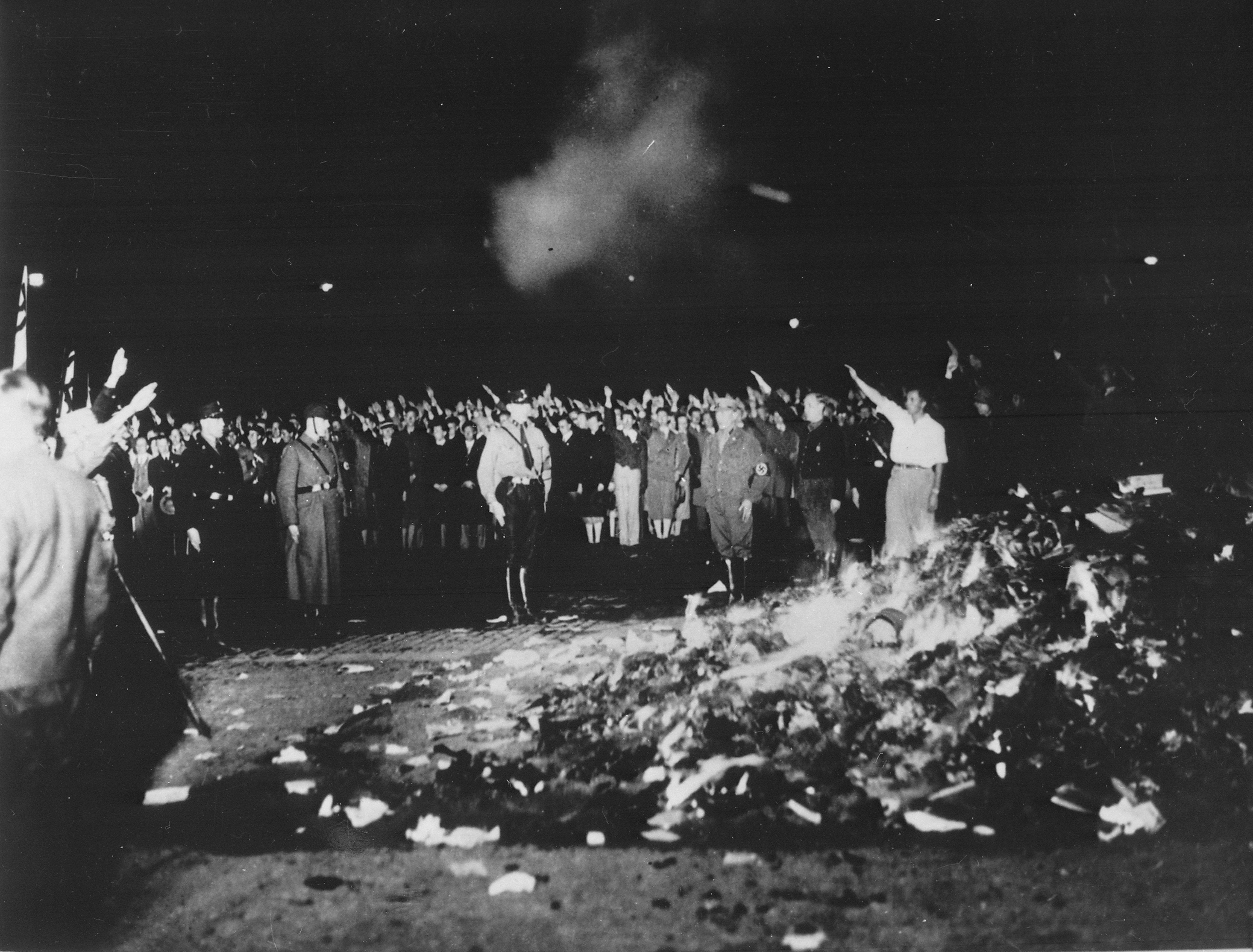
Autodafé le 11 mai 1933.

L'expropriation prend la forme de très fortes incitations sur les Juifs à vendre les entreprises qu'ils possèdent (aryanisation), puis, à partir de 1938, de ventes légalement forcées. La concentration des Juifs du Reich dans des immeubles réservés commence à partir d'avril 1939. Cette phase d'expropriation est également mise en œuvre avec des variantes dues aux circonstances locales dans l'ensemble des pays d'Europe sous domination nazie.

Avant-guerre, le but est d'abord de chasser les Juifs par une persécution sans cesse plus radicale. La liste des métiers interdits s'allonge sans fin, celle des brimades et des interdictions aussi : toute vie normale leur est rendue impossible, afin de les contraindre à l'émigration hors du Reich. Mais beaucoup refusent de quitter leur pays, et à partir de 1938, la volonté nazie d'expansion territoriale met cette politique dans une impasse : à chaque agrandissement, le Reich absorbe plus de Juifs qu'il n'en sort de ses frontières.

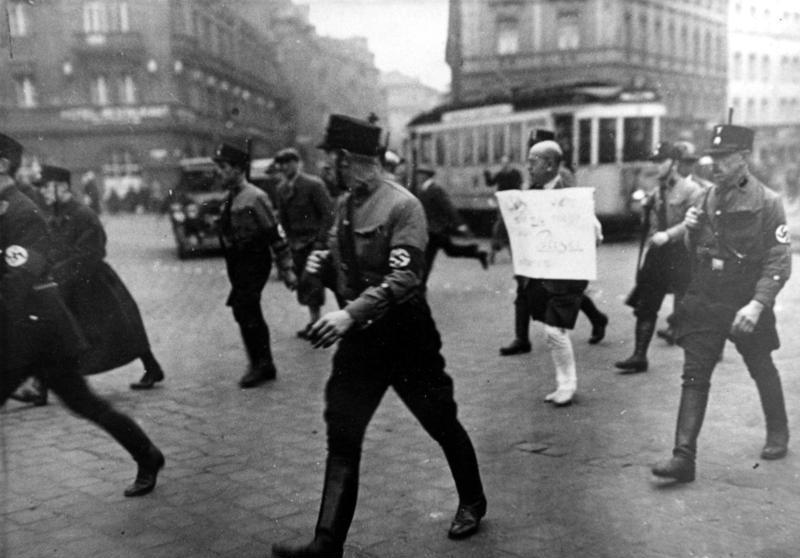
Humiliation publique d'un notable juif, l'avocat Michael Siegel, Munich le 10 mars 1933.

C'est le cas lorsqu'il annexe l'Autriche en mars 1938 (l'Anschluss est accompagnée d'un déchaînement immédiat de brutalités contre les Juifs, agressés, battus, dépouillés ou humiliés jusqu'en pleine rue), puis lors du rattachement des Sudètes (octobre 1938) et de l'entrée des troupes allemandes à Prague le 15 mars 1939. La conquête de la Pologne, en septembre 1939, fait à elle seule tomber plus de trois millions de Juifs sous la coupe des nazis.
En octobre 1939, dans un acte antidaté au 1er septembre 1939 pour le faire coïncider avec le début de la guerre, Hitler autorise personnellement l'Aktion T4, qui entraîne l'extermination par gazage d'environ 70 000 handicapés mentaux allemands en deux ans, dans des « centres d'euthanasie » prévus à cet effet. Les forces nazies poursuivent le programme Aktion T4 en Pologne : elles fusillent ou assassinent au moyen d'un camion à gaz les malades incurables qu'elles trouvent. La continuité entre cette politique d'eugénisme criminelle et la Shoah est très importante : nombre de spécialistes de « l'euthanasie » sont ensuite réaffectés au gazage massif des Juifs, qui survient à son tour à partir de fin 1941.
Au cours de la nuit de Cristal du 9 novembre 1938, pogrom organisé par les responsables nazis dans toute l'Allemagne, 91 Juifs sont assassinés et 30 000 internés dans des camps de concentration ; des centaines de magasins sont dévastés et des dizaines de synagogues incendiées. Cet événement marque un nouveau durcissement de la politique antisémite.
Le 30 janvier 1939, pour le sixième anniversaire de sa prise du pouvoir, dans un discours retentissant devant le Reichstag, Hitler déclare :

« Je vais à nouveau être prophète, aujourd'hui : si la juiverie financière internationale, hors d'Europe et en Europe, réussissait à précipiter encore une fois les peuples dans une guerre mondiale, alors la conséquence n'en serait pas la bolchévisation de la terre et la victoire de la juiverie, mais l'anéantissement de la race juive en Europe. »

Or c'est à cette « prophétie » que lui-même et de nombreux dignitaires et responsables nazis se référent les années suivantes pour justifier tous les massacres de masse perpétrés contre les Juifs jusqu'au génocide.

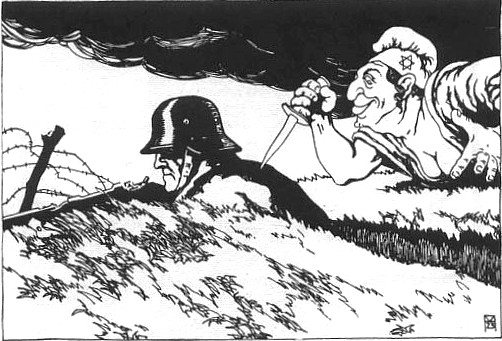
Carte postale autrichienne illustrant la légende du « coup de poignard dans le dos » (Dolchstoßlegende), 1919

En particulier, lorsque la guerre devient mondiale en décembre 1941 avec l'agression japonaise à Pearl Harbor et la déclaration de guerre du Reich aux États-Unis, Hitler et son entourage se persuadent qu'il faut « punir » les Juifs, jugés responsables de la guerre que l'Axe a elle-même provoquée, et donc vus comme coupables des pertes allemandes au front ou des bombardements sur les villes.
Hantés par le mythe mensonger du « coup de poignard dans le dos » (l'Allemagne aurait perdu la guerre en 1918 sans être militairement vaincue, mais parce qu'elle aurait été trahie de l'intérieur, entre autres par les Juifs), les nazis veulent aussi anéantir la menace imaginaire que représenteraient les communautés du continent. Beaucoup de tortionnaires sont persuadés de mener contre ces civils désarmés une lutte tout aussi méritoire que celle des combattants au front.
Dans son discours de Posen prononcé en octobre 1943, Himmler justifie la nécessité pour les Allemands de tuer aussi les femmes et les enfants en raison du danger que ces derniers n'exercent un jour des représailles sur eux-mêmes ou leurs propres enfants. C'est à cette occasion qu'il qualifie le massacre en cours de « page glorieuse de notre histoire, et qui ne sera jamais écrite ».
Au-delà, la Shoah est l'aboutissement logique de la haine idéologique absolue des antisémites nazis pour une « race » qu'ils ne jugent pas seulement inférieure, mais radicalement nuisible et dangereuse. Vus comme des « poux » et des « vermines », exclus de l'humanité (au point qu'on ne se donne jamais la peine d'établir aucun décret les condamnant à mort, a fortiori de le lire aux victimes), les Juifs n'ont pas leur place sur terre — notamment pas dans l'espace vital arraché à l'Est sur les « sous-hommes » slaves.
Le judéocide trouve en effet aussi en partie ses origines dans le vaste projet de remodelage démographique de l'Europe mis au point par les nazis, secondés par une pléthore d'experts, de géographes et de savants souvent hautement diplômés. Dans l'espace vital conquis à l'Est, il s'agit de faire de la place pour des colons allemands en déportant les Slaves en masse, mais aussi en les stérilisant et en les réduisant à l'état d'une masse de sous-hommes voués à l'esclavage, tandis que les mêmes territoires doivent être « nettoyés » des Tziganes et surtout des Juifs par l'extermination.
Comme le résume Marc Mazower, « génocide et colonisation étaient inextricablement liés, car le but de Hitler était la complète recomposition raciale de l’Europe ». Ce n'est en rien un hasard si les premières expulsions puis mises à mort massives de Juifs eurent lieu dans les territoires polonais annexés par le Reich et qu'il s'agissait de « nettoyer » et de germaniser au plus vite, ainsi le Warthegau ou les environs de Dantzig, ni si la ville d'Auschwitz, siège du plus grand camp de concentration et d'extermination nazi, devait être aussi redessinée pour accueillir des colons allemands.
Ces projets démographiques ne sont toutefois qu'un point de départ car à partir du meurtre des Juifs de l'Est, c'est par extension, par pure haine idéologique, tous les Juifs d'Europe et tous ceux du monde entier tombés sous la coupe des hitlériens qui doivent être tués (en 1943, on voit même les nazis déporter 17 Juifs de Tunis vers les camps de la mort, tandis qu'Hitler demande en vain à ses alliés japonais de s'en prendre aux Juifs allemands réfugiés à Shanghai).
Dès novembre 1940, les Juifs polonais sont enfermés dans des ghettos mortifères où la faim, le travail forcé, les mauvais traitements et les exécutions sommaires entament un processus d’élimination physique.

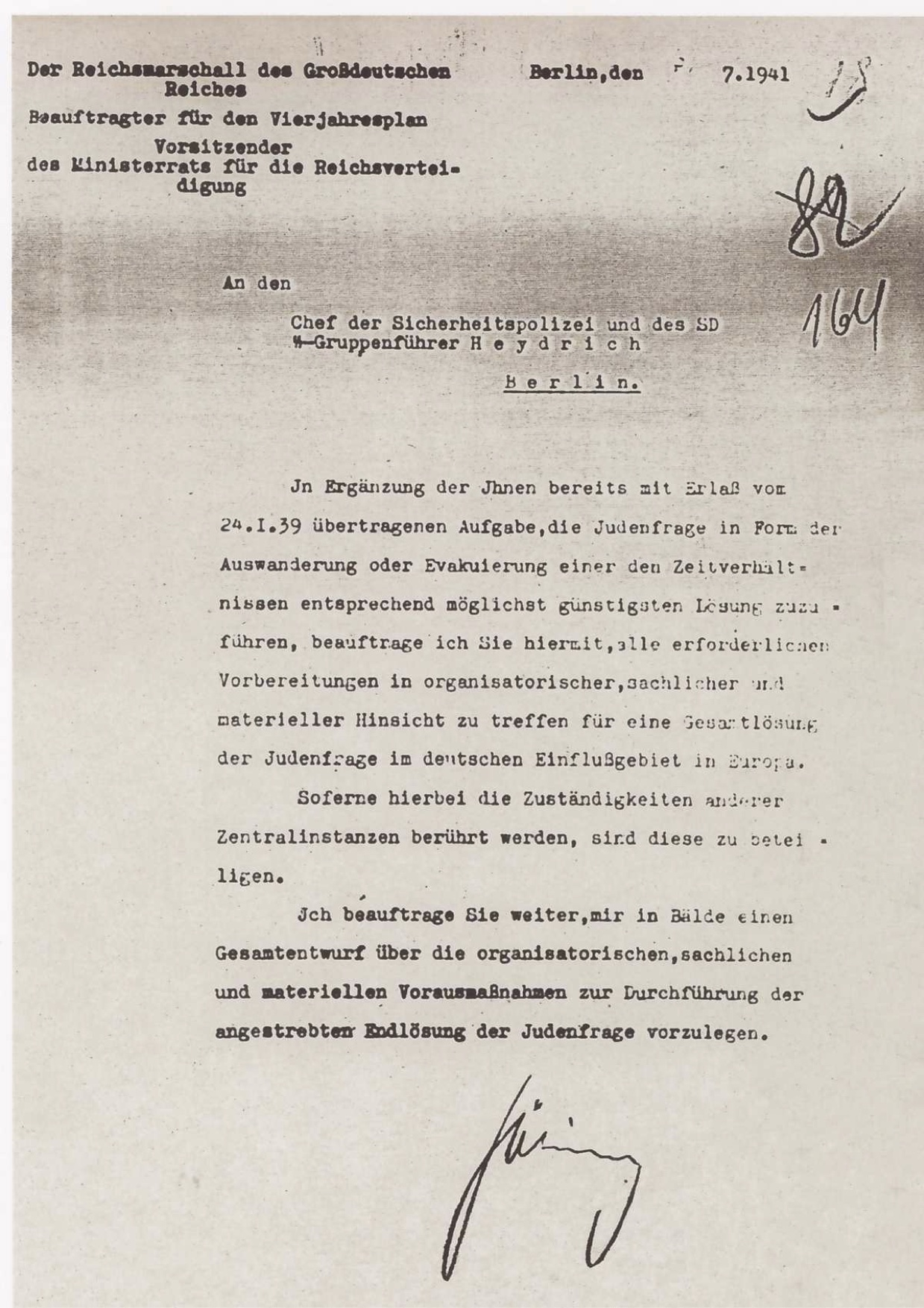
Lettre de Göring à Heydrich chargeant ce dernier d'organiser la « solution finale de la question juive », juillet 1941.

En 1940, le plan Madagascar des Allemands prévoyait encore une émigration massive et forcée des Juifs d'Europe occupée vers Madagascar qui serait devenue une « réserve juive ». La continuation du conflit avec le Royaume-Uni empêche cette solution à la « question juive » d'aboutir. Début 1941, Hitler songe également à déporter les Juifs en Sibérie : cette solution aurait suffi à entraîner une hécatombe et était donc déjà en elle-même quasi génocidaire. Mais dès le ralentissement de l'avancée allemande en Russie à l'automne 1941 et avant même l'échec de la Wehrmacht devant Moscou, cette solution n'est plus à l'ordre du jour.
Après l'agression de l'URSS le 22 juin 1941, cependant, la violence meurtrière se déchaîne à une échelle sans précédent : ce sont près de 1 500 000 Juifs qui périssent en quelques mois, fusillés par les Einsatzgruppen. Au début, les Einsatzgruppen exécutent surtout des hommes juifs. Mais à partir de la fin de l'été 1941, les meurtres de masse sont étendus aux femmes et aux enfants juifs.
L'extermination de la totalité des Juifs d'Europe est décidée dans le courant de l'automne 1941. Le 31 juillet 1941, le dirigeant SS Reinhard Heydrich reçoit, signé par Hermann Göring, no 2 du régime, un ordre officiel secret qui lui confie la recherche et la mise en œuvre d'une « solution finale au problème juif ». Sans doute vers la fin de l'été, Adolf Eichmann est convoqué dans le bureau de Reinhard Heydrich qui lui dit : « Je sors de chez le Reichsführer Heinrich Himmler ; le Führer Adolf Hitler a maintenant ordonné l'extermination physique des Juifs,. »
La plupart des registres de mise à mort ont été détruits par les nazis à la fin de la guerre, mais une étude récente a pu s'appuyer sur les archives des chemins de fer allemands ; elles montrent que les nazis ont exterminé plus de 1,5 million de personnes (Juifs polonais pour la majorité) en moins de trois mois en 1942. Selon une estimation nouvelle : rien que dans les trois grands camps de la mort de Pologne, ce sont environ un quart des 6 millions de victimes juives de l'Holocauste qui ont été assassinés durant le seul été 1942 (mortalité qui a alors touché un demi-million de personnes par mois, un chiffre nettement plus élevé que les estimations précédentes).
Pour Raul Hilberg, la Shoah est notamment un crime de bureaucrates, qui passent d'une étape à l'autre, minutieusement, logiquement, mais sans plan préétabli. Cette analyse a été approuvée par les autres spécialistes de la Shoah, mais le moment exact où l'intention exterminatrice apparaît fait l'objet de débats, analysés ci-après dans la section « Historiographie » de l'article.

## L'extermination des Juifs d'Europe orientale (1939-1941)

### Les ghettos

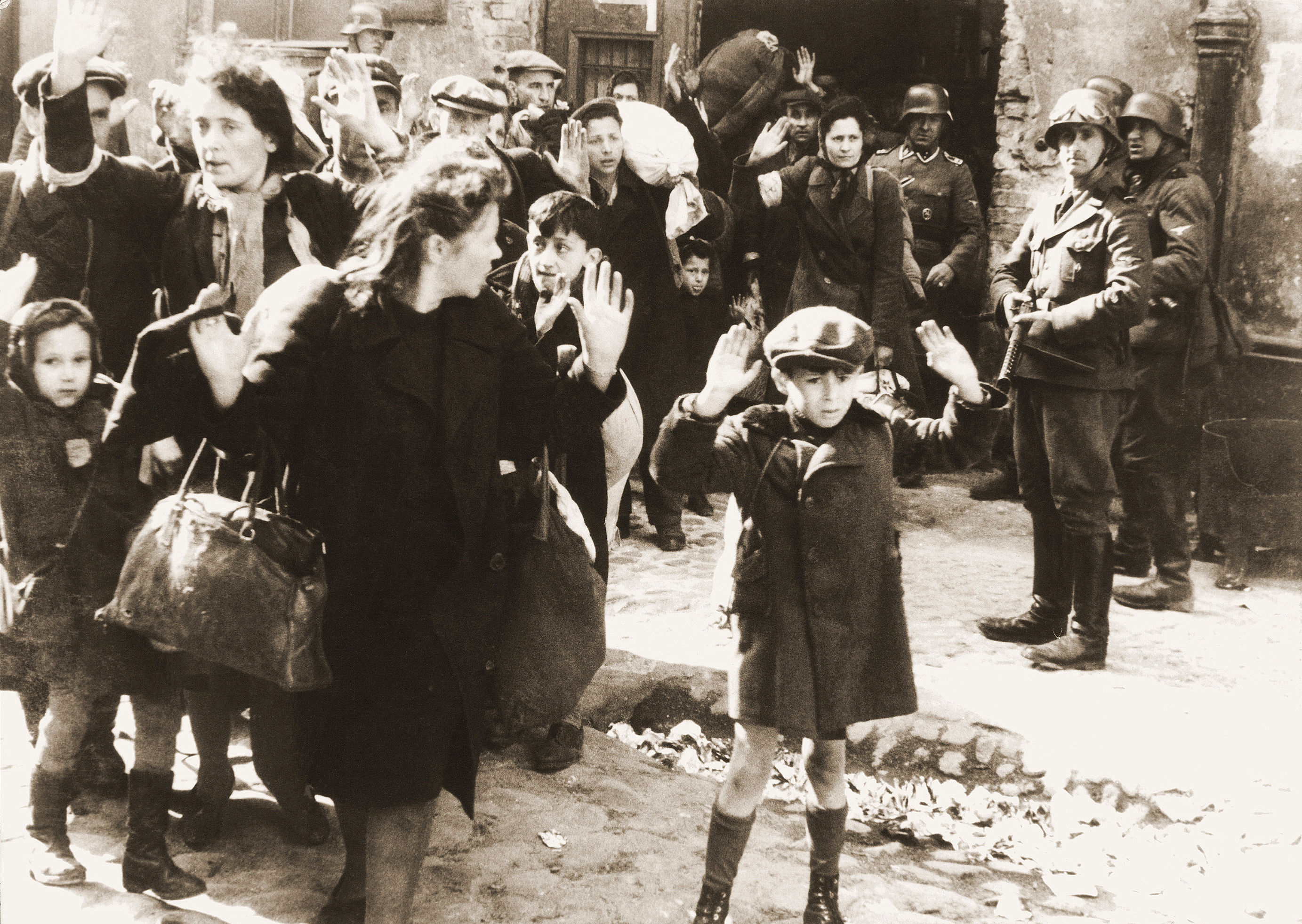
Répression de l'Insurrection du ghetto de Varsovie, avril 1943--mai 1943.
Photographie extraite du rapport de mai 1943 de Jürgen Stroop à Himmler. Légende originale en allemand : « Poussés hors de leurs trous ».
Certaines des personnes visibles sur cette photo ont été identifiées :
– le petit garçon au premier plan est peut-être Artur Dab Siemiatek, Levi Zelinwarger (près de sa mère Chana Zelinwarger) ou Tsvi Nussbaum ;
– Hanka Lamet, la petite fille à gauche ;
– Matylda Lamet Goldfinger, la mère de Hanka, deuxième en partant de la gauche ;
– Leo Kartuziński, en arrière-plan avec un sac blanc sur l'épaule ;
– Golda Stavarowski, la première femme à droite, au fond, qui ne lève qu’une main ;
– Josef Blösche, le SS avec un pistolet-mitrailleur à droite, exécuté en 1969.

Après l'invasion allemande de la Pologne, les Juifs de ce pays sont contraints de vivre dans des quartiers clos, les ghettos. Les conditions de vie y sont extrêmement dures pour trois raisons. D’abord, les responsables de la concentration des Juifs en Pologne sont, souvent, des membres de la NSDAP, et non, comme en Allemagne, des fonctionnaires sans affiliation partisane. Ensuite, les Juifs polonais représentent ce qu’il y a de plus méprisable dans la mythologie nazie, et sont les plus persécutés dès avant la guerre. Enfin, les Juifs étaient beaucoup plus nombreux numériquement et proportionnellement, en Pologne (3,3 millions, dont deux millions dans la zone allemande, sur 33 millions d’habitants dans tout le pays) qu’en Allemagne. Les Juifs de l’Ancien Reich (frontières de 1937) sont également déportés vers les ghettos de Pologne, à partir de 1940.

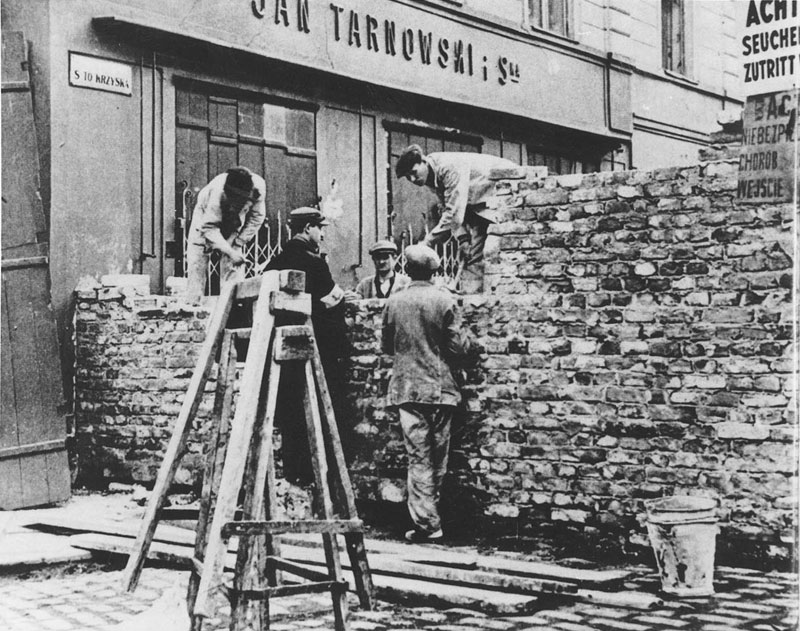
La construction du mur du Ghetto de Varsovie

Les premiers ghettos sont édifiés dans la partie de la Pologne « incorporée » au Reich, pendant l’hiver 1939-1940, puis dans le Gouvernement général, partie de la Pologne administrée par Hans Frank. Le plus ancien est le ghetto de Łódź, le plus grand, celui de Varsovie. La ghettoïsation est achevée pour l’essentiel au cours de l’année 1941, et complètement terminée en 1942.
À l’intérieur même du ghetto, les mouvements des Juifs sont limités : ils doivent rester chez eux de dix-neuf heures à sept heures. La surveillance extérieure est assurée par la police régulière et la surveillance intérieure par la Police de sûreté (Gestapo et Kripo), elle-même renforcée par la police régulière, à la demande de cette dernière.
Dès le 26 octobre 1939, le principe du travail forcé pour les Juifs de Pologne est adopté. Les Juifs sont décimés par la malnutrition, les épidémies — notamment de typhus, de tuberculose, de grippe — et la fatigue consécutive au travail que leur imposent les autorités allemandes. Par exemple, le ghetto de Łódź, qui compte 200 000 habitants à l’origine, compte plus de 45 000 morts jusqu’en août 1944.
Au cours de l'année 1943, sur l'ordre d'Himmler, les ghettos sont progressivement réorganisés en camps de concentration. Ce ne sont plus les administrations civiles qui s'en occupent mais les SS. En Ostland, les tueries continuent jusqu'à la disparition quasi totale des Juifs.
À partir de décembre 1941, les survivants des ghettos sont déportés vers les centres de mise à mort. Les premiers sont les Juifs du Wartheland, envoyés à Chełmno. En mars 1942, ceux de Lublin sont envoyés à Bełżec. À partir de juillet, le ghetto de Varsovie commence à être vidé.

### Les unités mobiles de tuerie: la première vague de massacres
Le 13 mars 1941, pendant les préparatifs de l'invasion de l'URSS, le Generalfeldmarschall Keitel rédige une série d’« ordres pour les zones spéciales » : « Dans la zone des opérations armées, au Reichsführer SS Himmler seront confiées, au nom du Führer, les tâches spéciales en vue de préparer le passage à l’administration politique — tâche qu'impose la lutte finale qui devra se livrer entre deux systèmes politiques opposés. Dans le cadre de ces tâches, le Reichsführer SS agira en toute indépendance et sous sa propre responsabilité ».
En termes clairs, il est décidé que des unités mobiles du RSHA, les Einsatzgruppen, seraient chargées d'exterminer les Juifs — ainsi que les Tziganes, les cadres communistes, voire les handicapés et les homosexuels. Ce passage aurait été dicté par Adolf Hitler en personne.
Pendant les premières semaines, les membres des Einsatzgruppen, inexpérimentés en matière d'extermination, ne tuent que les hommes juifs. À partir d'août, les autorités centrales clarifient leurs intentions, et les Juifs sont assassinés par familles entières. Les Einsatzgruppen se déplacent par petits groupes, les Einsatzkommandos, pour massacrer leurs victimes. Ils se placent le plus près possible des lignes de front, quitte à revenir vers l'arrière après avoir massacré leurs premières victimes. C'est le cas, par exemple, de l’Einsatzgruppe A, qui s’approche de Leningrad avec les autres troupes, puis se replie vers les pays baltes et la Biélorussie, détruisant, entre autres, les communautés juives de Liepāja, Riga, Kaunas (en treize opérations successives) et Vilnius (en quatorze attaques). Dans les premiers mois de l'invasion de l'URSS, les unités mobiles annoncent près de 100 000 tués par mois.
Les SS sont assistés par une partie de la Wehrmacht. Dans bien des cas, les soldats raflent les Juifs pour que les Einsatzkommandos les fusillent, mais il leur arrive de participer eux-mêmes aux massacres et de fusiller des Juifs, sous prétexte de représailles. À Minsk, plusieurs milliers de « Juifs, criminels, fonctionnaires soviétiques et asiatiques » sont rassemblés dans un camp d’internement, puis assassinés par des membres de l’Einsatzgruppe B et de la Police secrète de campagne. Leur action est complétée par des unités formées par les chefs de la SS et de la Police, ou plus rarement par la seule Gestapo. C’est le cas, notamment, à Memel (plusieurs milliers de victimes), Minsk (2 278 victimes), Dnipropetrovsk (15 000 victimes) et Riga. Des troupes roumaines participent également aux fusillades, ainsi que le Sonderkommando letton de Viktors Arājs : responsable à lui seul de la mort d'entre 50 000 et 100 000 personnes (juives et/ou communistes), Arājs ne sera condamné qu'en 1979.

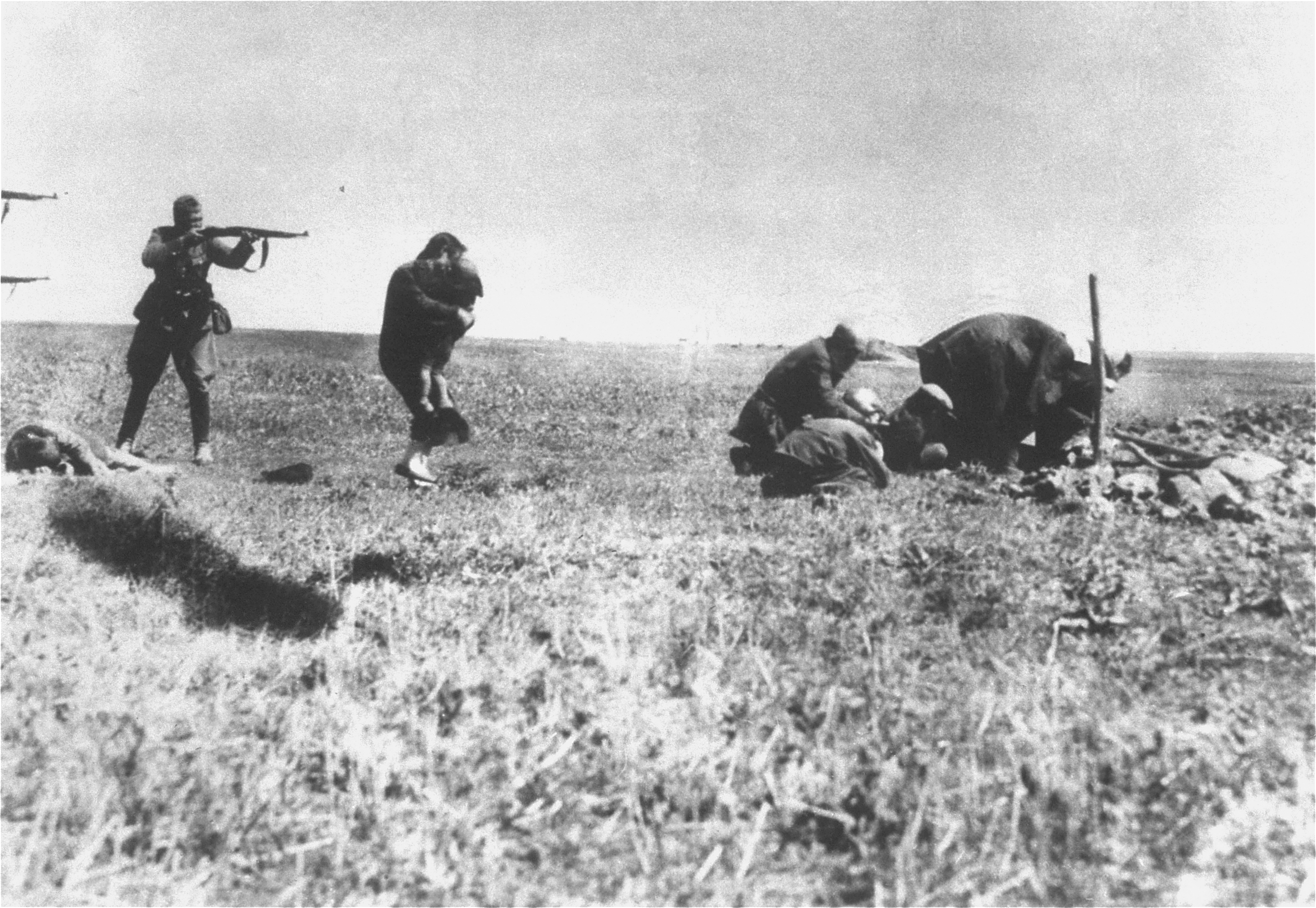
Une femme juive et son enfant fusillés par les Einsatzgruppen pendant que d'autres victimes doivent creuser leur propre fosse. Ivanhorod, Ukraine, 1942.

Les procédures de massacres sont standardisées pour être rapides et efficaces. Les Einsatzgruppen choisissent généralement un lieu en dehors de la ville. Ils approfondissent un fossé antichar ou creusent une nouvelle fosse. À partir d'un point de rassemblement, ils amènent les victimes jusqu'au fossé par petits groupes en commençant par les hommes. Les prisonniers remettent alors tout ce qu'ils ont comme objets de valeur au chef des tueurs. Par beau temps ou sous un froid hivernal, ils doivent donner leurs vêtements et même parfois leur linge de corps.
Certains Einsatzgruppen alignent les condamnés face aux fossés puis les mitraillent laissant leurs corps inertes tomber dans la tombe collective. D'autres tirent une balle dans la nuque de chaque condamné.
Paul Blobel et Ohlendorf, commandants d’Einsatzgruppen refusent ces méthodes jugées trop stressantes pour les SS et préfèrent les tirs à distance. Ils utilisent ce qui a été appelé le « système des sardines », Ölsardinenmanier : Une première rangée de victimes doit s'allonger au fond du fossé. Elle est fusillée du haut du fossé par des tirs croisés. Les suivants se couchent à leur tour sur les cadavres de la première rangée et la fusillade recommence. À la cinquième ou sixième couche, la tombe est recouverte de terre.
Les Einsatzgruppen veulent que leurs actions soient les plus discrètes possible et s'efforcent d'agir à l'écart des populations civiles et de la Wehrmacht. Toutefois, certains s’efforcent de susciter des pogroms locaux, à la fois pour diminuer leur charge de travail et pour impliquer une part maximale de la population locale dans l’anéantissement des Juifs. Les bureaucrates du RSHA et les commandants de l’armée ne souhaitent pas que de telles méthodes soient employées, les uns parce que ces formes de tueries leur paraissent primitives et donc d’une efficacité médiocre par rapport à l’extermination soigneuse des Einsatzgruppen ; les autres parce que ces pogroms font mauvais effet. Les pogroms ont donc lieu, principalement, dans des territoires où le commandement militaire était encore mal assuré de son autorité : en Galicie et dans les pays baltes, tout particulièrement en Lituanie. En quelques jours, des Lituaniens massacrent 3 800 Juifs à Kaunas. Les Einsatzgruppen trouvent une aide plus importante et plus durable en formant des bataillons auxiliaires dans la population locale, dès le début de l’été 1941. Ils ont été créés, pour la plupart, dans les pays baltes et en Ukraine. L’Einsatzkommando 4a (de l’Einsatzgruppe C) décide ainsi de ne plus fusiller que les adultes, les Ukrainiens se chargeant d’assassiner les enfants. Quelquefois, la férocité des collaborateurs locaux effraie jusqu’aux cadres des Einsatzgruppen eux-mêmes. C’est le cas, en particulier, des membres de l’Einsatzkommando 6 (de l’Einsatzgruppe C), « littéralement épouvantés par la soif de sang » que manifeste un groupe d’« Allemands ethniques » ukrainiens. Le recrutement en Ukraine, Lituanie et Lettonie est d’autant plus facile qu’un fort antisémitisme y sévissait avant la guerre — à la différence de l’Estonie, où la haine des Juifs était presque inexistante.
Lorsque les tueurs estiment que l’extermination prendra du temps, ils créent des ghettos pour y parquer les survivants, en attendant leur élimination. Mais dans plusieurs cas, cette création n’est pas nécessaire, notamment à Kiev : 33 000 Juifs sont assassinés en quelques jours, près de Babi Yar.
De passage à Minsk, le 15 août 1941, Himmler assiste à une opération mobile de tuerie. Ébranlé par le massacre mais pénétré de l'importance supérieure de ces actes, il demande à ses subordonnés de chercher un moyen moins traumatisant pour les SS de remplir leur mission.
C'est ainsi que les premiers camions à gaz sont testés. À partir de décembre 1941, deux à trois camions à gaz sont envoyés dans chaque Einsatzgruppe. Le procédé est toujours le même. Les camions sont garés à l'écart. Des groupes de 70 juifs en linge de corps s'entassent à l'intérieur. Les gaz d'échappement sont déversés à l'intérieur faisant suffoquer les victimes. Les camions roulent ensuite jusqu'au fossé où les corps inanimés sont jetés. Mais la pluie met à mal l'étanchéité des camions. Les hommes souffrent de maux de tête en déchargeant les camions, car tous les gaz d'échappement ne se sont pas dispersés. La vision des visages défigurés des asphyxiés stresse les SS.
Selon le tribunal de Nuremberg, environ deux millions de Juifs ont été assassinés par les unités mobiles de tuerie — une estimation reprise à son compte par Lucy S. Dawidowicz. Hilberg compte de son côté 1,4 million de victimes, et Léon Poliakov 1,5 million, mais cette fois pour la seule URSS.

### La deuxième vague (1942)
La première vague de massacres s'arrête pour l'essentiel à la fin de l'année 1941, sauf en Crimée où elle se prolonge jusqu'à l'été 1942. Une deuxième vague de tuerie s'amorce dès la fin de l'année 1941 dans les régions de la Baltique et se diffuse tout au long de l'année 1942 dans tous les territoires occupés.

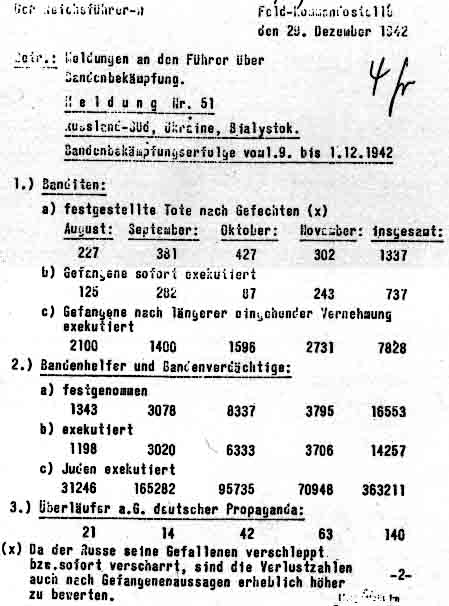
Rapport de Himmler à Hitler faisant état de l'assassinat de 363211 Juifs de la région de Białystok entre le 1er octobre 1942- et le 1er décembre 1942.

Les Einsatzgruppen jouent un rôle moins important. Ils sont placés sous le commandement des chefs suprêmes des SS et de la police. Les effectifs de la police régulière s'accroissent beaucoup pour prendre part à la deuxième vague de massacres. À la fin de l'année 1942, 5 régiments de la police régulières servent sur le front, 4 sont stationnés à l'arrière, renforcés par 6 bataillons supplémentaires qui obéissent tous aux dirigeants SS et de la police. Les villes importantes et les zones rurales des régions occupées fournissent elles aussi des éléments. Ces éléments recrutés sur place sont essentiellement composés de Baltes, Biélorusses et Ukrainiens. Ils forment la Schutzmannschaft (Schuma en abrégé). Son effectif passe de 33 270 hommes au milieu de l'année 1942 à 47 974 à la fin de l'année. Les SS reçoivent aussi l'appui de la gendarmerie militaire et de la police secrète militaire.
Dans l’Ostland, il reste au début de l'année 1942, environ 100 000 Juifs. Environ 68 000 vivent dans les grands ghettos, le reste a trouvé refuge dans les forêts, certains comme partisans. En janvier 1942, les SS et la police du Nord commencent à ratisser la région méthodiquement, zone par zone, tuant les Juifs des petits ghettos et exécutant ceux des forêts. Seulement quelques milliers parviennent à en réchapper. En même temps, se prépare la destruction des grands ghettos de l’Ostland.
La méthode est souvent la même. La veille de la tuerie, un détachement juif creuse des grandes tombes. Dans la nuit ou à l'aube, les forces allemandes pénètrent dans le ghetto et rassemblent les Juifs. Ceux qui tentent de se cacher sont exécutés parfois à la grenade. Ceux qui se sont groupés sont amenés par camions jusqu'aux fosses communes où ils sont exécutés par balle. Fin 1942, il n'y a pratiquement plus de Juifs en Ukraine.
Malgré toutes les précautions d'Himmler pour garder les tueries secrètes, des photos prises par des soldats alliés, hongrois ou slovaques circulent. Himmler craint aussi que les Soviétiques ne découvrent un jour les charniers, si l'armée allemande recule. Il ordonne à Paul Blobel d'effacer les traces des exécutions des Einsatzgruppen. Le commando « 1005 » reçoit la mission de rouvrir les tombes et de brûler deux millions de cadavres. Mais ce travail est imparfaitement accompli pour de nombreuses raisons.

### Les massacres par balles à l'Est après 1942
Encore en novembre 1943, pour démanteler l'empire économique que son subordonné Odilo Globocnik s'est taillé autour de Lublin grâce à la main-d'œuvre juive asservie, Himmler ordonne le massacre de cette dernière : en deux jours, plus de 40 000 Juifs (10 000 à Trawniki, 15 000 à Poniatowa et 17 000 ou 18 000 dans le camp principal de Lublin) sont assassinés au cours de ce qui est connu comme l'opération « Fête des Moissons ».

### Autres massacres de Juifs en Europe occupée
La Pologne et les Balkans occupés ont vu de nombreux massacres de Juifs par balles, mais aussi par pendaison, noyade ou sévices exercés jusqu'à la mort. Les cas de la Roumanie, de la Serbie et de la Croatie sont décrits ci-après à la partie des cas particuliers de cet article.
En Europe de l'Ouest, la terreur nazie revêt des formes moins amples et de tels déchaînements de sauvagerie sont difficilement pensables. Les massacres collectifs de Juifs en plein air sont de ce fait restés rares ou inexistants. Cependant, les nombreux otages fusillés par les nazis sont souvent pris parmi les Juifs.
Serge Klarsfeld a ainsi établi que sur plus d'un millier d'otages assassinés au fort du Mont-Valérien, 174 étaient juifs. Encore le 29 juin 1944, à Rillieux, le chef milicien Paul Touvier fait abattre arbitrairement sept Juifs pour venger la mort de l'orateur collaborationniste Philippe Henriot, exécuté par la Résistance, le 28 juin 1944. Des Juifs italiens figurent parmi les victimes du massacre des Fosses ardéatines à Rome en mars 1944.

## Les camps de concentration et d'extermination (1942-1945)

### Du massacre à l'Est au génocide en Europe (automne 1941)

Fours crématoires dans le camp de concentration allemand de Weimar, avril 1945

L'élimination physique s'étend au cours de l'automne 1941 aux Juifs allemands puis à ceux de toute l'Europe occupée. C'est le passage décisif d'un judéocide jusque-là localisé en URSS à un génocide industriel planifié de l'ensemble du peuple juif et mis en œuvre dans toute l'Europe occupée.
À partir de septembre - octobre 1941, des Juifs allemands sont à leur tour déportés dans les ghettos mortifères de l’Est, voire dans les zones de massacre en URSS. 80 convois partent ainsi du Reich avant fin 1941. Dans des conditions épouvantables, 72 trains acheminent leur chargement humain dans des ghettos où les fusillades ont libéré de la place (presque toutes les victimes périssent gazées ou fusillées à leur tour lors des liquidations de ghettos en 1942-1943). 8 autres voient leurs passagers assassinés dès l'arrivée.
Ainsi le 15 octobre, près de 5 000 Juifs déportés de Berlin, Munich, Francfort, Vienne ou Breslau sont déportés en Lituanie et fusillés par les Einsatzgruppen dès leur descente du train : le rapport Jäger fait état de leur exécution au fort IX de Kaunas les 25 et 29 novembre. Le 18 octobre, d'autres convois quittent Prague, Luxembourg ou Berlin. Tout le Grand-Reich est donc concerné.
On bascule un peu plus du meurtre des Juifs d’URSS à ceux de l’espace européen entier lorsque le 2 octobre, Heydrich laisse dynamiter six synagogues de Paris par les collaborationnistes doriotistes du PPF, avec des explosifs fournis par ses services, afin de bien montrer que la France ne sera plus jamais « la citadelle européenne des Juifs » et que ceux-ci doivent craindre pour leur vie partout en Europe occupée.
Le 23 octobre 1941, Himmler interdit officiellement l’émigration des Juifs hors d'Europe. Ne reste donc plus ouverte que l’option de l'extermination. La même année, la construction de Bełżec est lancée ainsi que l'agrandissement du camp d'Auschwitz,.
Le 7 décembre, le premier centre d'extermination est ouvert à Chełmno en Pologne annexée : de fusillades « artisanales », la tuerie passe à l'échelle industrielle. Les victimes, emmenées de tout le Warthegau dirigé par le fanatique gauleiter Arthur Greiser, sont enfermées dans des camions à gaz où elles meurent lentement asphyxiées par les fumées d'échappement, dirigées sur l'intérieur du véhicule. En sept mois, plus de 100 000 personnes trouvent ainsi la mort.

### La conférence de Wannsee (20 janvier 1942)
Convoquée par Reinhard Heydrich, le principal adjoint de Heinrich Himmler, cette conférence réunit alors les secrétaires d'État des principaux ministères. Himmler et Heydrich ont en effet besoin, pour la mise en œuvre des déportations dans l'Europe entière, de la pleine coopération de l'administration allemande. À cet égard, la Deutsche Reichsbahn, la société ferroviaire d’État, a joué un rôle essentiel.

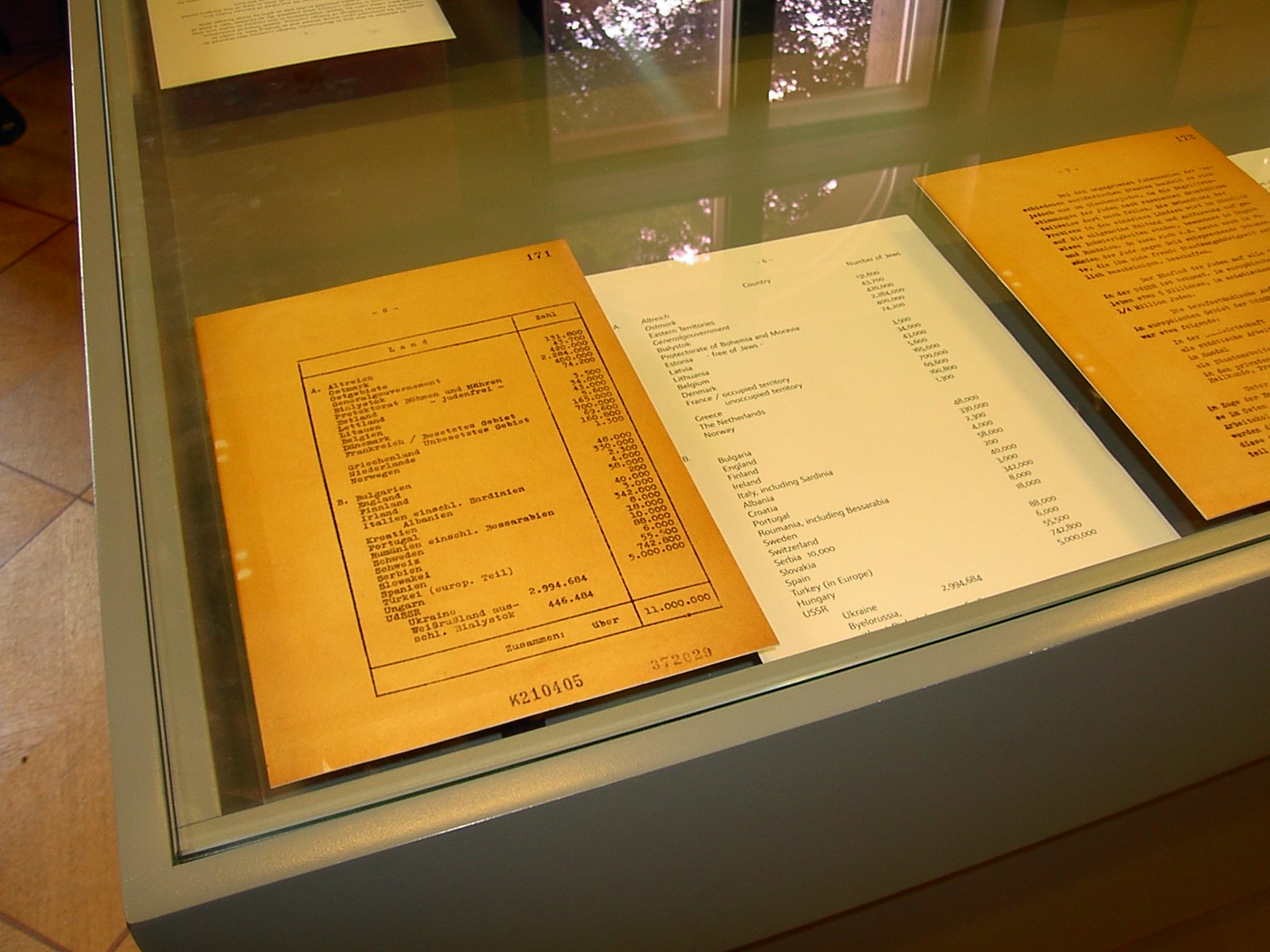
Statistiques des Juifs européens à déporter, dressées lors de la Conférence de Wannsee (musée de la Maison de la Conférence de Wannsee).

La conférence ne décide pas du génocide, la « solution finale de la question juive » (die Endlösung der Judenfrage) est déjà activée bien avant même le début de la conférence de Wannsee, le 20 janvier 1942 (initialement prévue pour le 9 décembre 1941 mais reportée). L'ordre en a été donné en juillet 1941 par Hermann Göring à Heydrich. Chez les nazis, les questions ne se décident nullement au cours de conférences. La seule question dont on discute — et qui n'a d'ailleurs jamais été tranchée — est celle des Mieschehe (Juifs à conjoint aryen) et des Mischlinge (demi-Juifs). Le Protocole montre que la plus grande partie de la conférence a été consacrée à cette question insoluble. L'autre grande question fut celle des Juifs allemands travaillant dans les usines d'armement, qui obtiennent un sursis éphémère à la déportation.
Le procès-verbal de la conférence, rédigé par Eichmann, ne laisse aucun doute sur le plan criminel d'extermination systématique. Plus de onze millions de Juifs de l'Europe entière (y compris les Juifs français, les Juifs britanniques, suisses ou portugais, inclus dans le décompte statistique établi minutieusement par Eichmann) doivent être arrêtés et « évacués » vers l'Est où ils trouveront la mort.
Ce document est capital aux historiens pour comprendre le processus de décision, même s'il a été épuré pour que rien de trop compromettant ne soit écrit. Déjà les nazis recourent en effet à tout un langage codé spécifique qui leur sert à dissimuler leurs crimes dans les années suivantes : jusqu'à la fin, la déportation-extermination des Juifs est ainsi désignée par l'euphémisme d’« évacuation », le gazage massif comme un « traitement spécial » (Sonderbehandlung), les détenus livrés à l'extermination par le travail comme des « pièces » (Stück).

### Grandes rafles et trains de la mort
Les Juifs sont arrêtés dans de grandes rafles synchrones menées en Europe occidentale et enfermés dans des camps de transit (Drancy, Westerbork, Theresienstadt) dans l'attente de leur déportation vers l'Est, tandis qu'en Pologne occupée les ghettos (Varsovie, Lodz, Cracovie, Lublin) sont progressivement vidés de leurs occupants en les déportant par trains entiers vers les centres d'extermination nouvellement construits. Dans les États satellites (Serbie, Grèce, Slovaquie, Croatie, Bulgarie, Roumanie, Hongrie), le ministère des Affaires étrangères par le biais des consuls et ambassadeurs y joue un rôle prépondérant en mettant en place les mesures préparatoires essentielles aux déportations de masse avec l'aide des représentants d'Adolf Eichmann sur les lieux : définitions, expropriations, concentration.

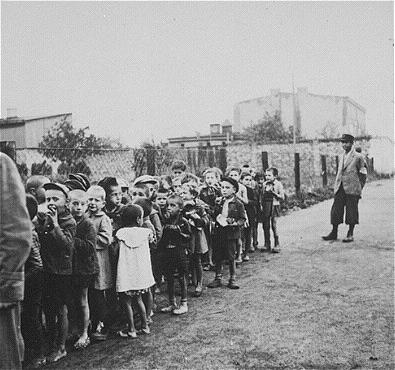
Rafle d'enfants conduits au train de déportation, Pologne.

Le processus est partout similaire. Les Juifs de tous âges et de tout sexe sont traqués et raflés chez eux, sur leurs lieux de travail et jusque dans des orphelinats, des hôpitaux, des asiles d'aliénés ou des maisons de retraite. Beaucoup répondent simplement, surtout au début, aux convocations qui leur sont adressées, par peur, par légalisme, par absence d'alternative, ou dans l'ignorance de ce qui les attend.
Dans des conditions généralement très sordides, hommes, femmes, enfants et vieillards sont parqués dans des lieux qui font office d'antichambre des camps de la mort nazis : Drancy en France, la caserne Dossin à Malines en Belgique, Westerbork aux Pays-Bas ou encore Fossoli en Italie sont parmi les plus célèbres.
À Terezín, dans les Sudètes, les nazis ouvrent même le 24 novembre 1941 un camp-modèle destiné à berner (avec succès) les représentants de la Croix-Rouge. Ce ghetto surpeuplé, où les familles ne sont pas disloquées ni le travail forcé imposé, offre des conditions de vie dures mais peu mortifères, et relativement privilégiées par rapport à ce que les Juifs connaissent ailleurs. Mais la plupart des 140 000 personnes à y avoir transité, en majorité des Tchèques, ont ensuite été déportées pour Auschwitz où elles sont assassinées, notamment lors de la liquidation du « camp des familles » en avril 1944.
Conduits à une gare, les déportés sont partout entassés brutalement dans des wagons à bestiaux délibérément surchargés, dans une promiscuité éprouvante et des conditions sanitaires dégradantes, sans presque rien à manger ni à boire. L'angoisse est accrue par l'ignorance de la destination (Pitchipoï, comme l'appellent les détenus de Drancy) et l'incertitude quant à ce qui attend à l'arrivée, même si peu imaginent la mise à mort industrielle. Le voyage est épouvantable, et plus ou moins long (de quelques heures à une ou deux journées pour les Juifs polonais, trois à quatre jours en moyenne depuis la France, plus de deux semaines pour certains convois de Grèce). Il n'est pas rare que des déportés finissent par boire leur urine ou par lécher leur sueur. Certains meurent en route, d'autres deviennent fous ou se suicident (parfois collectivement). Rares sont ceux qui tentent une évasion, par peur des représailles collectives, par absence de lieu de refuge ou pour ne pas se séparer des leurs, enfin par ignorance de leur sort futur. Ce sont des êtres déjà épuisés et ravagés qui arrivent aux centres de mise à mort.
Les compagnies ferroviaires nationales, dont la SNCF, n'ont jamais manifesté de réticences particulières à faire circuler ces trains. Les frais des transports étaient payés sur les biens volés aux Juifs, qui se trouvaient ainsi financer leur propre envoi à la mort. En revanche, rien ne prouve que les nazis aient systématiquement donné la priorité aux convois de déportation sur les convois militaires ou d'importance vitale pour le Reich.
Les convois (un millier de personnes en moyenne) sont intégralement gazés s'il s'agit d'un camp d'extermination. Dans les camps mixtes d'Auschwitz-Birkenau et de Maidanek, une minorité est désignée à l'arrivée pour le travail forcé et découvre brutalement l'horreur concentrationnaire. En général, l'extermination par le travail forcé ne leur laisse pas plus de quelques semaines ou de quelques mois à survivre. Ainsi, seuls 7 % des Juifs de France désignés pour le travail forcé ont vu la fin de la guerre.
De nombreux convois de Juifs d'Europe roulent déjà vers les camps de la mort dès les premiers mois de 1942. Au 1er mai 1941, 168 972 Juifs vivent en Allemagne, il n'en reste plus que 131 823 au 1er janvier 1942 et 51 257 au 1er avril. En Slovaquie, de mars à août 1942, 75 000 des 90 000 Juifs du pays sont déjà déportés sur ordre du gouvernement de Jozef Tiso, avant suspension des transports. Ce sont des déportées slovaques qui sont les premières victimes à l'été 1942 de la sélection instituée à l'arrivée à Auschwitz.
L'été 1942 est particulièrement fatidique, avec les grandes rafles de Juifs presque simultanées qui marquent l'Europe occupée.
Au cours de cet été 1942, en effet, 300 000 Juifs du ghetto de Varsovie sont déportés en masse au camp d'extermination de Treblinka et aussitôt gazés. Le premier transport part de l’Umschlagplatz le 21 juillet.
Le 15 juillet 1942, 1 135 Juifs d'Amsterdam convoqués « pour aller travailler en Allemagne » sont aussitôt déportés les premiers à Auschwitz. La cadence des rafles et des convois est telle que dès septembre 1943, les Allemands proclament la capitale néerlandaise judenrein (libre de Juifs). Sur 120 000 Juifs hollandais, 105 000 ont été déportés à Auschwitz et Sobibor, dont 5 500 seulement ont survécu. La communauté juive aux Pays-Bas, présente dans le pays depuis le XVIIe siècle, est la communauté juive d'Europe occidentale la plus affectée par la Shoah, 75 % de cette dernière ayant été exterminée.

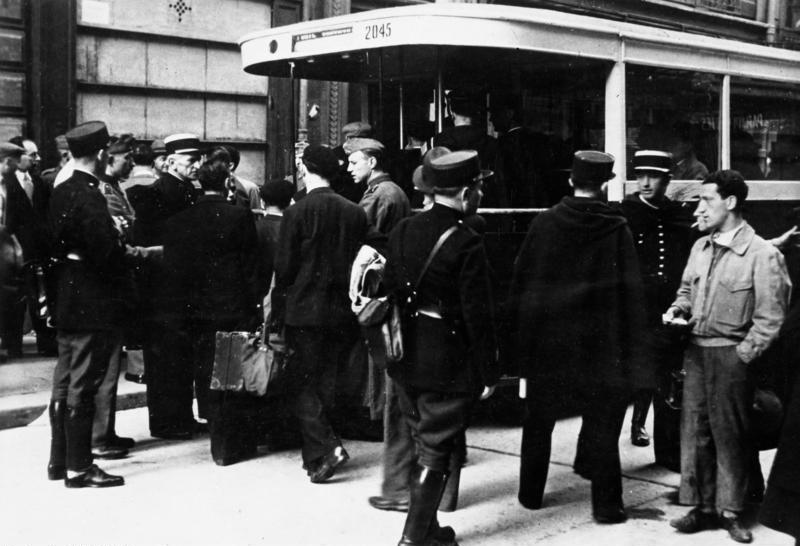
Rafle de Juifs du 20 août 1941 à Paris.

Les 16 et 17 juillet, à la demande des Allemands, les forces de l'ordre du régime de Vichy arrêtent 13 152 Juifs étrangers au cours de la rafle du Vel' d'Hiv, parmi lesquels 3 031 hommes, 5 802 femmes et 4 051 enfants. Internés à Pithiviers et Beaune-la-Rolande, ils sont pour l'essentiel déportés dans les deux mois qui suivent.
D'autres rafles et déportations sans retour ont lieu en zone nord dans les mêmes temps. Le 15 juillet, 200 Juifs sont ainsi arrêtés à Tours, 66 à Saint-Nazaire. À Angers, le Sipo-SD agissant seul en arrête 824 le 20 juillet 1942. À Lille, le 15 septembre, 526 personnes sont déportées : 25 en sont revenues. À Bordeaux, le préfet régional Sabatier et son secrétaire général pour la Gironde Maurice Papon font partir le 18 juillet un premier convoi de 172 personnes : 10 autres ont suivi jusqu'au 5 juin 1944, totalisant 1 560 victimes.
Bien qu'aucun soldat allemand ne soit présent en zone sud, le gouvernement français accepte, cas unique en Europe occupée, de livrer des Juifs qui y résident, qu'ils soient puisés dans les très durs camps d'internement de Gurs, Noé, Récébédou, Les Milles, ou bien qu'ils soient victimes de la grande rafle du 26 août 1942 perpétré à Lyon, Toulouse et autres grandes villes méridionales (5 885 Juifs étrangers arrêtés et déportés). Entre le 6 août et le 15 septembre, 3 456 internés des camps et 913 travailleurs extraits de 18 GTE (groupements de travailleurs étrangers) sont également déportés à Drancy puis Auschwitz.
À partir du 15 août, le SD commence à rafler les Juifs d'Anvers avec la collaboration active des autorités communales. À Bruxelles, où le bourgmestre Jules Coelst a refusé d'aider l'occupant, les rafles de septembre donnent des résultats nettement moins satisfaisants. Les deux tiers des Juifs d'Anvers sont déportés, contre un tiers de ceux de Bruxelles.
Du 13 au 20 août, de très nombreux Juifs croates sont déportés à Auschwitz par les collaborateurs oustachis.
Particulièrement nombreuses donc en 1942, les rafles de Juifs continuent à intervalles réguliers dans pratiquement tous les pays d'Europe, jusqu'à la fin de l'occupation allemande ou de la guerre.
En règle générale, les Juifs travaillant pour des entreprises allemandes (notamment dans l'armement) sont déportés en dernier, ainsi que les privilégiés des Conseils juifs. En 1943-1944, les revers militaires et le besoin de main-d'œuvre obligent les nazis à mettre à part un certain nombre de « Juifs de travail » (Arbeitsjuden) dans des camps de travail assez durs, mais où leur mort n'est pas recherchée et leur déportation au moins retardée.
Les fusillades et les camions à gaz avaient permis dès 1941-1942 de déclarer les pays baltes et l'Ukraine judenrein (« nettoyés de juifs »). La cadence des rafles et des déportations est telle que dès 1943 les nazis peuvent déclarer judenrein Berlin le 19 juin, Salonique le 20 août, ou Amsterdam en septembre.

### L'action Reinhardt: la liquidation par gazage des Juifs de Pologne (1942-1943)

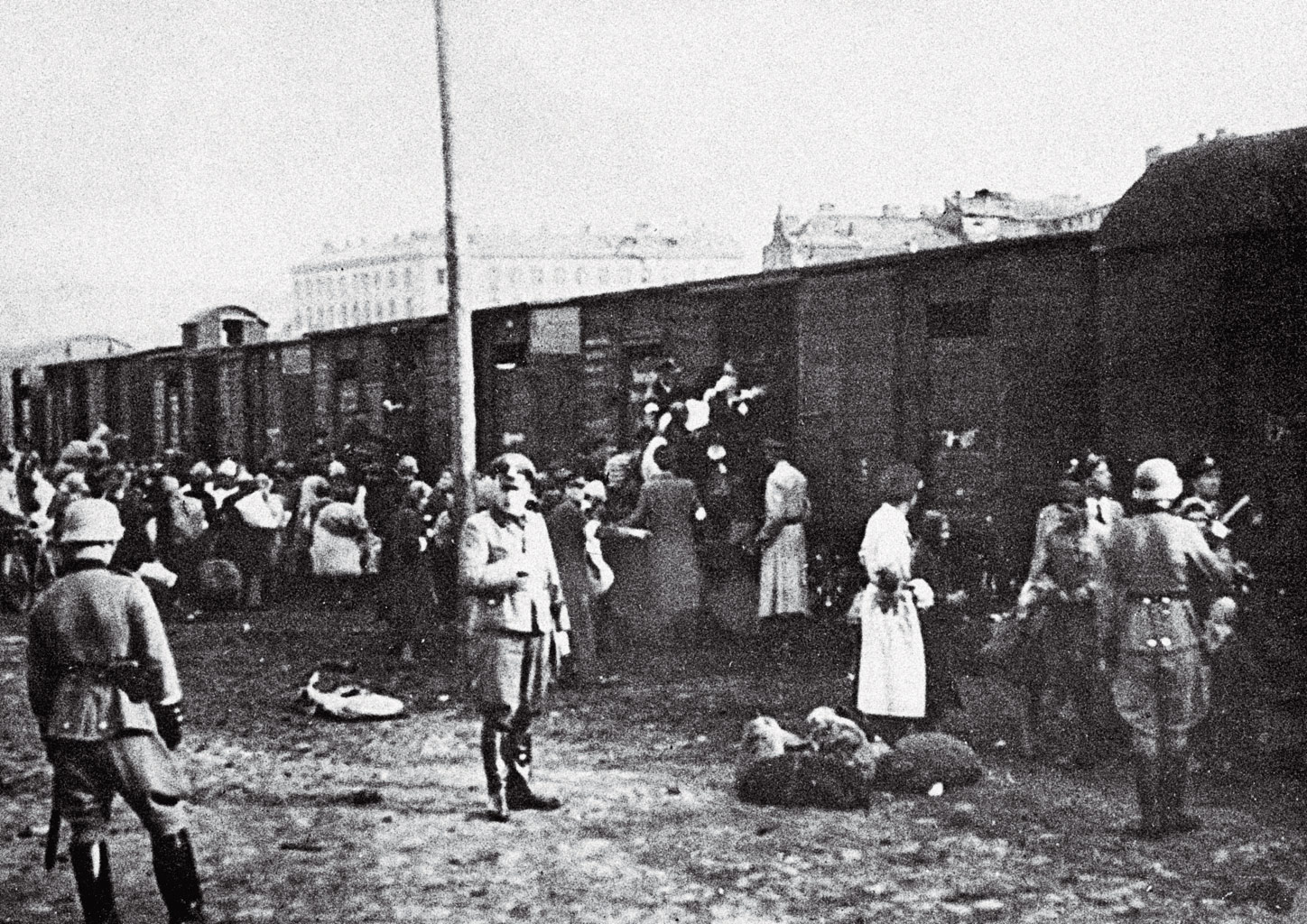
Déportation des Juifs du ghetto de Varsovie à Treblinka depuis l’Umschlagplatz, 1942.

Après celui de Bełżec, le camp d'extermination de Sobibor est ouvert le 1er mars 1942, celui de Treblinka le 1er juillet, celui de Maidanek près de Lublin à l'automne. Ils sont essentiellement destinés au gazage massif des Juifs de Pologne - même si en raison d'une épidémie de typhus à Auschwitz, 34 convois de Juifs hollandais ont été détournés sur Sobibor en 1943, et donc intégralement anéantis, de même que quatre convois de Juifs de France.
Ces camps ne servent qu'à tuer, seuls quelques centaines de déportés sur des centaines de milliers étaient « épargnés » pour aider en tant qu'esclaves au fonctionnement élémentaire du camp. Les victimes sont tuées au monoxyde de carbone (au zyklon B à Maidanek) dans les chambres à gaz où elles sont conduites dès leur descente de train.
Treblinka est surtout destiné aux Juifs de Varsovie, Maidanek à ceux de Lublin, Bełżec et Sobibor assumant le massacre industriel des Juifs des autres ghettos juifs du Gouvernement général. Le but est de les exterminer systématiquement.

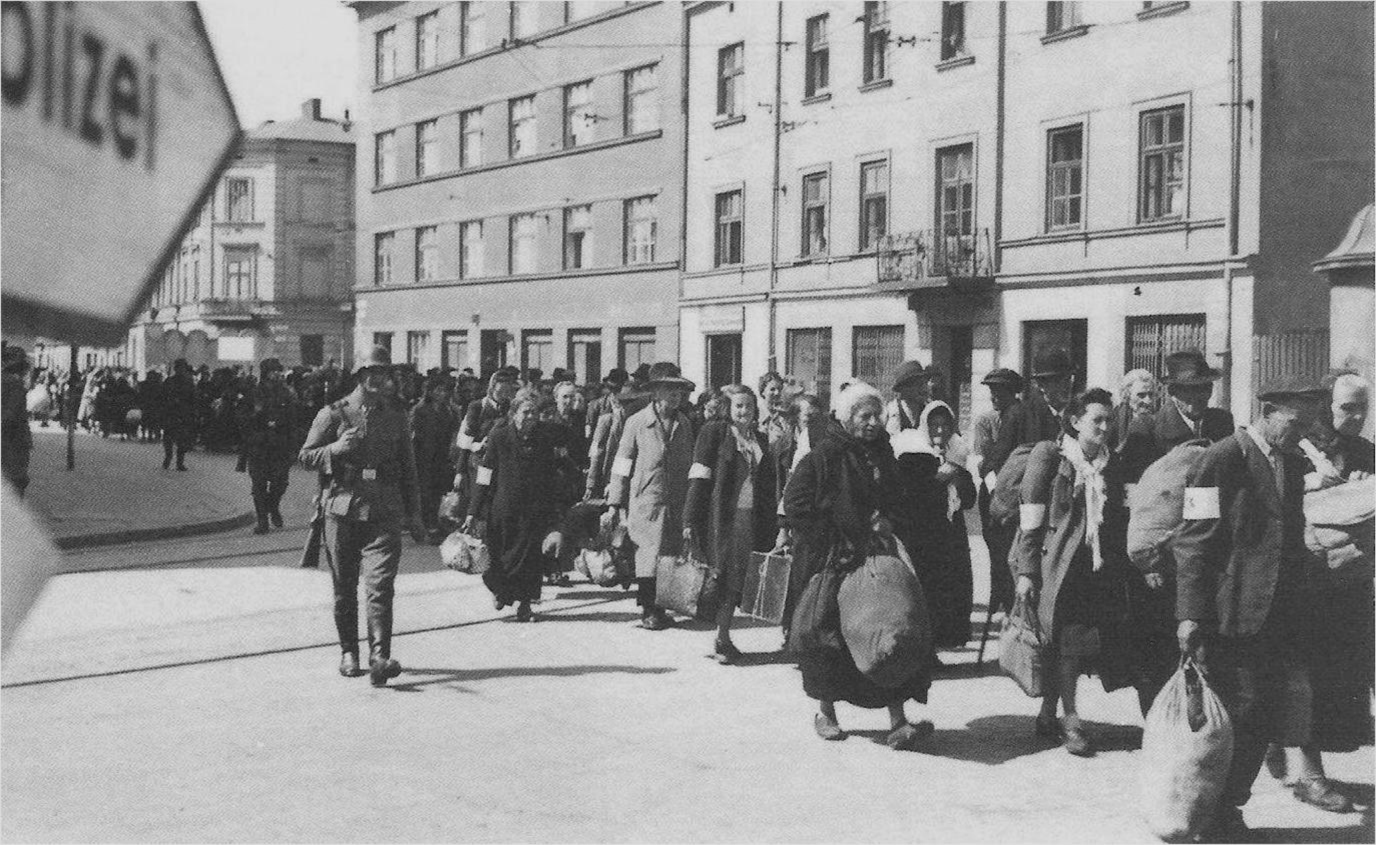
Liquidation du ghetto de Cracovie par les Allemands, 13 mars 1943.

Le 17 mars 1942, avec le premier convoi des Juifs de Lublin vers Bełżec débute l’« Aktion Reinhard » décidée le 20 janvier 1942 à la conférence de Wannsee dans la banlieue de Berlin et qui aurait reçu ce nom en hommage à Reinhard Heydrich, abattu par la résistance tchèque fin mai 1942. Elle va faire deux millions de victimes et signifier la mort de plus de 90 % de la communauté juive de Pologne, jusque-là la première du monde.
De ce fait, l'année 1942 est de loin l'année la plus meurtrière dans les centres d'extermination (hors Auschwitz). Au 31 décembre 1942, 1 449 000 êtres humains ont trouvé la mort dans les camps à monoxyde de carbone. À leur démantèlement en 1943-1944, 1 750 000 personnes y ont en tout trouvé la mort.

### La centralité du camp d'Auschwitz-Birkenau (1942-1944)

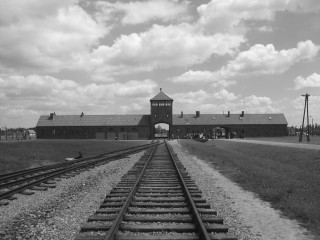
Une des entrées de Birkenau vue de l'intérieur du camp après la construction de la « rampe » intérieure en 1944. Auparavant, la « sélection » avait lieu à la descente des trains à l'extérieur du camp, à mi-chemin entre Auschwitz et Birkenau.

À Auschwitz-Birkenau, l'emploi de zyklon B (qui tue 36 fois plus rapidement que le monoxyde de carbone) est testé sur des prisonniers soviétiques dès le 3 septembre 1941. Début 1942, le commandant du camp, Rudolf Höß, reçoit verbalement l'ordre de Himmler de faire du camp, idéalement situé à un nœud ferroviaire, le principal centre de l'extermination des Juifs déportés de toute l'Europe. Plusieurs Krematorium y sont construits, associant les chambres à gaz à des fours crématoires de grande capacité destinés à faire disparaître les corps.
Le premier train de victimes françaises part ainsi pour Auschwitz le 28 mars 1942, le premier transport de Juifs de Salonique le 20 mars 1943, le premier de Rome le 16 octobre 1943, cinq semaines après l'occupation de l'Italie, et le premier convoi de Hongrie le 15 mai 1944.
Avec le démantèlement des autres camps d'extermination fin 1943, Auschwitz devient le principal lieu d'accomplissement du génocide. Sur plus d'un million de personnes qui y sont assassinées, 90 % sont juives, de tous les pays.

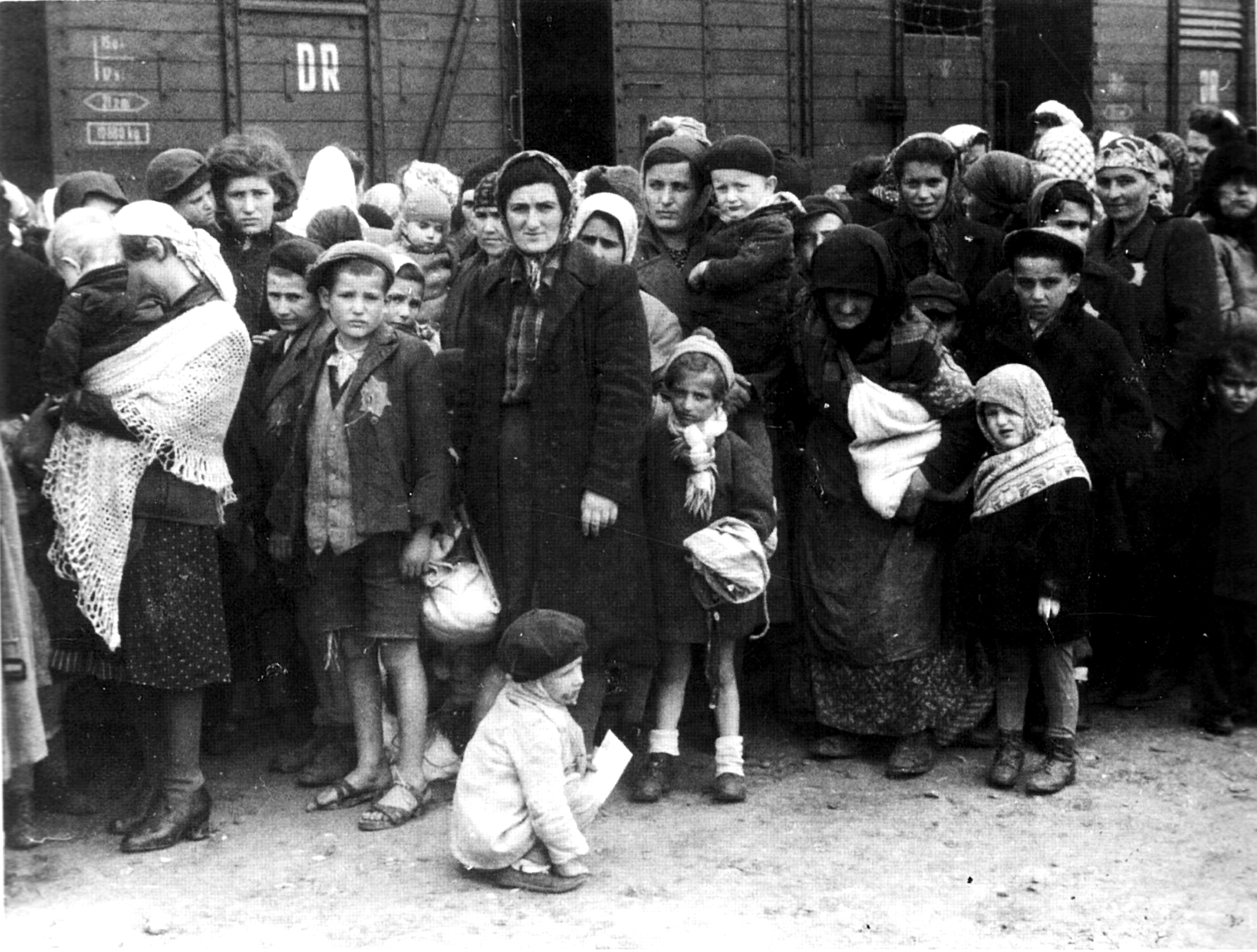
Sélection de femmes et enfants juifs hongrois à la descente du train, Auschwitz-Birkenau, mai 1944

Même si seul un sixième des victimes de la Shoah y a trouvé la mort, c'est donc à bon droit qu’« Auschwitz » en est venu à désigner par métonymie l'ensemble du génocide. D'autant que ce camp de concentration et d'extermination, le plus vaste de tous, a laissé des vestiges importants et un certain nombre de survivants, au contraire des principaux camps d'extermination, démantelés et rasés, qui ne comptent aucun survivant hors quelques évadés et miraculés (deux rescapés contre plus de 150 000 gazés à Chelmno, quatre contre 650 000 morts à Bełżec).
À partir de juillet 1942, une « sélection » a lieu à l'arrivée de chaque nouveau convoi de déportés. Sur un geste de la main des SS préposés au tri, les déportés valides sont réservés au travail forcé. Ceux jugés inaptes au travail sont immédiatement conduits à la chambre à gaz : bébés, enfants, vieillards, infirmes, femmes enceintes, personnes trop âgées, ou simplement celles qui portent des lunettes ou avouent exercer une profession intellectuelle voire un métier non manuel.

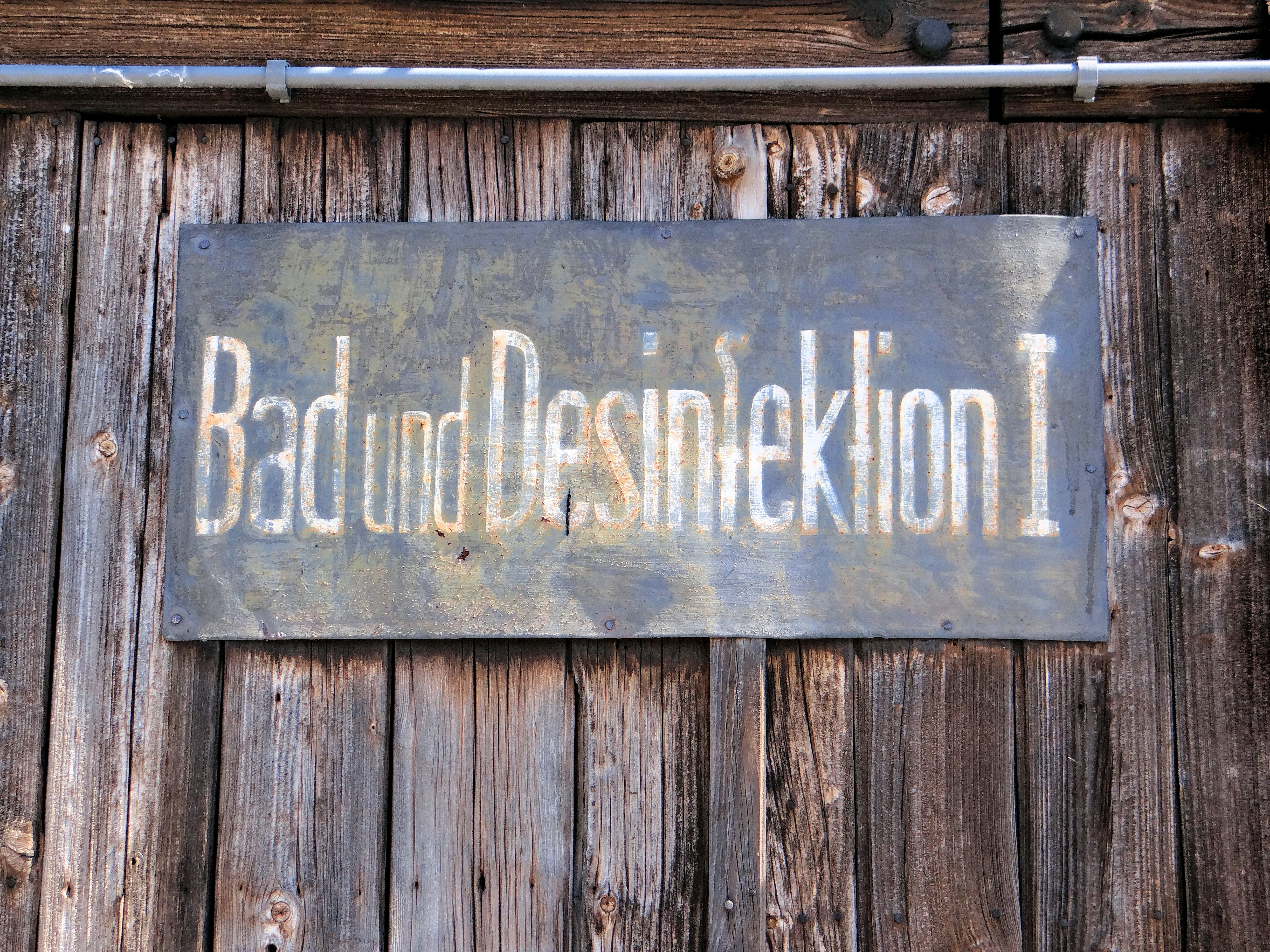
Panneau indiquant « Bain et désinfection I » à l'entrée de la chambre à gaz no 1, camp de Majdanek

Dans ses mémoires, Rudolf Höss estime qu'au moins les trois quarts des déportés périssaient dès l'arrivée, dans la chambre à gaz, dont la majorité des femmes, et la totalité des enfants, vieillards et handicapés. À l'en croire, plus de gens étaient sélectionnés pour le gazage pendant l'hiver, où le camp de concentration avait besoin de moins de main-d'œuvre.

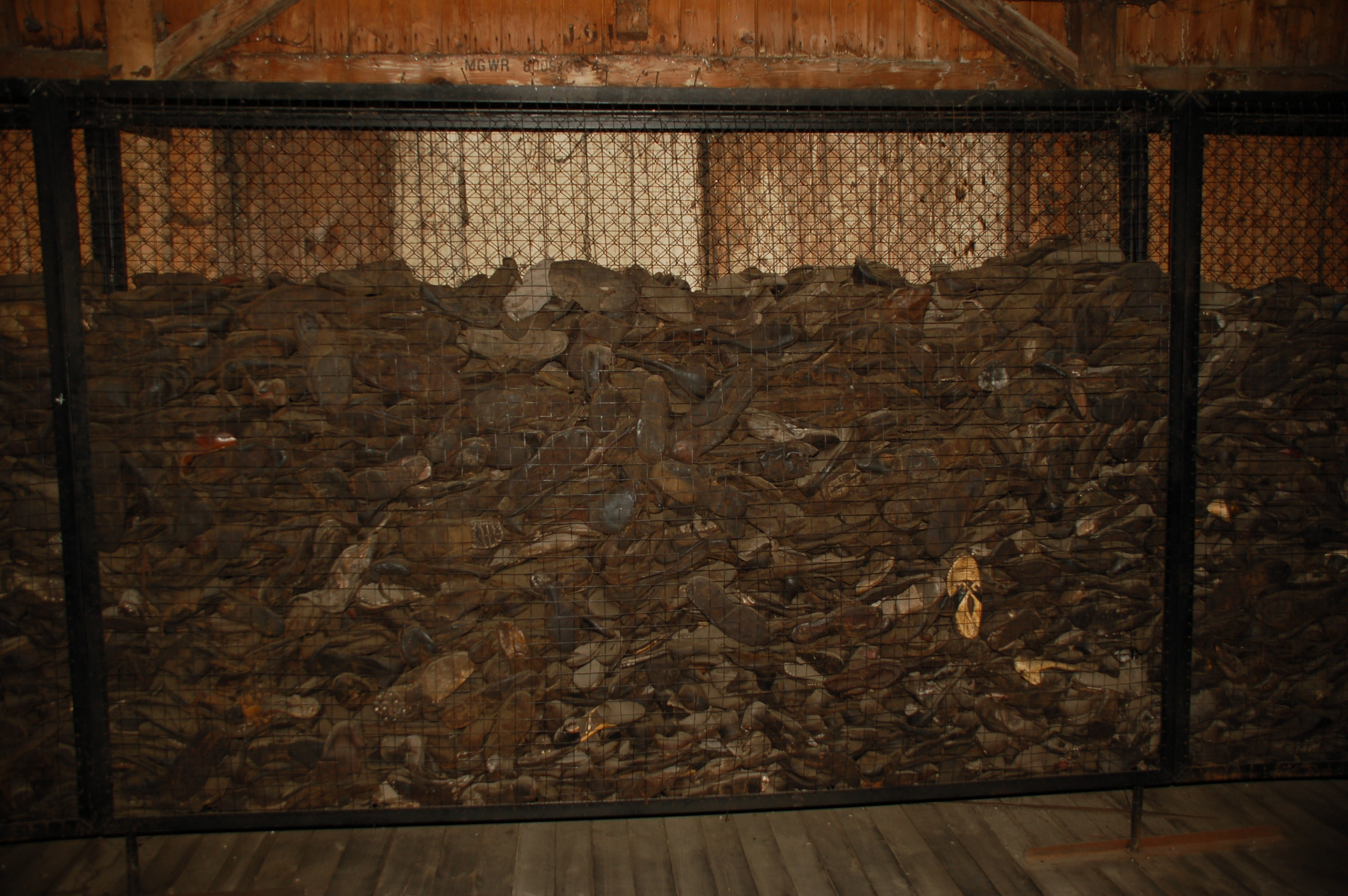
Chaussures récupérées par les nazis sur les déportés gazés, Maidanek.

Franciszek Piper, historien du camp d'Auschwitz, estime que 65 % des déportés (soit 97 000 sur 150 000 Juifs occidentaux) ont été gazés à l’arrivée. Il confirme la différenciation sexuelle de la mise à mort : 77,5 % des femmes et filles belges ont été gazées dès l'arrivée, mais 51 % des hommes, soit 49 % d’hommes mis à part et recensés par le service du travail (Arbeitstatistik) d’Auschwitz.
Selon Georges Wellers, sur 61 098 Juifs déportés de France entre les 29 juillet 1942 et 11 août 1944, 78,5 % ont été gazés à l’arrivée. Pour l'historienne Danuta Czech, 76,6 % des Juifs grecs ont dû l’être aussi. Quant aux Juifs de Hollande, entre le 17 juillet 1942 et le 5 septembre 1944, 57 convois de Westerbork ont apporté 51 130 victimes, dont 18 408 ont été désignées aptes au travail, les 64 % autres gazées immédiatement.
De façon perverse, les déportés sélectionnés sont conduits aux chambres à gaz sur des paroles rassurantes et sont persuadés de se déshabiller et d'entrer dans la pièce pour y prendre une douche – mais à la moindre tentative de résistance ou au moindre doute, c'est avec la dernière brutalité qu'ils sont forcés d'y entrer et de s'y entasser. Les victimes meurent en quelques minutes après la fermeture des portes et la diffusion du gaz mortel. Celles qui se trouvent le plus près de l'endroit par où sort le gaz périssent les premières. Beaucoup sont gravement blessées ou meurent piétinées dans les bousculades vaines au cours desquelles les victimes cherchent généralement à forcer les portes ou se disputent les coins où il reste encore un peu d'air.
Le Sonderkommando, composé de détenus en majorité juifs et périodiquement liquidés, est chargé d'incinérer les cadavres après avoir récupéré les cheveux et les dents en or. La réduction des victimes en cendres aussitôt dispersées traduit le souci des nazis de dissimuler les preuves de leur crime et symbolise leur volonté d'effacer jusqu'à la dernière trace l'existence des Juifs sur la terre. Des centaines de trains conduisent dans le Reich les biens volés aux assassinés, après stockage à la section dite « Canada » du camp. Les cheveux des victimes sont utilisés pour faire des vêtements. En revanche, la confection de savon, à partir de la graisse humaine des incinérés est demeurée au stade expérimental, non à échelle industrielle (néanmoins, à Buchenwald, des abat-jours faits à partir de peaux humaines ainsi que d'autres objets à vocation scientifique comme des têtes réduites (à la façon jivaro) ou des têtes de très jeunes enfants dans des bocaux de formol ont été retrouvés).
Enfin, la centralité symbolique du camp d'Auschwitz dans la mémoire est complexe. D'une part, devenu la « métonymie de toutes les victimes du nazisme », il est cependant une anomalie puisqu'il est le seul des lieux de l'extermination à associer un camp de concentration au centre de mise à mort. Il symbolise d'autre part le génocide, alors que « le cœur de la judaïcité européenne, Juifs de Pologne et d'Union soviétique a été tué ailleurs ».

### L'extermination des Juifs de Hongrie (1944)
L'industrie de la mort atteint son apogée à Auschwitz avec la liquidation en août 1944 des 67 000 dernières victimes du ghetto de Lodz, le dernier subsistant encore en Pologne, et surtout avec la déportation en 56 jours de plus de 435 000 Juifs hongrois par Adolf Eichmann, du 15 mai au 8 juillet 1944. Plus du tiers des victimes juives d'Auschwitz sont hongroises.
La Hongrie connaissait un fort antisémitisme depuis la fin du XIXe siècle, aggravé par la participation de nombreux Juifs à l'éphémère « République des conseils » fondée en 1919 par Béla Kun. En septembre 1919, 3 000 Israélites avaient trouvé la mort dans les pogroms de la terreur blanche, et dès 1920, Miklós Horthy, régent du royaume de Hongrie, édictait la plus précoce législation antisémite d'Europe, radicalisée en 1938-1939 puis en 1941. Depuis 1939, la définition légale du Juif était même raciale, les 100 000 Juifs de confession catholique étant donc également victimes des discriminations.

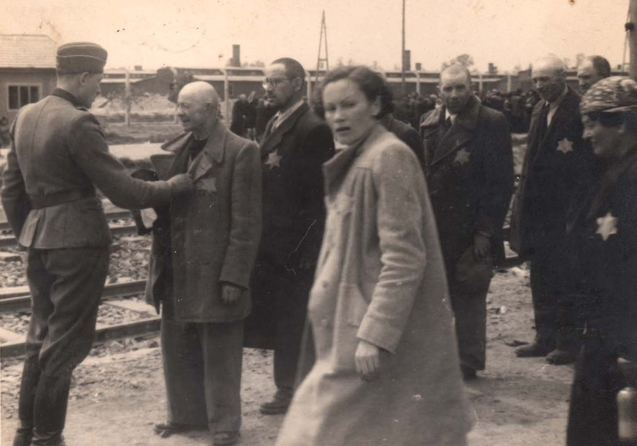
Geza Lajtos (1891-1945) et des coreligionnaires de Budapest lors d'une sélection sur la rampe devant un médecin SS, camp d'extermination d'Auschwitz-Birkenau, mai 1944

À l'été 1941, Budapest fait déporter 18 000 Juifs de Hongrie « apatrides » en Ukraine, sur les arrières du front russe. Les 27 et 28 août, plus de 10 000 d'entre eux sont exterminés par l'Einsatzgruppen C à Kamianets-Podilskyï, premier massacre de Juifs à atteindre les cinq chiffres, et étape-clé dans le passage à l'extermination à grande échelle. Seuls 2 000 à 3 000 de ces premiers déportés hongrois survivent à l'été. À la suite de cet épisode, le gouvernement suspend les expulsions en zone allemande. Mais l'armée hongroise exécute de son côté un millier de Juifs dans les territoires annexés à la Serbie, et surtout, elle impose aux Juifs de Hongrie un « Service du travail » aux armées particulièrement meurtrier : les victimes de ce service ne sont pas officiellement des déportés, et elles conservent par exemple leurs biens et leurs domiciles en leur absence, mais de fait, plus de 42 000 personnes emmenées ainsi travailler en Ukraine occupée y décèdent dès avant le tournant de mars 1944.
Certes, à plusieurs reprises, le régent Horthy se refuse à éliminer les Juifs de la vie du pays, pas plus qu'il n'accepte les demandes répétées de Hitler de les déporter ou de leur faire porter l'étoile jaune. La Hongrie fait de ce fait figure d'asile relatif dans l'Europe de la Shoah, certains Juifs venant même y trouver refuge depuis des pays voisins. Bien que 63 000 Juifs hongrois et apatrides aient perdu la vie dès avant mars 1944, tout ne change vraiment de façon brutale et radicale qu'avec l'irruption des troupes allemandes, appuyées par les collaborationnistes fascistes, les Croix fléchées.

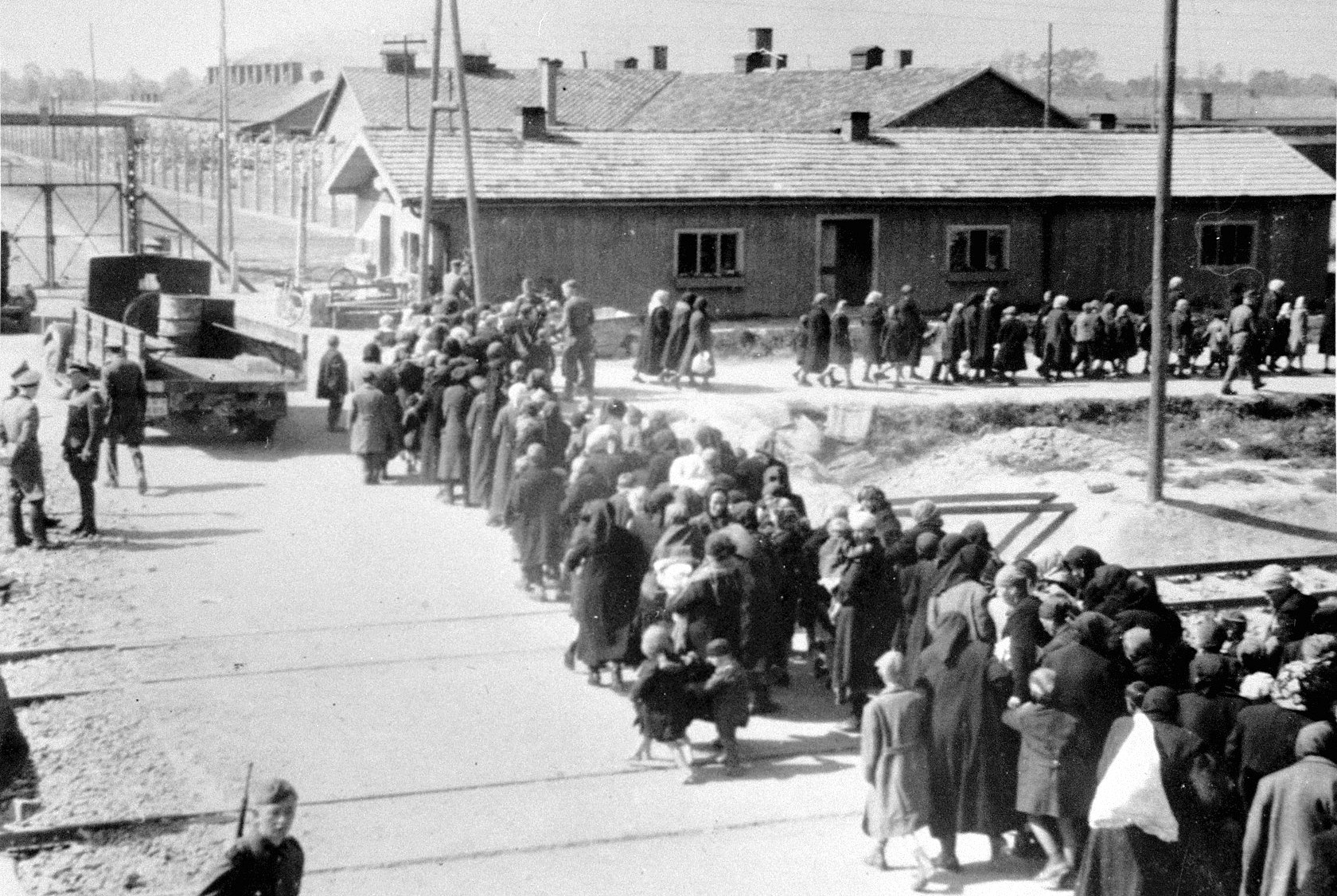
Files de Juifs (identifiés comme hongrois) descendus du train et conduits directement vers les chambres à gaz et crématoires 2 et 3 du camp d'extermination Auschwitz-Birkenau, 27 mai 1944

Le 19 mars 1944, en effet, les nazis envahissent leur allié hongrois, qui songe à virer de bord à l'approche de l'Armée rouge. Le nouveau premier ministre, Döme Sztójay, collabore pleinement avec les Allemands. Le processus de concentration et de déportation des Juifs s'y répète sur le même schéma qu'ailleurs depuis 1939 mais de manière particulièrement accélérée : étoile jaune obligatoire, constitution de conseils juifs, enfermement en ghettos, puis déportations. Celles-ci ne concernent que les Juifs des provinces et de la banlieue de Budapest, ceux de la capitale restant pour le moment épargnés.
Sur ces 435 000 Juifs provinciaux activement déportés du 15 mai au 8 juillet 1944, avec l'aide des forces de l'ordre hongroises, seuls 10 % ont été mis au travail forcé, les autres étant exterminés à l'arrivée à Birkenau. Pour accélérer la cadence de mise à mort, en dérivation de la ligne principale un tronçon de voie ferrée est construit qui, une fois franchi le porche d'entrée en forme de tour entre dans le camp pour aboutir à proximité immédiate des chambres à gaz. On aménage une rampe pour la descente des déportés et la sélection. Cette rampe deviendra l'un des symboles les plus connus d'Auschwitz et du génocide. Les crématoires ne suffisant plus à l'incinération de tous les cadavres à un rythme suffisant, des milliers d'entre eux sont brûlés en plein air sur d'énormes bûchers. À cette période, Auschwitz reçoit jusqu'à quatre trains quotidiens, et les opérations de mise à mort par le Zyklon B tuent jusqu'à 10 000 personnes par jour.
L'amiral Horthy, qui avait autorisé les transports dans un premier temps, retire son autorisation le 9 juillet, alors que des informations sur l'extermination parviennent en Hongrie et que le Vatican ou les États-Unis multiplient les pressions. Sztójay est limogé par Horthy en août. Les déportations sont suspendues jusqu'au 15 octobre, alors que 150 000 Juifs demeurent encore domiciliés ou réfugiés à Budapest, où ils survivent tant bien que mal dans le ghetto, spoliés de tout. Entre mars et octobre 1944, par ailleurs, 150 000 Juifs sont encore envoyés au Service du travail sous l'égide de l'armée hongroise, dont seulement 20 000 reviendront.

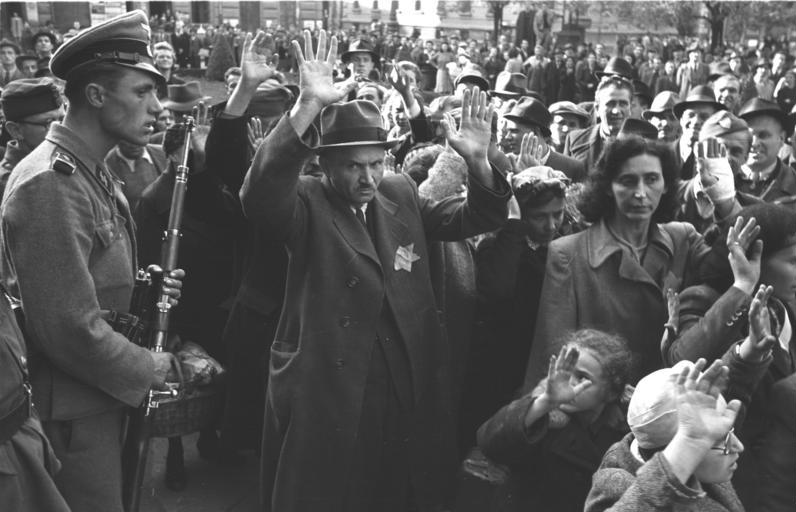
Arrestation de Juifs de Budapest, octobre 1944

Le 15 octobre, Horthy est arrêté par les nazis et remplacé par les collaborationnistes des Croix fléchées, qui instaurent un gouvernement fasciste hongrois. Sous la conduite de leur chef, le nouveau Premier Ministre Ferenc Szálasi, les Croix fléchées relancent la persécution, et multiplient, sur place, les massacres désordonnés de Juifs et les marches de la mort. Un certain nombre de Juifs restés à Budapest sont sauvés par des protections diplomatiques, en particulier grâce à l'action de Raoul Wallenberg.
En 1941, 825 000 Juifs vivaient sur le territoire hongrois, dont 100 000 convertis ou chrétiens d'ascendance juive. 63 000 ont perdu la vie dès avant le 19 mars 1944. Après cette date, 618 000 ont été victimes de la déportation à Auschwitz, des marches de la mort ou de l'envoi au Service du Travail aux armées : 501 500 y ont perdu la vie. 116 500 Juifs de Hongrie sont revenus de déportation, 20 000 du Service du Travail, et 119 000 autres restés à Budapest ont survécu. Au total, si 225 000 Juifs de Hongrie ont survécu (soit 31 %), une proportion très forte à l'échelle de l'Europe centrale et orientale, leur communauté a perdu 569 507 membres dont 564 507 assassinés et 5 000 autres exilés.

### L'extermination par le travail forcé
Les camps de concentration nazis ont été un enfer rarement égalé dans l'histoire humaine. Par un processus systématique et pervers de déshumanisation de leurs victimes, les SS et les kapo visaient à détruire leur personnalité et leur vie en un temps très bref, au moyen de la sous-alimentation, des coups, de l'absence d'hygiène et du travail forcé.

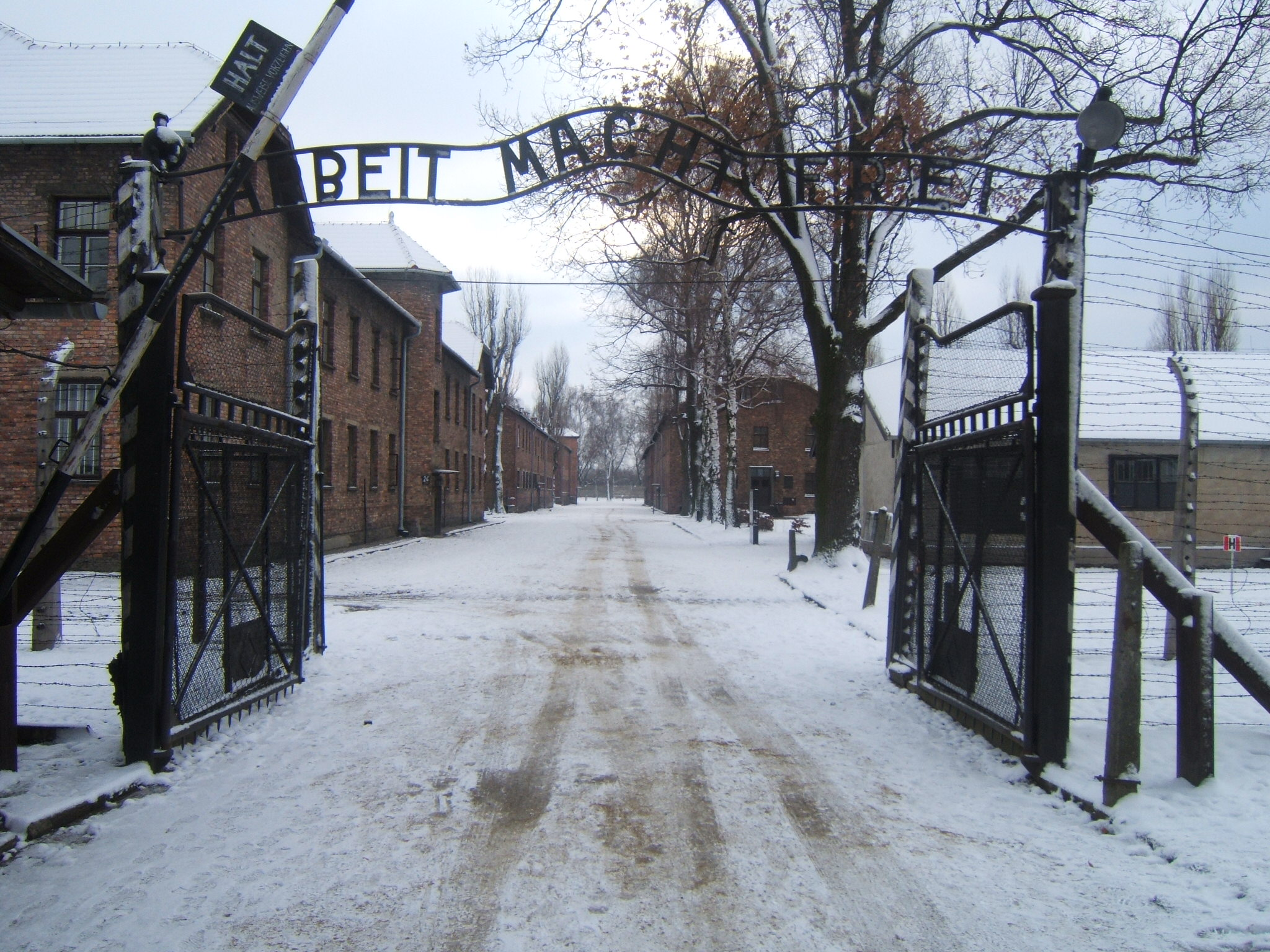
« Le travail rend libre » : la devise cynique et ironique – tirée de l'œuvre du philosophe allemand Hegel – du portail du camp d'Auschwitz.

Les traitements inhumains ne laissaient aux déportés qu'une espérance de vie très réduite : en 1942, un déporté d'Auschwitz ne peut espérer survivre que trois mois en moyenne. Sur quatre trains convoyant plus de 1 000 Juifs tchèques chacun arrivés du 17 au 25 avril, et qui n'ont pas connu de sélection pour les gaz à l'arrivée, on ne compte pourtant au 15 août que 182 survivants.
Raul Hilberg note que l'extermination par le travail, avec ses sommets de cruauté, n'a cependant constitué qu'une part réduite de la Shoah. Même à Auschwitz, sur 200 000 internés juifs, il n’a été enregistré « que » 90 000 décès. L’extermination par le travail forcé a donc dix fois moins tué que le gazage de 865 000 personnes dans le même camp.

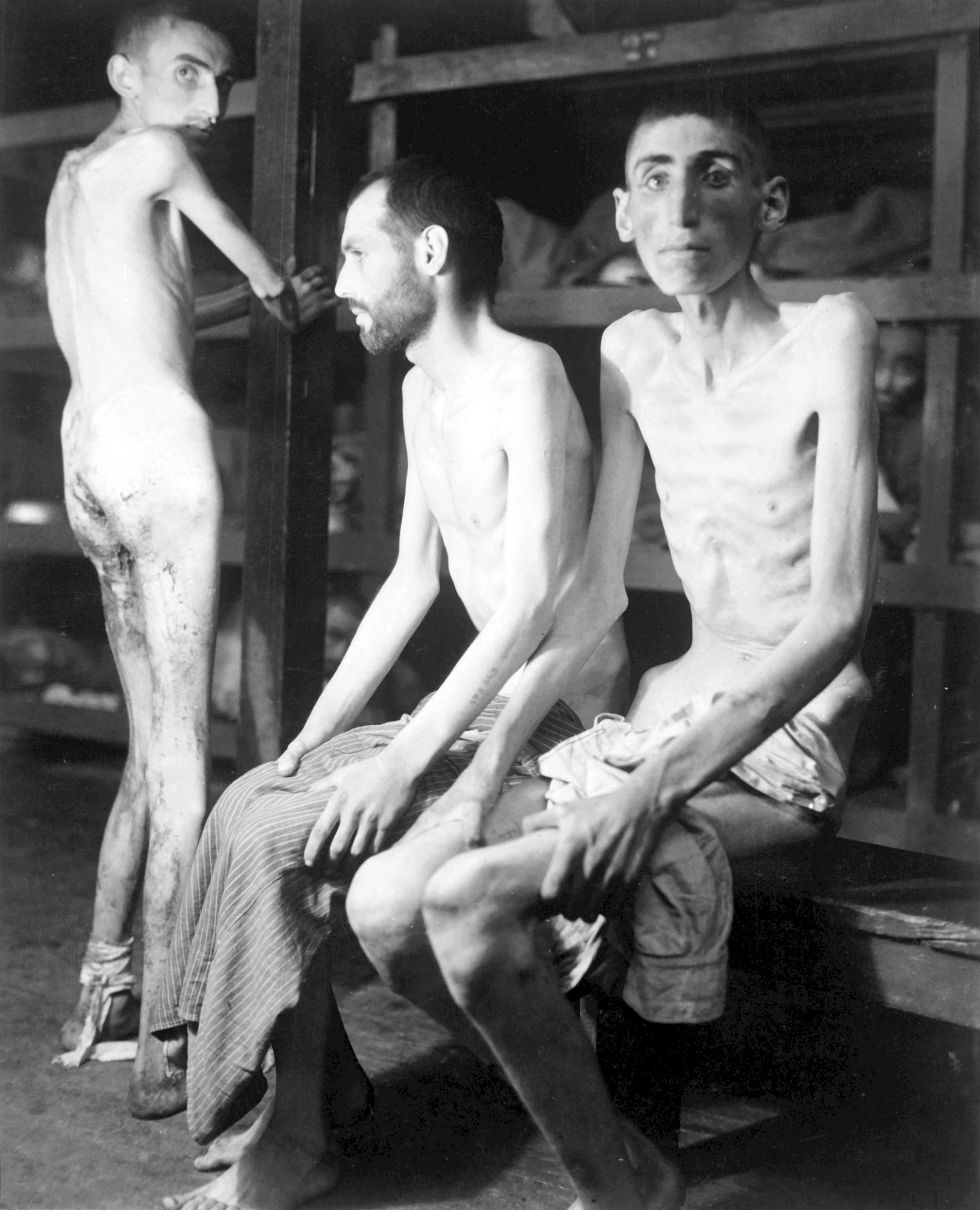
Esclaves du Reich à Buchenwald.

Séparés de leurs familles (souvent seuls survivants ou presque si les autres membres ont été déjà tués par gazage), les déportés juifs qui ont échappé à la première sélection à l'arrivée sont spoliés de tous leurs biens et de tout souvenir personnel, intégralement tondus, privés de leur nom et affublés d'un uniforme rayé et d'un matricule par lequel ils sont seul appelés. Ils sont exploités dans des usines de guerre au profit de la SS qui les « loue » aux entrepreneurs à des prix dérisoires : c'est ainsi que le géant chimique IG Farben, par exemple, se compromet gravement dans l'exploitation des déportés d'Auschwitz. Ils peuvent aussi être employés à des travaux absurdement inutiles (creuser des trous rebouchés chaque soir, porter et rapporter des pierres d'un endroit à l'autre…). Ils sont exposés à la sous-alimentation systématique et aux traitements sauvages de kapos souvent recrutés parmi les criminels de droit commun.
Ceux qui faiblissent deviennent des « musulmans », exposés à la liquidation par les médecins SS au Revier (infirmerie) du camp ou à la sélection pour la chambre à gaz.
Les rares survivants (en général ceux qui ont été déportés dans les derniers, à un moment où le Reich en péril prolonge un peu plus la vie de sa main-d'œuvre servile) doivent pour s'en sortir s'endurcir moralement, passer inaperçus, avoir beaucoup de chance, travailler dans des kommandos moins pénibles et moins périlleux.

### Les marches de la mort (1945)
Les derniers gazages ont lieu fin novembre 1944 à Auschwitz, alors que les nazis aux abois commencent à détruire les installations et les preuves du génocide. L'extermination ne s'arrête pas pour autant. Ainsi à partir du 8 novembre 1944, Adolf Eichmann soumet des dizaines de milliers de Juifs hongrois à une « marche de la mort » éprouvante de Budapest à la frontière du Reich.
Le 20 janvier 1945, un peu moins de 60 000 survivants d'Auschwitz sont évacués à pied vers l'Allemagne à l'approche des Soviétiques. L'évacuation est généralement dépeinte par les survivants comme l'un de leurs pires souvenirs de déportation : sans vêtements ni chaussures appropriés dans l'hiver très rigoureux, épuisés et sous-alimentés, ils doivent marcher jusqu'à plusieurs dizaines de kilomètres par jour. Ceux qui ne peuvent plus suivre sont abattus immédiatement par l'escorte SS. D'autres détenus sont aussi entassés dans des trains qui les transfèrent d'un camp à un autre au prix d'une mortalité considérable.
À Ravensbrück, Dachau ou Bergen-Belsen, où échouent nombre d'anciens détenus d'Auschwitz à bout de forces, l'épidémie de typhus provoque une hécatombe. La maladie emporte notamment Anne Frank le 12 mars 1945 à Bergen-Belsen. En avril, à l'approche des Alliés, de nouvelles marches de la mort et de nouveaux trains meurtriers évacuent les déportés.
En tout, de janvier à mai 1945, « autour de 250 000 Juifs moururent d'épuisement ou de froid au cours de ces marches, quand ils ne furent pas abattus sur place ou brûlés vifs ».
Ce sont des survivants hagards et traumatisés, ainsi que des monceaux de cadavres squelettiques, que découvrent généralement des soldats alliés incrédules. 40 % des Juifs libérés seraient morts dans les semaines suivantes : « leur état sortait du domaine de compétence de la médecine occidentale ». Avec les tonnes de biens volés aux Juifs assassinés, les fours crématoires ou les vestiges des chambres à gaz, le monde se retrouve en 1945 devant les preuves d'un crime de masse qui devait conduire au procès de Nuremberg et à la naissance du concept de crime contre l'humanité.

## Le cas de la Shoah en Roumanie

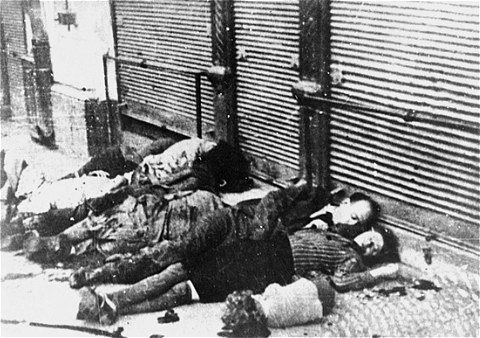
Le Pogrom de Iași : Juifs massacrés par l’armée roumaine à Jassy, 26 juin 1941.

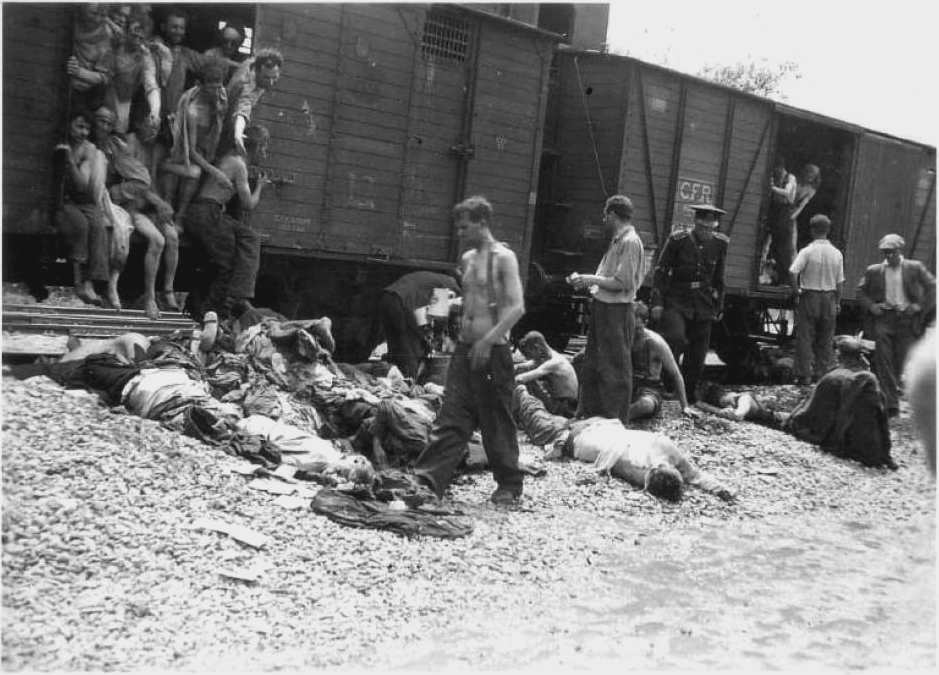
27 juin 1941 : la moitié des déportés du « Train de la mort » ne sont jamais parvenus en Transnistrie : « oubliés » dans une gare de triage, ils sont morts de soif, de chaleur et de faim, avant que les cris des survivants n'alertent les habitants.

Membre de l’Axe depuis octobre 1940, le régime du dictateur Antonescu a refusé de livrer les Juifs sous son autorité aux nazis, mais c’est pour mettre en œuvre son propre plan d’extermination. La Roumanie abritait avant-guerre la troisième communauté juive d'Europe, 780 000 personnes selon le recensement de décembre 1930, mais avec les cessions territoriales de 1940, environ 420 000 Juifs sont devenus Hongrois ou Soviétiques : parmi ces derniers, environ 120 000 autres retombent sous domination roumaine de 1941 à 1944 et, accusés en bloc d’avoir soutenu l'URSS, deviennent les premiers des 220 000 Juifs victimes de la Shoah roumaine, nombre qui met le régime Antonescu au second rang des bourreaux de la Shoah après les nazis et devant les Oustachis croates.
La Roumanie avait naturalisé tous ses Juifs, qu’ils fussent ou non roumanophones, lors des réformes démocratiques de 1919 (qui avaient aussi donné le droit de vote aux femmes), mais après la grande dépression des années 1930, la xénophobie antisémite s’y était développée à travers la montée en puissance du parti nazi local d’Andreas Schmidt et de la Garde de fer de Corneliu Codreanu. Peu avant la Seconde Guerre mondiale, le gouvernement, menacé par ces mouvements, entreprend une politique antisémite, excluant les Juifs des chemins de fer, imposant des quotas dans l’encadrement industriel et les universités, et révoquant une partie des fonctionnaires de confession israélite, mais il entreprend, en même temps, de réprimer militairement la Garde de Fer, et un climat de guerre civile s’installe, durant lequel les membres de la Garde de Fer commettent des attentats et se livrent à des pogroms. Le 8 août 1940 ; la persécution prend une dimension raciste : les « Marranes », juifs convertis au christianisme, sont considérés comme juifs au même titre que les personnes de religion juive. Seuls les Juifs « calotesques » qui possédaient la nationalité roumaine avant le 30 décembre 1918, leurs descendants, les Juifs qui avaient combattu pendant la Première Guerre mondiale (soit environ dix mille personnes) étaient exemptés de ces discriminations.
En février 1941, les « légionnaires » de la Garde de fer perpètrent un coup d’état et un pogrom sanglant à Bucarest, qui fait 118 morts. Les cadavres sont atrocement mutilés. Après l’invasion de l'URSS, l’armée roumaine, alliée de la Wehrmacht, participe activement au massacre de masse des Juifs. Le 25 juin 1941, l’armée, la gendarmerie et la police roumaines assassinent 7 000 Juifs à Jassy.

### La Transnistrie, une région d’extermination

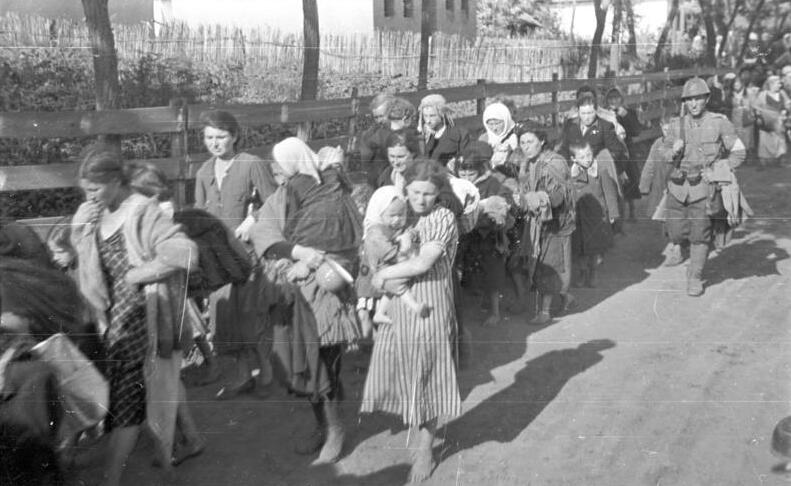
Déportation des Juifs par l'armée roumaine, Transnistrie, 1941.

La Transnistrie, région ukrainienne de 42 200 km2 occupée par la Roumanie, est l’un des sinistres éléments de la géographie de la Shoah : 217 757 Juifs (dont 130 000 de nationalité soviétique), 87 757 Roumains « indésirables » pour le régime et 25 000 Roms y sont déportés. 139 957 Juifs et les deux tiers des Roms sont morts de froid, de privations et de typhus dans les camps de fortune dressés par les autorités d’occupation roumaines, tels ceux de Bogdanovka, Domanivka et Akhmetchetka. Ils sont logés dans des conditions déplorables, entassés dans des ruines, des étables ou des porcheries. Ils souffrent de nombreuses maladies : la Croix-Rouge roumaine et la Fédération des communautés juives de Roumanie peinent à alimenter et soigner ces masses de déportés, et ne peuvent empêcher l’armée (qui les rançonne par ailleurs, manquant elle-même d’intendance) d’en massacrer une partie entre décembre 1941 et février 1943, mais, selon Otto Ohlendorf, responsable de l'Einsatzgruppe D, de « manière brouillonne, non professionnelle et inutilement sadique ».

### Lesmassacres d'Odessa
Six jours après l’entrée des troupes roumaines dans Odessa, qui devient capitale de la Transnistrie, un attentat tue le général Ioan Glogojeanu, commandant d’Odessa et 40 autres militaires. Le soir même, le gouvernement roumain ordonne des représailles implacables. Aussitôt, le nouveau commandant d’Odessa, le général Trestioreanu, annonce qu’il va pendre les Juifs et les communistes sur les places publiques. Durant la nuit 5 000 personnes sont exécutées. Le 23 octobre, 19 000 Juifs sont exécutés et leurs cadavres arrosés d’essence et brûlés. Des milliers d’autres sont détenus comme otages dans des entrepôts à la sortie de la ville. Le 24 octobre, ils sont transportés en dehors de la ville et fusillés devant des fossés anti-chars par groupes de 40 ou 50. L’opération se révélant trop lente, les 5 000 Juifs restants sont enfermés dans trois entrepôts, mitraillés puis les entrepôts sont incendiés. 40 000 Juifs sont ainsi tués ce jour-là. Le 24 au soir, le maréchal Antonescu demande que les otages qui ne sont pas encore morts connaissent les mêmes souffrances que les Roumains morts dans l’explosion. Les victimes sont amenées dans un entrepôt, fusillées. L’entrepôt est dynamité le 25 octobre, jour de l’enterrement des Roumains victimes de l’attentat du 22 octobre. Le premier novembre, la ville ne compte plus que 33 885 Juifs, essentiellement des femmes et des enfants enfermés dans le quartier de Moldoveanca, jadis chanté par Isaac Babel et transformé en ghetto. Ces Juifs d’Odessa et de sa périphérie sont ensuite déportés à leur tour vers les camps de Bogdanovka, Domanivka et Akhmetchetka.

### Reste du pays
Environ 369 000 Juifs vivaient dans les frontières roumaines de 1940 et avaient conservé leur nationalité roumaine : le gouvernement d’Antonescu envisageait de les déporter intégralement, mais y renonça à contre-cœur sur les insistances de Wilhelm Filderman et des cercles humanistes auprès du dictateur, mais surtout pour des raisons cyniquement économiques : il était plus rentable pour le régime de rançonner les Juifs en partance pour l’exil (vers la Turquie neutre, via la Bulgarie) grâce à l’organisation bucarestoise « Alya » dirigée par Eugen Meissner et Samuel Leibovici, que d’organiser leur déportation.
En août 1941, un « service du travail public » fut créé pour obliger les juifs roumains à effectuer des travaux de voirie et de terrassement à la place des employés mobilisés. Ils n’y portaient pas d’étoile jaune, mais un brassard. Toute absence ou retard sans motif valable était puni, pour l’intéressé et sa famille, par la déportation en Transnistrie, qui concerna 80 000 d’entre eux : beaucoup y périrent de maladies ou de froid. Wilhelm Filderman, bien qu’ami de jeunesse du dictateur, n’y échappa pas non plus.
En mars 1944, l’Armée rouge des généraux Rodion Malinovski et Fiodor Tolboukhine libère la Transnistrie et les survivants de la Shoah roumaine. Le 23 août 1944, alors que le régime fasciste est renversé et que la Roumanie rejoint les Alliés, les journaux de Bucarest annoncent que le nouveau gouvernement de Constantin Sănătescu abroge toute la législation antisémite.

## Le comportement des Juifs pendant la Shoah
Raul Hilberg et Hannah Arendt en particulier ont voulu éclairer la responsabilité des victimes elles-mêmes, qui souvent, par leur attitude passive et soumise, ont facilité la tâche des bourreaux. Ainsi, la mise à mort de 1,5 million de Juifs soviétiques n'a pas coûté ne serait-ce qu'un seul blessé aux bourreaux, de même que, par exemple, 300 000 Juifs du ghetto de Varsovie ont été déportés sans heurts et sans résistance à Treblinka à l'été 1942. Mais ce même ghetto se soulève en avril 1943 et oppose aux troupes nazies une résistance héroïque. La question de la « collaboration » de certains Juifs à la déportation de leur propre peuple a également suscité dès l'époque de dures divisions au sein même des victimes, et des controverses douloureuses après la guerre.

### Vivre et mourir au temps de la Catastrophe
Les Juifs pensent avant tout à survivre et notamment à se nourrir. Ils connaissent en permanence la peur et la terreur. Chassés de leurs emplois voire de leurs domiciles, privés de tous leurs droits et de leurs moyens de subsistance par l'aryanisation et les lois antisémites, ils sont exclus de toute vie normale par un arsenal sans cesse plus complet d'interdits les plus mesquins.
Ils ne peuvent par exemple emprunter certaines rues ni sortir de leur ghetto quand il en existe un, ils ne peuvent pénétrer dans certains magasins ni faire jouer leurs enfants dans les jardins publics, ils ne peuvent faire les courses qu'à certaines heures défavorables, ils sont astreints à des travaux forcés humiliants (balayer les rues, faire des terrassements, etc.), ils ne peuvent posséder de radio ni de bicyclette, ils doivent monter à l'arrière des tramways et des métros (quand ils peuvent encore les emprunter), parfois ils ne sont même pas autorisés à s'asseoir sur les bancs publics ou à utiliser les cabines téléphoniques.

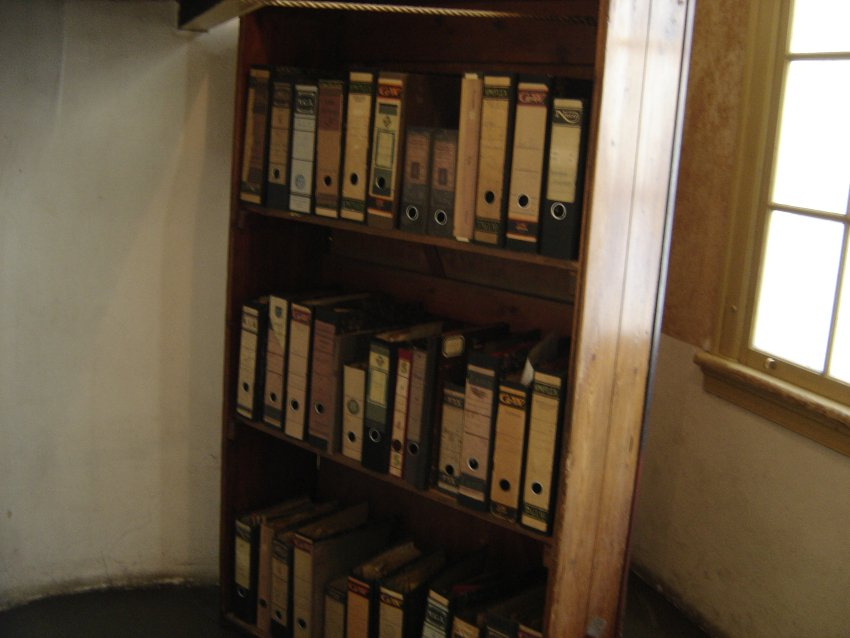
Reconstitution de l'accès à la cachette d'Anne Frank à Amsterdam.

Lorsqu'ils se cachent, c'est dans des conditions plus ou moins difficiles, plus ou moins précaires. Certains survivent jusqu'à des années dans des caves, des pièces cachées ou des greniers étroits, ou encore dans des forêts. Visitée aujourd'hui par des millions de personnes, « l'Annexe », où 8 personnes dont Anne Frank vécurent cachés deux ans, est en fait relativement confortable par comparaison avec le lot commun de la plupart des Juifs camouflés.
Dans des conditions tragiques, les ghettos ont lutté pour maintenir jusqu'au bout une vie culturelle, musicale et artistique riche et remarquable.
Conscients que leur communauté était vouée à l'anéantissement total et que nul ne pourrait témoigner un jour de leur sort, des archivistes comme Emanuel Ringelblum à Varsovie ont partout tenu chronique de la vie des ghettos, et enterré régulièrement des documents et des objets relatifs au quotidien des futurs assassinés. De nombreux Juifs d'Europe occupée tenaient des journaux au cœur de la persécution, telles à Paris Hélène Berr, ou à Amsterdam la jeune Anne Frank, ou encore Etty Hillesum, connue pour la haute spiritualité qu'elle développa dans l'épreuve. Le Centre de documentation juive contemporaine et le Conseil représentatif des institutions juives de France ont été fondés en 1943 en pleine clandestinité.
Sous le régime de Vichy notamment, le légalisme, l’obéissance traditionnelle à l’autorité et le désir de se montrer bons citoyens ont poussé beaucoup de Juifs à se soumettre aux lois discriminatoires et à se laisser recenser. Le port de l’étoile jaune est imposé en zone occupée par les Allemands et dans certaines villes du protectorat de Tunisie sous Vichy et occupée par le régime nazi, par exemple Nabeul et Sfax, entre novembre 1942 et mai 1943, mais ne l'est pas en zone sud, administrée par le gouvernement de Vichy. Beaucoup de futurs déportés croyaient impossible une trahison de leur propre gouvernement, espérant vainement jusqu’au bout qu’ils seraient protégés des Allemands par le prestigieux et charismatique maréchal Pétain. Le patriotisme voire le nationalisme de nombreux Juifs allemands n'avait pas moins freiné l'émigration hors du Reich avant-guerre.
Malgré les informations et les rumeurs contradictoires qui circulent régulièrement sur les massacres, l'incertitude est complète sur le destin final des Juifs, difficilement imaginable ou difficilement crédible, et alors que se mentir à soi-même est parfois tout simplement nécessaire à la survie psychique. Il n'est pas rare que l'on refuse de croire aux fusillades de masses ou aux gazages même en Pologne alors qu'ils se tiennent à quelques dizaines de kilomètres de là. Même l'arrivée à Auschwitz ne suffit pas toujours à en dessiller certains.
Les nazis savent en outre duper leurs victimes jusqu'aux derniers instants. À l'arrivée à Treblinka, l'illusion d'une gare normale est entretenue aussi par la présence d'un faux guichet, d'une pancarte « destination Byalistock » et d'une fausse horloge dont les aiguilles sont peintes. À Auschwitz, certaines chambres à gaz ont été ornées un temps de faux pommeaux de douche.

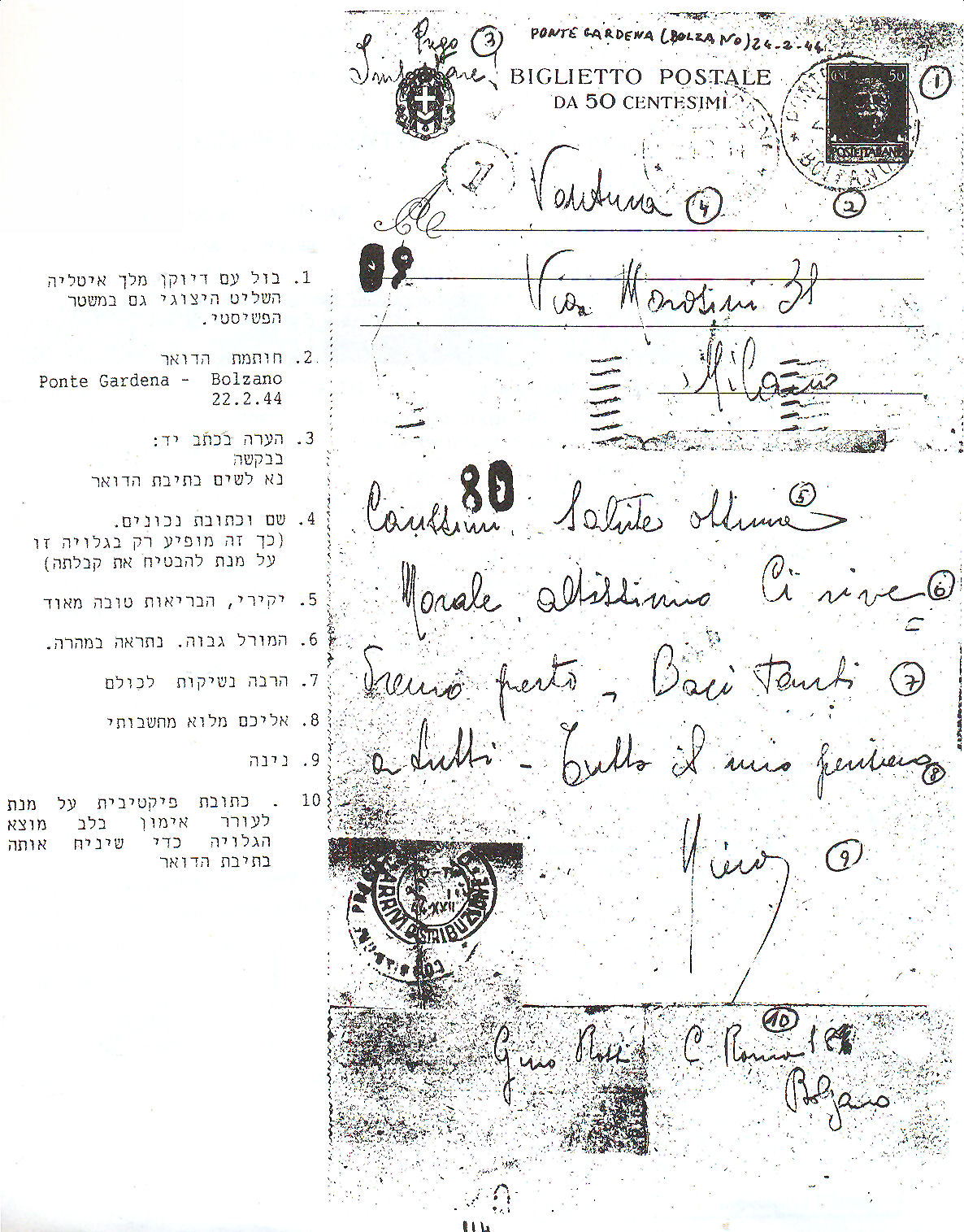
Dernière lettre d'une Italienne juive, jetée du train pour Auschwitz.

Beaucoup de Juifs périssent aussi parce qu'ils refusent en connaissance de cause de se séparer de leurs familles, ou parce qu'ils veulent partager le sort de leurs amis, de leur communauté, de leur peuple.
Ainsi, malgré l'avertissement que constitue le massacre de 14 000 Juifs à Riga le 30 novembre 1941, le grand historien Simon Dubnow refuse de se cacher, et fait partie des 27 000 autres Juifs de la ville assassinés le 8 décembre 1941. À Varsovie, le Dr Janusz Korczak, que sa renommée mondiale mettait à l'abri, part volontairement avec les enfants de son orphelinat et meurt avec eux dans les chambres à gaz de Treblinka (5 août 1942).
Le chantage n'était pas non plus absent des refus de chercher à s'échapper. Les lettres écrites par Etty Hillesum depuis Westerbork, l'antichambre néerlandaise d'Auschwitz, décrivent comment les candidats à l'évasion étaient découragés par les chefs juifs du camp qui les accusaient de mettre égoïstement en danger la vie d'autres qui seraient déportés à leur place.

### Lors de la «Shoah par balles»
Étudiant le comportement des Juifs lors de l'invasion allemande de l'URSS en 1941, Raul Hilberg note que les Juifs ne sont pas préparés à se battre contre les Allemands, ni même à fuir. Les autorités soviétiques ont évacué toutes les personnes des zones menacées nécessaires à l'économie du pays. Beaucoup de Juifs figurent parmi elles, ou parmi les mobilisés de l'Armée rouge. Par contre, les moins formés, les plus fragiles, les vieillards, les femmes, les enfants, doivent se débrouiller par eux-mêmes. Or ces Juifs n'ont pas été informés de ce qui se passait pour les Juifs dans l'Europe occupée. Ils ne savent donc pas quels dangers les menacent.
Les Einsatzgruppen ont tôt fait de repérer les faiblesses de leurs proies. Ils ne se gênent pas pour utiliser les Juifs afin de mener à bien leurs traques. À Vinnitsa, le chef de l'Einsatzgruppe utilise le rabbin de la communauté. Il lui demande de réunir les Juifs de la ville à des fins d'enregistrement. Après la réunion de tous les Juifs, il les fait fusiller. Ailleurs, des affiches sont collées pour rassembler les Juifs à des fins de « réinstallation ». Beaucoup de Juifs qui s'étaient enfuis dans les campagnes avant l'arrivée des nazis, sont obligés de revenir chez eux parce qu'ils ne trouvent aucune aide et aucun refuge. Là, ils sont capturés et tués.
Raul Hilberg souligne aussi que dans les actions de l’Einsatzgruppe, il y a en général, entre dix et cinquante victimes par tueur. Mais ces tueurs sont bien armés et décidés. Les Juifs ne peuvent pas exploiter leur supériorité numérique. Les Juifs désorientés sont habitués à obéir. Les exécutions menées par les Einsatzgruppen ne coûtent pas une seule vie aux Allemands.

### Le rôle controversé des conseils juifs
Dès l'époque, puis surtout dans les années 1960-1970, de dures controverses ont entouré le rôle des conseils juifs (Jüdenrate) installés sur une idée d'Eichmann à la tête de tous les ghettos d'Europe, ainsi que celui des forces de polices juives agissant sur leurs ordres. Les associations obligatoires créées sur ordre des nazis pour organiser les communautés des pays occupés (l'Union générale des israélites de France, l'Association des Juifs en Belgique) ont pareillement été accusées d'avoir servi de relais aux nazis.
Il a existé en Europe environ un millier de Jüdenrate, dont quelque 10 000 personnes ont été membres.
D'une collaboration d'abord purement technique et administrative, beaucoup de conseils sont passés à une collaboration à la déportation en elle-même, par illusion qu'une politique de concessions permettrait de sauver « l'essentiel » en sacrifiant une partie des leurs, mais aussi, à terme, pour sauvegarder leurs positions de pouvoir et leurs privilèges, ou tout simplement pour sauver leur propre vie et celle de leurs protégés en démontrant leur bonne volonté et leur efficacité.
Héritage de siècles de persécutions, beaucoup de Juifs avaient plus l’habitude de négocier et de plier l'échine silencieusement que de se battre. En Russie et en Pologne, les pogroms du passé leur avaient démontré leur isolement dans une société très antisémite, et ces violences ne tournaient au meurtre que s'il y avait tentative de résistance. Le passé avait aussi habitué les notables juifs à chercher à sauver « l'essentiel » tout en attendant la fin de l'orage, les plus cruelles persécutions ayant toujours eu une fin. Il n'était guère facile de soupçonner voire de penser qu'ils étaient cette fois face à un ennemi résolu à les détruire jusqu'au dernier.
Assez représentatif de ces illusions est le discours tenu à Vilna par le responsable juif Jacob Gens : « Quand ils me demandent mille juifs, je les donne. Car si nous, les Juifs, nous ne donnons pas de notre propre gré, les Allemands viendront et prendront ce qu’ils veulent par la force. Alors, ils ne prendront pas mille personnes, mais des milliers et des milliers. En en livrant des centaines, j’en sauve un millier. En en livrant un millier, j’en sauve dix mille. »
En URSS, les représentants les plus courageux des communautés ont été liquidés avant même l'arrivée des Allemands, qui achèvent de purger l'élite juive de ses représentants les moins dociles. Celle qui reste « tend à être soumise, craintive et délatrice » (Paul Johnson), d'autant que les responsables recevaient des privilèges alimentaires et matériels, et elle coopère dès lors aux recensements, aux spoliations, aux déportations.

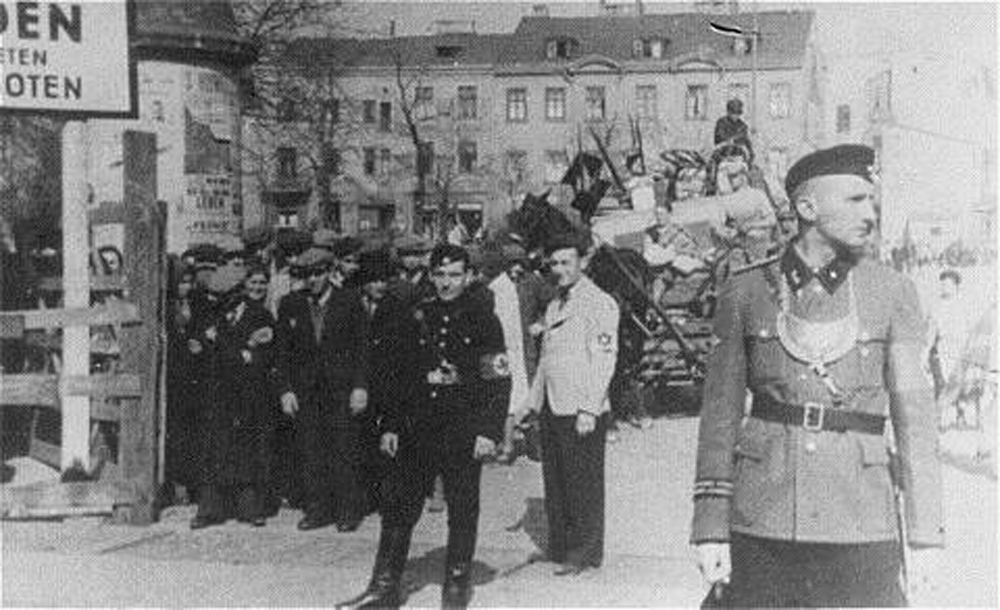
Les polices allemande et juive gardent ensemble l'une des entrées du ghetto de Łódź.

À Lodz en Pologne, le très controversé Chaim Rumkowski se comporte en véritable dictateur des quelque 200 000 Juifs entassés dans le ghetto, allant jusqu'à faire imprimer un timbre à son effigie. Il choisit d'emblée de mettre le ghetto au service de l'effort de guerre allemand, fournissant la main-d'œuvre de 117 petites usines de textile fabriquant des uniformes pour la Wehrmacht. La police juive participe aux arrestations et aux déportations, des Juifs allant arrêter ainsi leurs propres coreligionnaires, parfois sans ménagement, et traquant ceux qui se cachaient ou se montraient réfractaires au départ. Vidé progressivement par les déportations, le ghetto de Lodz survit toutefois jusqu'à aussi tard qu'août 1944. Rumkowski et sa famille furent déportés dans le dernier convoi, et l’homme fut peut-être tué par les déportés eux-mêmes pendant le trajet.
De même, le conseil juif d'Amsterdam fut déporté en dernier une fois la ville « nettoyée » de tous ses Juifs.
Tous les conseils juifs n'ont pas accepté de se compromettre. Le 30 septembre 1942, le Jüdenrat du ghetto de Tarnopol refuse ainsi de participer à l'organisation des transports vers les camps. À Minsk et à Białystok, les conseils sont même très proches de la Résistance juive et agissent en symbiose avec elle.
Symbole de l'impasse tragique où se sont retrouvés beaucoup d'entre eux, le doyen du ghetto de Varsovie, Adam Czerniaków, se donne la mort en juillet 1942 pour ne pas devoir collaborer à la déportation d'enfants et de vieillards. Son geste n'empêche pas les nazis de vider le ghetto de 300 000 de ses habitants dans les semaines suivantes.

### Juifs dans la Résistance, résistances juives et révoltes armées
Tous les Juifs n'ont pas passivement accepté leur destin. Un certain nombre se sont suicidés, parfois par familles entières, plutôt que se laisser déporter. Des Juifs ont refusé d'embarquer lors de transports, ainsi à Przemyśl, à Białystok, etc. En général, ils l'ont payé aussitôt de leur vie.

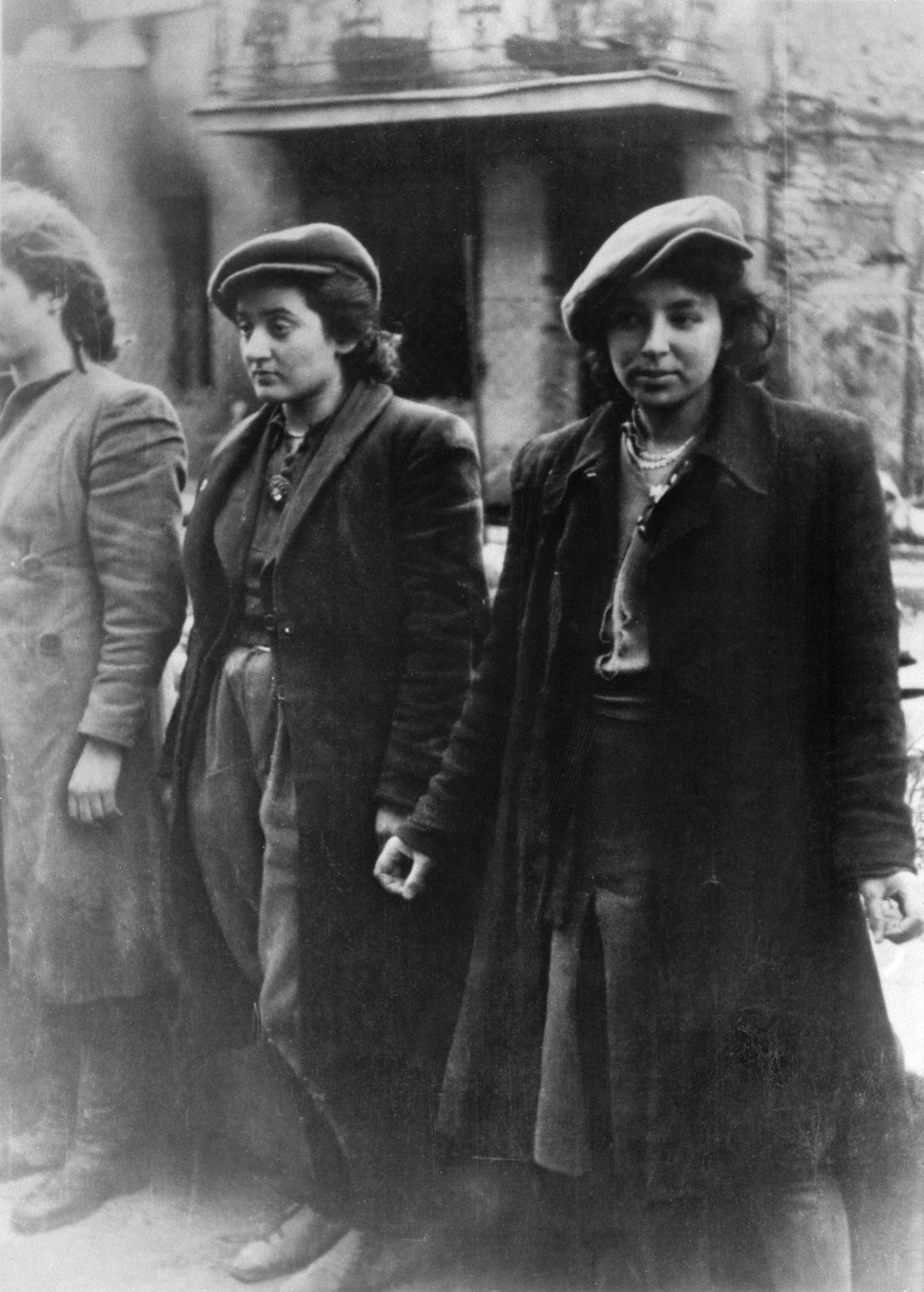
Résistantes du ghetto de Varsovie insurgée : de gauche à droite, Bluma Wyszogrodzka, Rachela Wyszogrodzka et Małka Zdrojewicz.

Au rebours des légendes antisémites sur la « lâcheté juive », les israélites sont surreprésentés dans les mouvements de la Résistance intérieure et extérieure, et ce à travers toute l'Europe occupée. Ainsi, les Juifs de France comptent pour 5 % des compagnons de la Libération, alors qu'ils sont moins de 1 % de la population. Des milliers ont laissé la vie dans les Résistances de chaque pays.
Toutefois, surtout en Occident, beaucoup de ces résistants juifs sont des « assimilés » qui ne se considèrent pas ou plus comme juifs, et qui ne résistent pas en tant que Juifs. De ce fait, ils se refusent fréquemment à porter une attention particulière au sort des Juifs, de crainte d'être accusés de privilégier un groupe de victimes par rapport aux autres, et de ne se soucier que de leurs coreligionnaires. Généralement, ils ont cru qu'il fallait avant tout se préoccuper de gagner la guerre, et que la victoire arrêterait la persécution et ferait revenir les déportés. Ils n'ont pas eu conscience de l'anéantissement spécifique — et difficilement imaginable — qui attendait leur propre peuple.
Une Résistance spécifiquement juive a aussi existé, mais elle n'a pas nécessairement non plus fait pour autant de la lutte contre la déportation une priorité. Ainsi les bataillons juifs de la MOI en France, liés au PCF, se sont-ils avant tout investis dans le sabotage ou les attentats contre les forces d'occupation.
La résistance armée juive notamment en Europe de l'Est se heurte à d'importants obstacles structurels. Dépourvus d'expérience des armes par des siècles de discrimination, la plupart des Juifs ignorent leur usage, ni ne peuvent souvent se résoudre à briser le tabou culturel et religieux de la violence. Le fatalisme d'inspiration religieuse a parfois pu jouer son rôle. Les éléments les plus susceptibles de se battre ont émigré en Palestine avant-guerre ou, en URSS, sont mobilisés dans l'Armée rouge. Les armes sont extrêmement difficiles à se procurer. On ne peut souvent escompter de l'aide de mouvements de résistance locaux, pas toujours exempts eux-mêmes de préjugés voire de violences antisémites. La terreur permanente fait que beaucoup préfèrent négocier ou plier l'échine que tenter une lutte isolée, sans espoir, radicalement inégale, qui précipiterait des représailles meurtrières. La grande majorité des Juifs cherche d'abord à survivre et à se nourrir. Enfin, les divisions politiques, sociales et religieuses traditionnellement vivaces au sein des communautés n'arrangent rien.
Ceci n'empêche pas les initiatives individuelles ou portées par de petits groupes de militants juifs. Ainsi, en Belgique, en août 1942 Robert Holzinger, l'un des directeurs de l'Association des Juifs en Belgique, est abattu en rue par trois membres de la compagnie juive du Corps mobile des partisans. Ils revendiquent l'attentat en ces termes « Le chef de l'Association juive qui n'avait pas hésité à coopérer avec l'occupant pour martyriser ses concitoyens juifs a payé sa trahison. Un bras vengeur l'a abattu en rue. ». Le 19 avril 1943, le XXe convoi de la déportation des Juifs de Belgique est arraisonné par Youra Livchitz, un jeune médecin juif aidé de deux complices. Toujours en Belgique, la section enfance du Comité de défense des Juifs organise, avec l'aide de Office de la naissance et de l'enfance et d'un réseau catholique, le sauvetage de plus de 4 000 enfants qui sont soustraits aux plans d'extermination nazis en étant placés dans des familles ou des foyers d'accueil.
En Europe de l'Est, dans les ghettos, la résistance finit cependant par s'organiser : c'est le cas en URSS à Riga, à Kaunas et même à Vilnius. Dès décembre 1941, l'Organisation des combattants de Minsk rejoint les rangs des premiers partisans soviétiques. Un soulèvement armé est signalé dès le 20 juillet 1942 à Nesvizh en Biélorussie, et plusieurs autres ghettos se révoltent également cet été-là. En général, ces soulèvements s'accompagnent de fuites de masse, mais la plupart sont rattrapés et tués. À l'intérieur même du ghetto de Kaunas (Kovno), une véritable guérilla permanente sévit contre les Allemands.
À Varsovie, les débats sont rudes entre ceux qui jugent toute résistance armée suicidaire, et ceux qui veulent témoigner au monde et à la postérité que les Juifs ne se sont pas laissés exterminer sans combat. Le 28 juillet 1942 est fondée l’Organisation juive de combat qui, fait exceptionnel, parvient à regrouper aussi bien les sionistes que les communistes et les bundistes, seuls les sionistes « révisionnistes » (de droite) faisant encore bande à part.

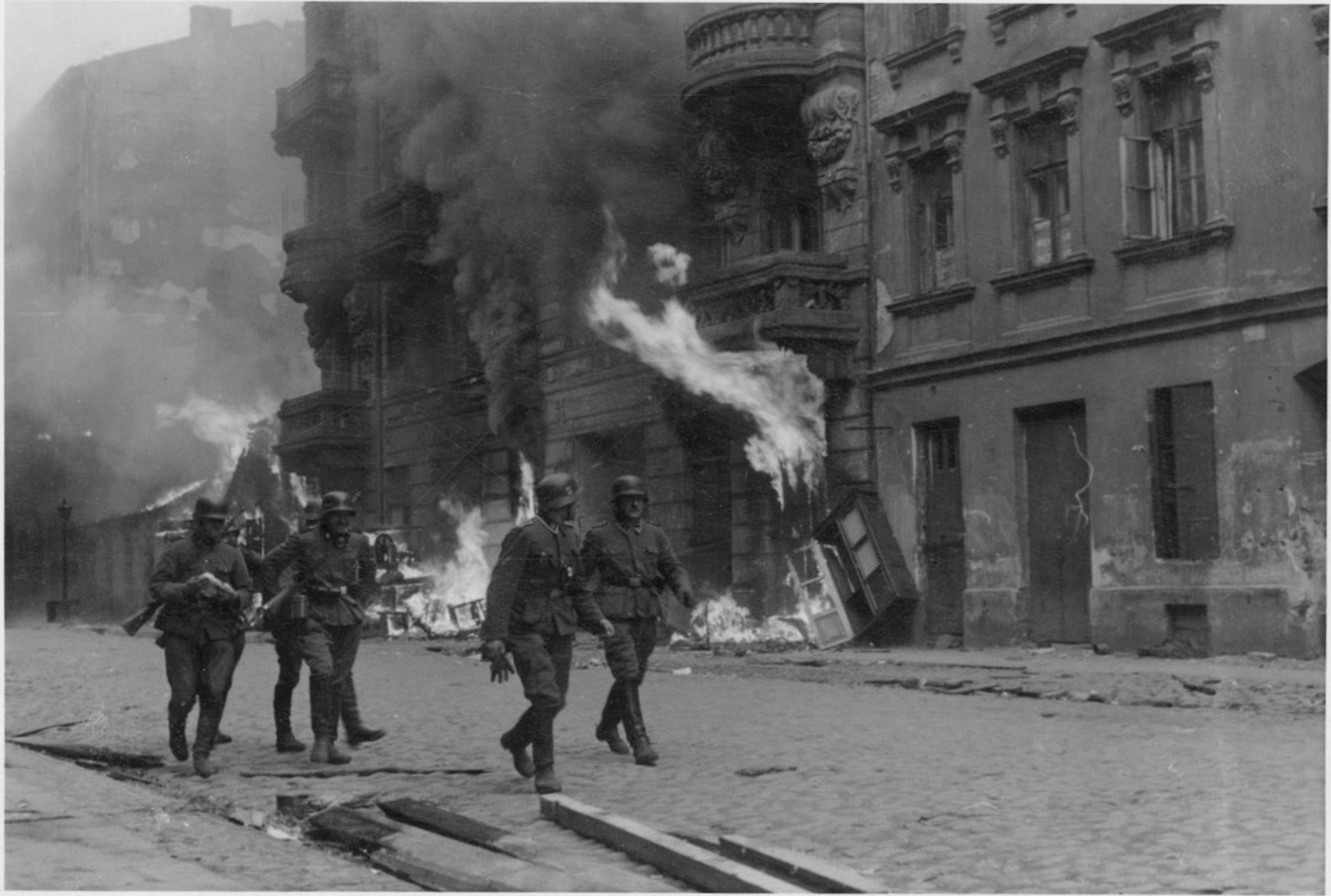
Soldats nazis lors de la répression du soulèvement du ghetto de Varsovie (avril 1943).

Alors que sur plus de 500 000 habitants initiaux du ghetto, il n'en reste que moins de 90 000 au printemps 1943, un millier de combattants sous les ordres du jeune et charismatique Mordechaj Anielewicz déclenchent le 19 avril 1943 le soulèvement du ghetto de Varsovie. Sans illusions sur la fin qui les attend tous, ils entendent explicitement démontrer à la postérité qu'une résistance juive a existé. De fait, à la grande fureur de Hitler lui-même, le ghetto insurgé parvient à tenir au moins cinq semaines contre les SS du général Jürgen Stroop. Malgré ses moyens dérisoires, il n'est submergé qu'après une lutte acharnée, là où des États européens entiers avaient capitulé sans combat ou avaient combattu moins longtemps.
Des révoltes armées ont aussi eu lieu en 1943 dans les ghettos de Sosnowiec, Białystok, Częstochowa, Tarnów, Vilnius. Le Chant de Vilnius du poète yiddish et chef partisan Aba Kovner est resté l'hymne des résistants juifs de la Shoah.
Les révoltes les plus improbables et les plus spectaculaires ont eu lieu au cœur même des centres d'extermination. Le 2 août 1943, les détenus de Treblinka se soulèvent et une partie parvient à s'enfuir. L'épisode accélère la décision de démanteler ce centre de mise à mort. L'événement se reproduit le 14 octobre 1943 à Sobibor, théâtre d'une révolte remarquablement bien préparée, synchronisée à travers tout le camp. À Auschwitz-Birkenau, le 7 octobre 1944, les détenus du Sonderkommando chargés d'incinérer les gazés parviennent à dynamiter le Krematorium no IV et abattent quelques gardiens avant d'être tous tués.

## Le destin des survivants après 1945
Les Juifs rescapés n'ont pas seulement traversé des épreuves traumatisantes, qu'ils aient ou non subi la déportation. Ils ont généralement perdu leur famille, en totalité ou en partie. Souvent ils ont été dépossédés sans pouvoir toujours retrouver leurs biens. À l'Est ou en Hollande, c'est pratiquement toute leur communauté qui a été éradiquée : leur monde même n'existe plus, une culture et un univers ont disparu sans retour.

### Émigration hors d'Europe
Si les survivants d'Europe occidentale sont généralement rentrés chez eux et y sont restés, il n'en est pas de même pour ceux d'Europe de l'Est, dont pas grand monde ne veut, et qui se retrouvent en plus en butte à la campagne antisémite qui se développe dans le bloc communiste à partir de 1948.
Les « DP » (Displaced Persons) juifs sont d’abord traités comme les autres réfugiés et déplacés, sans égards particulier pour la tragédie qu'ils ont traversée. Ce qui veut dire qu'ils sont souvent mis dans les mêmes camps que leurs anciens persécuteurs ukrainiens, baltes, russes, etc., du moins jusqu'en août 1945, où le président américain Truman les fait mettre à part (voir : rapport Harrison).
Un certain nombre de survivants parviennent à émigrer aux États-Unis ou en Europe de l'Ouest. Cependant, si certains aident à combler le besoin de bras, ceux des Juifs orientaux qui ont fait des études ou exercent une profession non-manuelle ne sont pas les bienvenus. Quant aux Britanniques, ils continuent à fermer la Palestine à l'émigration juive, interceptant les clandestins pour les interner à Chypre et à Rhodes.
En 1947, le sort de l’Exodus choque l'opinion internationale : ce navire parti de Sète avec plus de 4 500 survivants est en effet refoulé par les Britanniques, qui finissent par débarquer de force les passagers, de surcroît dans un port allemand, indélicatesse ultime.
Le scandale contribue en partie à la décision de l'ONU de partager la Palestine et d'autoriser la naissance d'un État juif, censé servir notamment de refuge et de nouvelle patrie aux survivants. Entre 1948 et 1951, 332 000 Juifs européens partent pour Israël depuis les camps d'Allemagne ou l'Europe de l'Est. 165 000 autres se rendent en France, en Grande-Bretagne, Australie ou en Amérique.
Ainsi, 90 000 des 200 000 Juifs roumains partent entre 1948 et 1951, de même que 39 000 des 55 000 Juifs slovaques survivants, ou la moitié des 15 000 derniers Juifs yougoslaves. Paradoxalement, ce sont des communautés épargnées par le génocide comme celles de Bulgarie ou a fortiori de la Turquie neutre qui connaissent l'émigration la plus massive pour Israël. La disparition de l'aire culturelle séfarade, commencée avec la Shoah, devient ainsi irréversible, ne laissant que quelques milliers de Juifs dans ces pays.
De même, la campagne antisémite qui sévit en Pologne communiste après la guerre des Six Jours (1967) acheva de faire partir la quasi-totalité des Juifs encore présents dans le pays.
L'émigration massive acheva donc en bonne partie ce que la Shoah avait poursuivi et accompli par le meurtre : vider l'Europe de l'Est de ses Juifs.

### Traumatismes, silences et témoignages
En général, les survivants de la Shoah n'ont pas été écoutés à leur retour, même lorsqu'ils ont eu le désir ou la force de parler. Peu nombreux et noyés dans la masse des rapatriés ou des victimes de guerre, ils étaient aussi le rappel vivant des compromissions de leurs gouvernements dans la déportation et l'extermination. De surcroît, le moment était à la célébration de l'héroïsme des résistants et des soldats, et non à la valorisation de la souffrance et des victimes. Simone Veil a ainsi témoigné de l'impossibilité pour les témoins de se faire entendre, d'autant qu'il était difficile de regarder en face les atrocités inimaginables dont ils faisaient le récit.
Même en Israël, comme l'a établi l'historien Tom Segev (Le Septième Million, 1993), les survivants du génocide se voyaient souvent soupçonnés d'avoir collaboré pour survivre, ils se voyaient reprochés d'être allés dans les camps « comme des moutons à l'abattoir » ou de ne pas avoir émigré en Palestine avant la guerre. L'État hébreu, fondateur dès 1953 de Yad Vashem, se focalisait avant tout sur la célébration des quelques héros du soulèvement du ghetto de Varsovie plutôt que d'insister sur la masse des femmes, des enfants ou des vieillards assassinés.
Jusqu'à la redécouverte de la Shoah en Occident dans les années 1970, beaucoup de survivants ont donc préféré garder le silence, ne s'ouvrant souvent même pas de leur passé à leurs propres enfants, amis ou collègues. Plus d'un a été taraudé par la « culpabilité du survivant ».

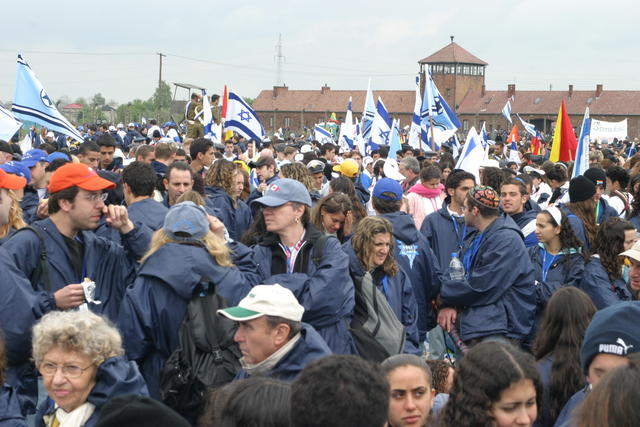
« Marche des vivants » à Auschwitz-Birkenau, 2004

Incapables de surmonter les séquelles psychologiques et morales de leur passé, certains survivants de la Shoah se sont suicidés, devenant ainsi les victimes, parfois des décennies après, d’« assassinats différés » (François Bédarida). Parmi les plus connus figurent le poète Paul Celan, l'écrivain Primo Levi, ou la mère du dessinateur Art Spiegelman. Toutefois, rien n'indique que le suicide ait été particulièrement répandu parmi les survivants de la Shoah.
Le devoir de mémoire développé en Occident depuis les années 1970, en réaction notamment à la menace négationniste, a souvent permis à nombre d'anciens déportés de sortir de leur silence et d'aller témoigner devant les médias, dans les écoles et les lycées, ou encore en écrivant leurs souvenirs. Certains sont retournés régulièrement sur les lieux du massacre pour accompagner comme guides des groupes de visiteurs, en particulier jeunes, notamment à Auschwitz. Ce lieu crucial et symbolique a reçu ainsi 25 millions de visiteurs depuis 1945.

## Bourreaux, bureaucrates et complices
La Shoah constitue un crime d'autant plus déconcertant et traumatisant qu'elle a été perpétrée à l'instigation d'un des pays les plus modernes du monde, célèbre pour ses réussites scientifiques et techniques ainsi que pour son rayonnement artistique et philosophique. Le haut niveau culturel et intellectuel de maints participants dépourvus d'états d'âme a également frappé la postérité. Les bourreaux de la Shoah sont ainsi devenus le symbole de l'échec de la culture à empêcher l'horreur, et de la remise en question de l'idée même de civilisation.
De surcroît, aucun tortionnaire nazi n'a été obligé de participer à la Shoah. Un soldat des Einsatzgruppen ou un garde de camp dont les nerfs craquaient se laissait persuader de continuer, ou bien il obtenait facilement sa mutation. En cas de procès après-guerre, tout en cherchant à minimiser son rôle, aucun n'a nié la réalité de l'extermination. Pratiquement aucun non plus n'a jamais fait acte de regrets ou de repentir.
Dans tous les pays d'Europe, il s'est trouvé également des institutions, des groupes ou des individus pour relayer les initiatives nazies et permettre l'accomplissement du génocide. D’autres enfin les ont aidés de leur silence, de leur passivité, ou de leur indifférence et de leur refus de savoir.

### Les tortionnaires: identité et mentalités
Les fusillades massives sont nerveusement éprouvantes pour des hommes qui finissent par craquer, par se saouler ou par devenir dangereux pour leurs propres complices. Le recours aux camions à gaz puis aux chambres à gaz vise à mettre entre bourreaux et victimes une distance suffisante pour permettre aux premiers de poursuivre plus tranquillement leur besogne jusqu'au bout.
À Auschwitz, la division des tâches dilue le sentiment de responsabilité individuelle, puisque chacun n’est qu'un maillon du processus complet d'extermination - chargé uniquement qui de la sélection, qui de conduire les victimes aux gaz, qui d'apporter le poison mortel ou qui de le verser. Les euphémismes du langage officiel (« traitement spécial » pour gazage, « évacuation » ou « réinstallation à l'Est » pour déportation) permettent aussi un peu plus aux criminels de ne pas regarder leurs actes en face.
Beaucoup des tortionnaires n'ont rien de brutes incultes. Les chefs des Einsatzgruppen (1 000 hommes chacun en moyenne) comptent en leur rang de nombreux intellectuels ou encore des avocats. Otto Ohlendorf était docteur en histoire du droit et diplômé de trois universités. Un commandant du bataillon C, Ernst Biberstein, est un théologien protestant. La plupart des médecins de la mort nazis, à l'instar de Josef Mengele, sont des praticiens très diplômés et respectés dans leur ordre. Beaucoup de SS en poste dans les camps se montrent des amateurs raffinés de musique ou de peinture.
Mais beaucoup ont aussi profité de la pleine licence que l’autorité leur donnait d’humilier et de tuer les Juifs pour donner libre cours à leur sadisme et à leur sauvagerie – tout en s’enrichissant personnellement sans vergogne de leurs dépouilles matérielles. Qu’il s’agisse de SS, des Aufseherin (gardiennes), de policiers, de soldats « ordinaires », de collaborationnistes ou encore de kapo des camps recrutés parmi les criminels de droit commun, d’innombrables photos ou récits démontrent le plaisir souvent pris à faire souffrir leurs victimes par les humiliations les plus perverses, ou en imaginant les supplices les plus cruels.
Couper en public la barbe des vieux Juifs religieux, les forcer à des danses grotesques et épuisantes avant de les abattre, prolonger ou aggraver délibérément la souffrance et l’agonie de victimes, poser hilare avec le dernier Juif vivant de telle ville « nettoyée » avant d’envoyer la photo à sa famille en Allemagne comme une curiosité, sont ainsi pendant la Shoah des pratiques courantes parmi bien d’autres.

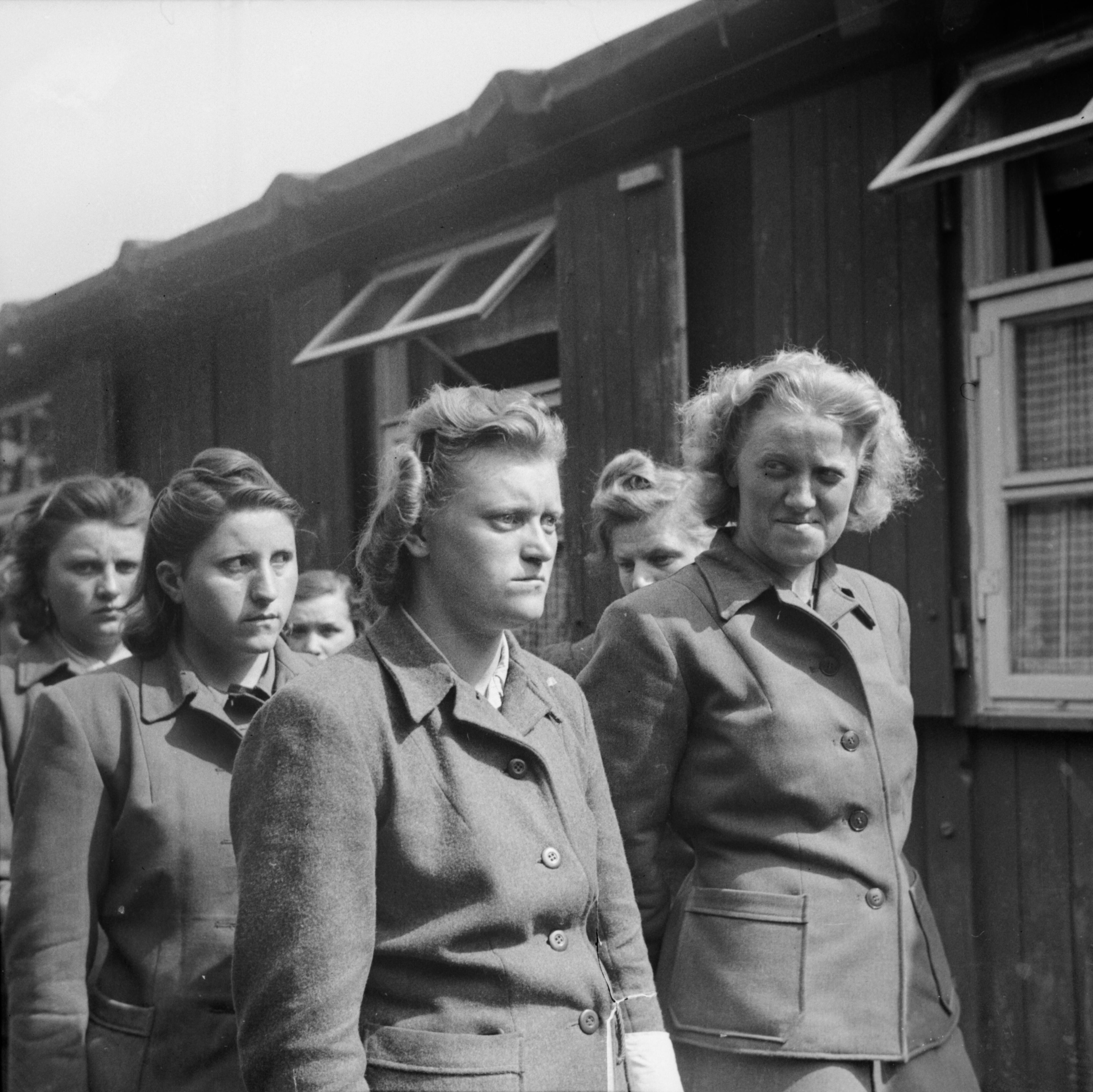
Arrestation des Aufseherinnen de Bergen-Belsen, avril 1945. Parmi les femmes figurent Hildegard Kanbach (première à gauche), Irene Haschke (au centre, troisième à partir de la droite), la gardienne en chef, Elisabeth Volkenrath (deuxième à partir de la droite, partiellement cachée) et Herta Bothe (première à droite).

Dans les camps de concentration, des commandants et des gardes se livrent au quotidien à des pratiques gratuites et non moins barbares. Ainsi, lâcher les chiens policiers sur des détenus (à Sobibor, le sergent SS Paul Grot dresse même son chien à arracher les testicules de ses victimes dès qu’il l’entend crier : « Jude ! »), précipiter certains détenus du haut de l’escalier de la carrière de Mauthausen, en obliger d’autres à s’approcher des barbelés pour mieux les abattre pour « tentative d’évasion ». Les coups de fouet et de gummi (matraques en caoutchouc) pleuvent en permanence, et bien des détenus sont tués sous les prétextes les plus futiles, et par n’importe quel moyen.
Cependant, comme le relève une ancienne déportée d’Auschwitz citée par l’historien-témoin Hermann Langbein, « tous ceux qui étaient là-bas ont fait aussi une fois ou l’autre quelque chose de bien. C’est ça qui est terrible. » Plus d’un bourreau s’est aussi montré ponctuellement capable d’un attendrissement inattendu, d’un geste d’aide ou de clémence, ou d’une modération épargnant (provisoirement) des vies. Le commandant Rudolf Höß expose dans ses mémoires que pour le bon accomplissement de la tâche confiée par le Führer, il devait refouler sa sensibilité, présenter malgré lui un visage impassible et donner l’exemple de l’endurcissement à tous ses subordonnés.
La culture d’obéissance inconditionnelle à l’autorité a été une condition indispensable du génocide. Doublée d’une absence totale d’interrogation morale et d’une incapacité à recourir à la conscience personnelle, elle a permis à la machine de mort du IIIe Reich de fonctionner sans accroc sérieux et d’atteindre rapidement une bonne part de ses objectifs. Au-delà de la haine antisémite, le culte quasi religieux voué par les nazis à l’ordre du Führer (Führersbefehl) suffisait à faire taire toute interrogation personnelle sur la légitimité du meurtre de masse.

### Allemands et Autrichiens «ordinaires»

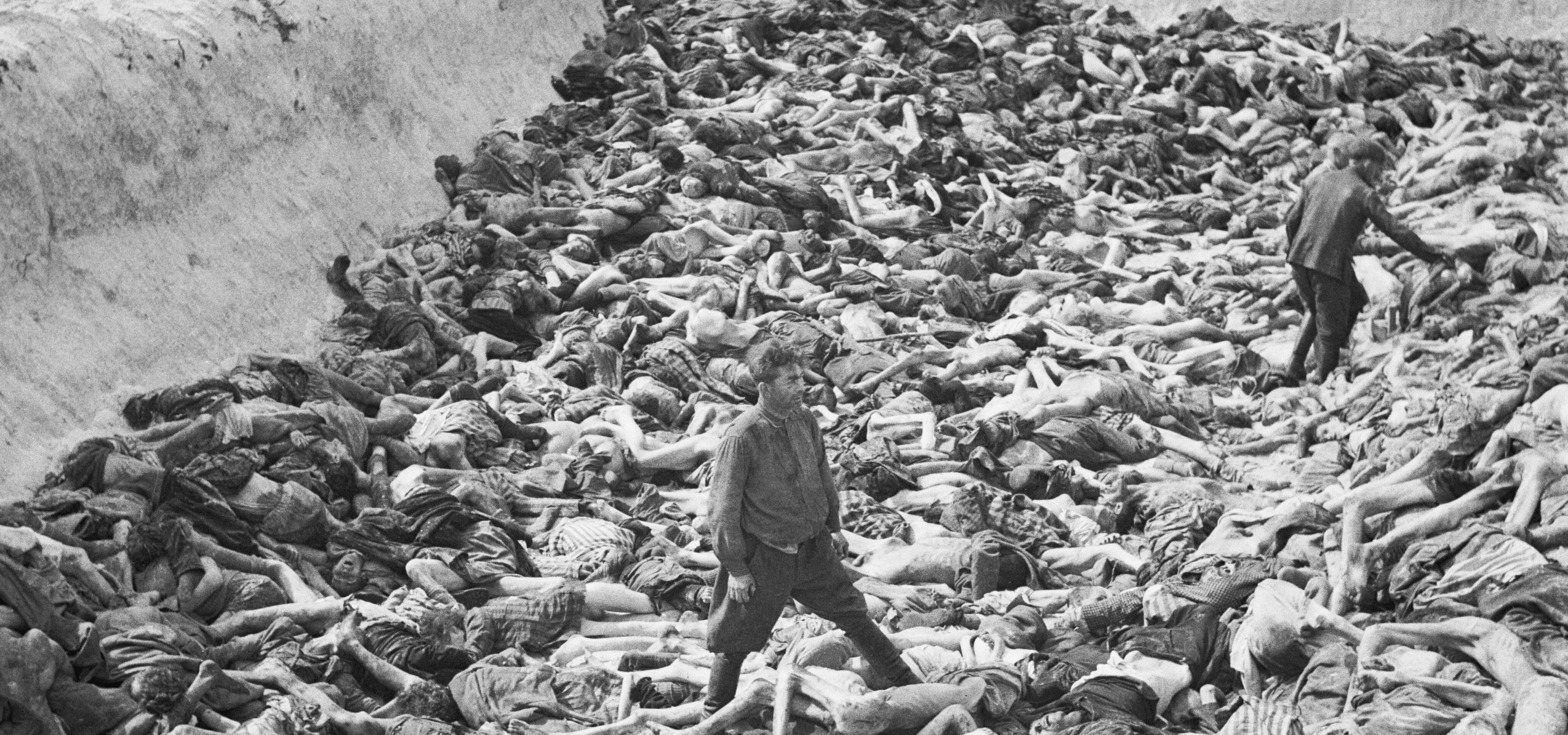
Le médecin SS de la mort Fritz Klein au milieu de la fosse commune de Bergen-Belsen.

Des enquêtes d'historiens européens ou américains ont d'autre part montré les nombreuses complicités existant dans la société allemande pour la mise en œuvre de la Shoah. Christopher Browning et Daniel Jonah Goldhagen ont par exemple analysé le comportement de bataillons de police composés « d'hommes ordinaires » envoyés en Pologne et qui se comportent en bourreaux consciencieux, et parfois même zélés, lors des massacres et des déportations. Daniel J. Goldhagen en conclut que les Allemands étaient les « bourreaux volontaires de Hitler,. » Cette thèse est critiquée par d'autres historiens, en particulier pour son manque de nuance, car elle présente le défaut de mettre sur le même plan « l'antisémitisme ordinaire » et les manipulations qu'en font les « antisémites radicaux ».
Les débats portent aussi sur le rôle des Allemands ordinaires. Au fur et à mesure que l'on se rapproche du front, l'implication de la société n'est pas contestable.
La Wehrmacht et la police des zones d'occupation ont participé à la Shoah. Sans l'aide de l'armée, les 3 000 hommes des Einsatzgruppen n'auraient pas pu massacrer un million d'hommes. De nombreux soldats venaient regarder les exécutions en voyeurs et y ont même participé.
Beaucoup d'Allemands avaient plus ou moins conscience des atrocités que subissaient les Juifs. Les soldats du front de l’Est rapportaient des récits des massacres des Einsatzgruppen lors de leurs permissions dans le Reich. Dans la dernière partie de la guerre, des rumeurs sur le gazage des Juifs circulaient. L'attitude générale a été le repli sur soi et la volonté de ne pas savoir sur ce qui se cachait derrière les rumeurs.
Les Autrichiens ont participé au génocide en proportion encore bien plus grande que les Allemands, et ont peut-être tué plus de Juifs que ces derniers. Parmi les chefs nazis, outre Hitler lui-même, on peut citer Eichmann, Kaltenbrunner, Seyss-Inquart. Les Autrichiens ont fourni un tiers des tueurs des Einsatzgruppen, environ 40 % des gardes des camps de concentration, les commandants de quatre des six camps d'extermination, ou encore commandants, ou les chefs de la Gestapo tant aux Pays-Bas (Hans Rautter) qu'en Pologne (Grabner),. C'est un policier autrichien, Karl Silberbauer, qui arrêta le 4 août 1944 Anne Frank et sa famille à Amsterdam. Ne s'en posant pas moins après la guerre en « première victime du nazisme (en) », l'Autriche refuse durablement toute responsabilité et toute indemnisation des victimes juives.

### Fonctionnaires et «criminels de bureau»
Même sans être antisémites, de nombreux Européens des pays occupés ont pris part à la Solution finale en exécutant les ordres du gouvernement en fonctionnaires consciencieux ou zélés dépourvus d’états d’âmes.
À travers l’Europe, d’innombrables politiciens, bureaucrates et policiers ont un jour ou l’autre sauvé ponctuellement des Juifs ou sont intervenus en faveur de certains d’entre eux, ce qui ne les empêchait pas pour autant de continuer à participer à la Solution finale. À l’approche des Alliés, il devenait banal, surtout parmi les opportunistes et les carriéristes, d’avoir « son » Juif pour se dédouaner lors des futures procédures d’épuration. Selon Raul Hilberg, sauver quelques Juifs d’une main tout en contribuant à la mort de bon nombre d’autres permettait aussi aux « assassins de bureau » de garder la conscience tranquille et de continuer leur tâche.
Concernant l'Europe de l'Est, le régime nazi avait établi une administration spécifique chargée d'appliquer le Generalplan Ost afin d'obtenir l'aryanisation des territoires conquis sur l'Union soviétique.
Sans commettre personnellement de cruautés ni de meurtres, et sans être forcément antisémites ni adhérer nécessairement à l’idéologie nazie, de nombreux hommes politiques, bureaucrates et fonctionnaires du Reich et des États collaborateurs se sont faits les rouages de la Solution finale. Ils ont pu agir avec plus ou moins de zèle selon les individus, les lieux et les moments. Ils ont pu avoir des raisons diverses, ainsi la conviction du régime de Vichy qu'il fallait à tout prix maintenir l'illusion d'une souveraineté française en procédant soi-même aux arrestations et l'illusion qu'en allant de bonne grâce au-devant des volontés allemandes, on obtiendrait une place de choix pour la France dans la nouvelle Europe nazie.
En Allemagne, le président de la Reichsbank, Walther Funk, a participé à la spoliation des biens juifs en créant des comptes bancaires sous le faux nom de Max Heiliger en entente avec Heinrich Himmler.

### Le débat sur les responsabilités
Pendant longtemps les historiens occidentaux ont attribué la responsabilité des crimes nazis au petit groupe des dirigeants du Reich.
Dans les années 1950, seule l'historiographie marxiste posait la question de la responsabilité du peuple allemand dans la mise en œuvre de la violence nazie. Elle pointait du doigt le rôle de l'aristocratie, de la bourgeoisie et de l'appareil industriel, mais n'étendait pas les responsabilités au-delà de ce cercle.
À partir des années 1960, l'école historique « fonctionnaliste », majoritairement allemande, montre que les questions soulevées par l'origine de la Shoah sont très complexes. Un autre courant historiographique, nommé intentionnaliste, leur reprochera de diluer ce faisant les responsabilités dans l'organisation et la mise en œuvre de la Shoah. Selon les fonctionnalistes, donc, le génocide est le résultat d'un processus décisionnel et organisationnel étalé dans le temps, entre l'été 1941 et l'automne 1942, dans lequel Hitler s'est contenté de donner de vagues directives. Leurs travaux montrent qu'un grand nombre d'acteurs ont pris part à la Shoah, et ils ont renouvelé la recherche en suscitant de nouvelles études.
Ian Kershaw explique dans son livre, Hitler, que le Führer a toujours été au centre des décisions, même s'il ne donnait pas tous les ordres lui-même.
Götz Aly décrit la marche au génocide des années 1939-1941. Il montre que non seulement les SS, mais aussi les Gauleiter ou encore les experts de Berlin, ont joué un rôle dans le déplacement et le massacre des populations juives. D'autres historiens pointent les initiatives locales comme celles qui furent prises en Pologne en 1941. Elles permettent de mieux comprendre l'importance de « l'expérimentation » des méthodes d'assassinat sur le terrain. Par contre, elles ont le défaut de faire croire que les hauts dirigeants du IIIe Reich comme Himmler, Heydrich et Hitler n'auraient pas été indispensables au processus du génocide.
Cependant, il ne faut pas oublier qu'Hitler est maître d'un bout à l'autre du processus. Il suggère plus qu'il ne dicte mais cela fait partie de ses méthodes. Saul Friedländer insiste sur ce point. Il raconte que quand l'Allemagne envahit l'URSS, Goebbels et Heydrich se demandent si les Juifs russes doivent porter l'étoile jaune. Ils vont voir Göring : « C'est trop important, allons en parler à Hitler. » Hitler reçoit tous les chiffres sur le nombre de juifs assassinés. Après Stalingrad, il insiste auprès de Goebbels pour revenir à la centralité de la question juive. De plus l'intention de tuer est présente dès le début de la guerre. Même les projets de déportation dans la région de Lublin, à Madagascar ou en Sibérie auraient eu comme conséquences la mort de millions de Juifs. Enfin la mise en œuvre de la Shoah se caractérise par des échanges nombreux entre Berlin et les responsables locaux. La somme des initiatives locales n'aurait pas abouti à la Shoah sans coordination au sommet d'hommes comme Göring, Himmler, Heydrich et bien sûr Hitler.

### Traques, procès et fuites des responsables de l'extermination

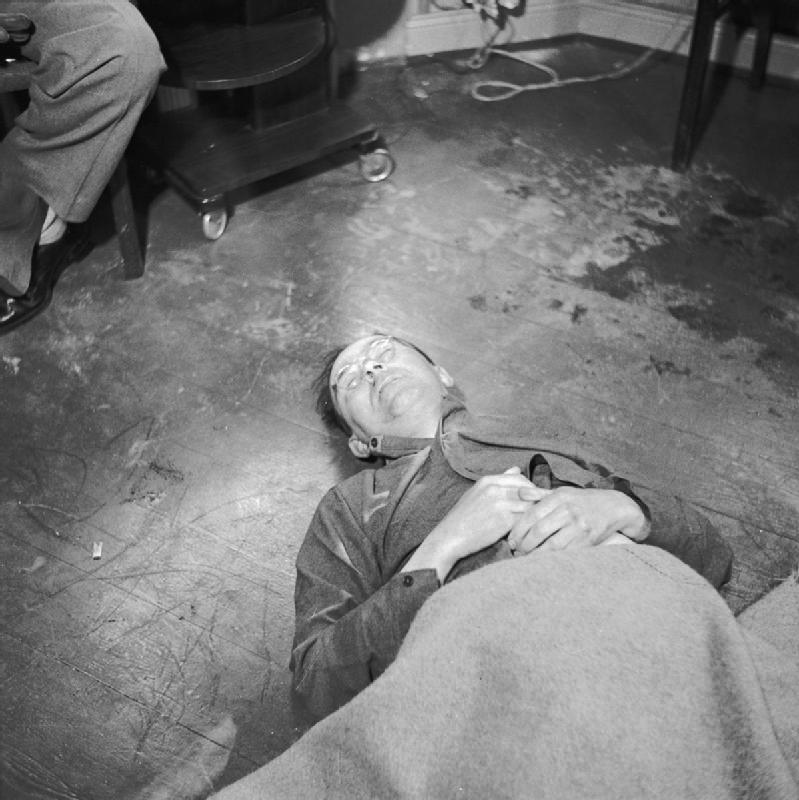
Le corps de Himmler, qui se suicide à sa capture par les Britanniques, 23 mai 1945.

Le suicide de Hitler le 30 avril 1945 et celui de Himmler le 23 mai ont privé le tribunal de Nuremberg de la comparution des deux principaux responsables de l'Holocauste. Nombre de criminels de tout rang ont aussi échappé à la justice en se donnant la mort, à l'image le 1er mai de Goebbels, instigateur de la propagande antisémite, de la nuit de Cristal et de la déportation des Juifs de son fief de Berlin. Se sont aussi tués en 1945 le Brigadeführer-SS (général de brigade SS) Odilo Globocnik, ou encore Theodor Dannecker, l'organisateur des déportations de France et de plusieurs autres pays.
D'autres maîtres-d'œuvre de premier plan ont été abattus pendant la guerre par des résistants, ainsi Heydrich à Prague en mai 1942. Dans les Balkans, des partisans ont aussi tué l'ancien commandant de Bełżec Christian Wirth. D'autres ont littéralement disparu dans la tourmente. Martin Bormann périt par exemple probablement le 1er mai 1945 au cours de la bataille de Berlin, de même que le chef de la Gestapo pour le territoire allemand Heinrich Müller.
Les Alliés avaient prévenu dès 1941-1942 que les criminels de guerre seraient poursuivis et punis. Dès 1943-1944, à mesure de la libération de l'URSS, les Soviétiques lancèrent des enquêtes approfondies. Ils jugèrent et condamnèrent des Allemands responsables de massacres et nombre de leurs complices locaux. Les épurations menées dans les différents pays libérés ont permis de juger une partie des responsables de la Solution finale, même si la spécificité et l’ampleur de celle-ci restaient encore floues pour les contemporains, et même si la déportation des Juifs ne constitua pas un problème central pour l’accusation ni pour l’opinion.
Certains criminels ayant sévi sur plusieurs pays furent cependant jugés par un État en particulier. Les Slovaques se chargèrent par exemple de condamner à mort l’un des principaux subordonnés d'Eichmann : Dieter Wisliceny, qui outre la Slovaquie avait aussi sévi en Grèce et en Hongrie.
Les vingt-quatre principaux dirigeants nazis accusés au procès de Nuremberg ont dû répondre notamment des chefs de génocide et de crime contre l'humanité. La Shoah a été amplement évoquée par les juges, les victimes et les bourreaux cités à témoin, dont le commandant d'Auschwitz Rudolf Höß, le responsable d'unités mobile de tuerie Otto Ohlendorf ou le général SS Erich von dem Bach-Zelewski. Mais elle n'y occupa pas une place centrale, et aucun Juif ne fut par exemple cité comme témoin.
Une série d'autres procès, toujours à Nuremberg, visa entre 1946 et 1951 les chefs des Einsatzgruppen, des industriels responsables de l'exploitation de main-d'œuvre concentrationnaire, ou des médecins nazis criminels.

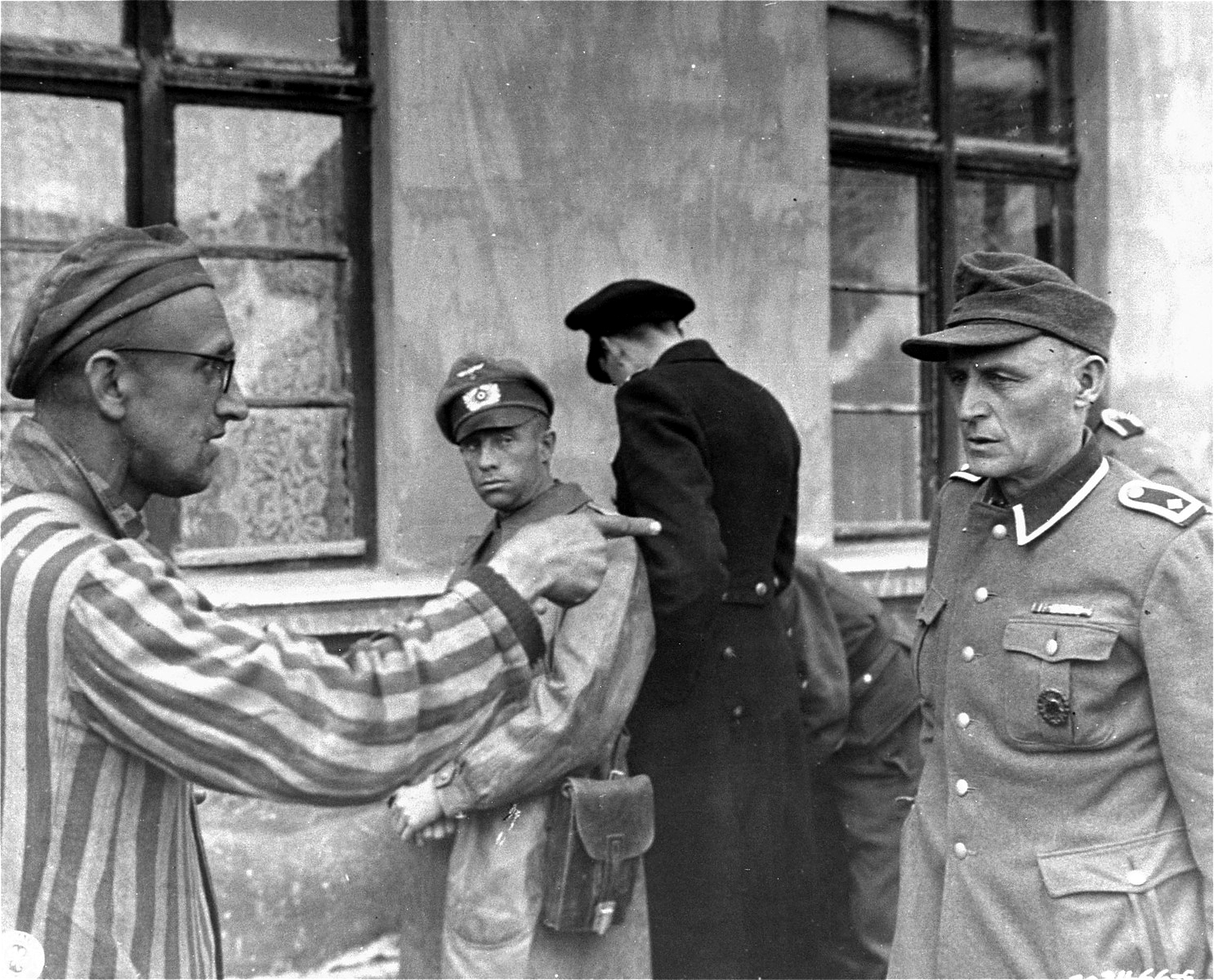
Un détenu identifie un SS arrêté, 1945.

Les tribunaux militaires alliés jugèrent aussi plusieurs dizaines de gardes et certains commandants des camps de concentration, au cours de procès comme ceux de Dachau, Buchenwald ou Ravensbrück.
Le premier et principal commandant d'Auschwitz, Rudolf Höß, jugé par les Polonais, fut exécuté en 1947 sur le lieu de ses crimes. Son successeur moins extrémiste, Arthur Liebehenschel, connut le même sort. Le troisième et dernier commandant, Richard Baer, ne fut retrouvé que tardivement, et mourut en prison en 1963 avant son procès. Dans les années 1960, l'Allemagne de l'Ouest jugea à son tour, en trois procès tenus à Francfort, plusieurs anciens gardiens du plus important lieu du génocide. Mais sur 7 000 gardes SS passés par Auschwitz, seuls 10 % ont été retrouvés et jugés.
Des criminels nazis en fuite sont traqués et retrouvés. L'ancien commandant de Treblinka, Franz Stangl, fut ainsi extradé du Brésil et mourut en prison à Düsseldorf en 1971. Adolf Eichmann, organisateur des déportations, fut enlevé par le Mossad en Argentine et jugé à Jérusalem par la cour suprême de l'État d'Israël. Son procès retentissant en 1961 marqua le début du réveil de la mémoire de la Shoah. Pour la première fois de l'Histoire, par ailleurs, il était rendu compte devant un tribunal juif de « crimes contre le peuple juif ».
Parfaitement régulier (Israël alla jusqu'à payer les frais de l'avocat allemand d'Eichmann, après lui avoir permis de s'inscrire exceptionnellement au barreau de l'État hébreu), le procès fut marqué par la présentation d'abondants documents accablants et le témoignage de nombreux survivants. Condamné à mort et pendu en 1962, Eichmann apparut comme un homme terne et ordinaire, incapable du moindre regret ni de la moindre réflexion morale sur ses actes. Il se présenta comme un bureaucrate méticuleux et consciencieux, préoccupé uniquement de l'aspect technique de sa tâche. Son attitude inspira à Hannah Arendt des réflexions célèbres sur la « banalité du mal ».
Nombre d'exécutants de la Shoah ne furent jamais inquiétés, et firent de prospères carrières administratives, politiques ou économiques en RFA et en RDA. Ou bien, ils virent les poursuites à leur encontre abandonnées avec le temps, à moins de s'en tirer avec des peines légères et tardives. Bien d'autres sont morts libres après s'être réfugiés en Amérique latine (tels Josef Mengele, le « médecin de la mort » d'Auschwitz) ou dans le monde arabe, par exemple Alois Brunner. Des filières liées à des personnalités du Vatican aidèrent certains criminels de masse à s'enfuir, tels le sanguinaire dictateur croate Ante Pavelić, tandis qu'avec la guerre froide, Soviétiques et Américains ralentirent les poursuites et recyclèrent nombre d'anciens nazis en Europe ou dans leurs services secrets.
Klaus Barbie, un des principaux chefs de la Gestapo lyonnaise, entra ainsi au service de la CIA et put se réfugier en Bolivie ; enfin extradé en 1983, il fut jugé à Lyon en 1987 et condamné à perpétuité pour crimes contre l'humanité, en particulier pour la rafle des 44 enfants orphelins d'Izieu.
L’imprescriptibilité des crimes contre l’Humanité (intégrée par exemple dans le droit français en 1964), le réveil de la mémoire de la Shoah et l’action tenace de « chasseurs de nazis », tels que Simon WiesenthalBeate et Serge Klarsfeld, ont permis dans les années 1980-1990 la tenue d’une nouvelle série de procès.
En particulier, René Bousquet, ancien chef de la police du gouvernement de Vichy et responsable de la majorité des déportations de France, fut abattu par un déséquilibré en 1993 à la veille d’être jugé. Son adjoint Jean Leguay était décédé avant procès. Le milicien Paul Touvier en 1994 et l’ancien haut fonctionnaire Maurice Papon en 1998 furent les premiers Français spécifiquement condamnés pour complicités de crimes contre l’humanité.

## Attitude du monde extérieur
« Comment tout un peuple en voie d’être exterminé a-t-il pu subir pareil destin ? Comment le monde entier a-t-il pu laisser s’accomplir pareille monstruosité sans tenter d’intervenir pour l’arrêter ou au moins pour la freiner ? Comment l’Europe chrétienne a-t-elle pu laisser périr le peuple d’Israël quand elle n’a pas contribué elle-même à leur massacre ? ». L'historien et ancien résistant catholique François Bédarida résumait en ces termes les questions angoissantes posées à l'humanité par la Shoah.
De manière générale, « sauf dans l’esprit d’une poignée de dirigeants nazis, les Juifs n’avaient pas été l’enjeu de la Seconde Guerre mondiale » (Tony Judt).

### L'avant-guerre: frontières fermées et réfugiés refoulés

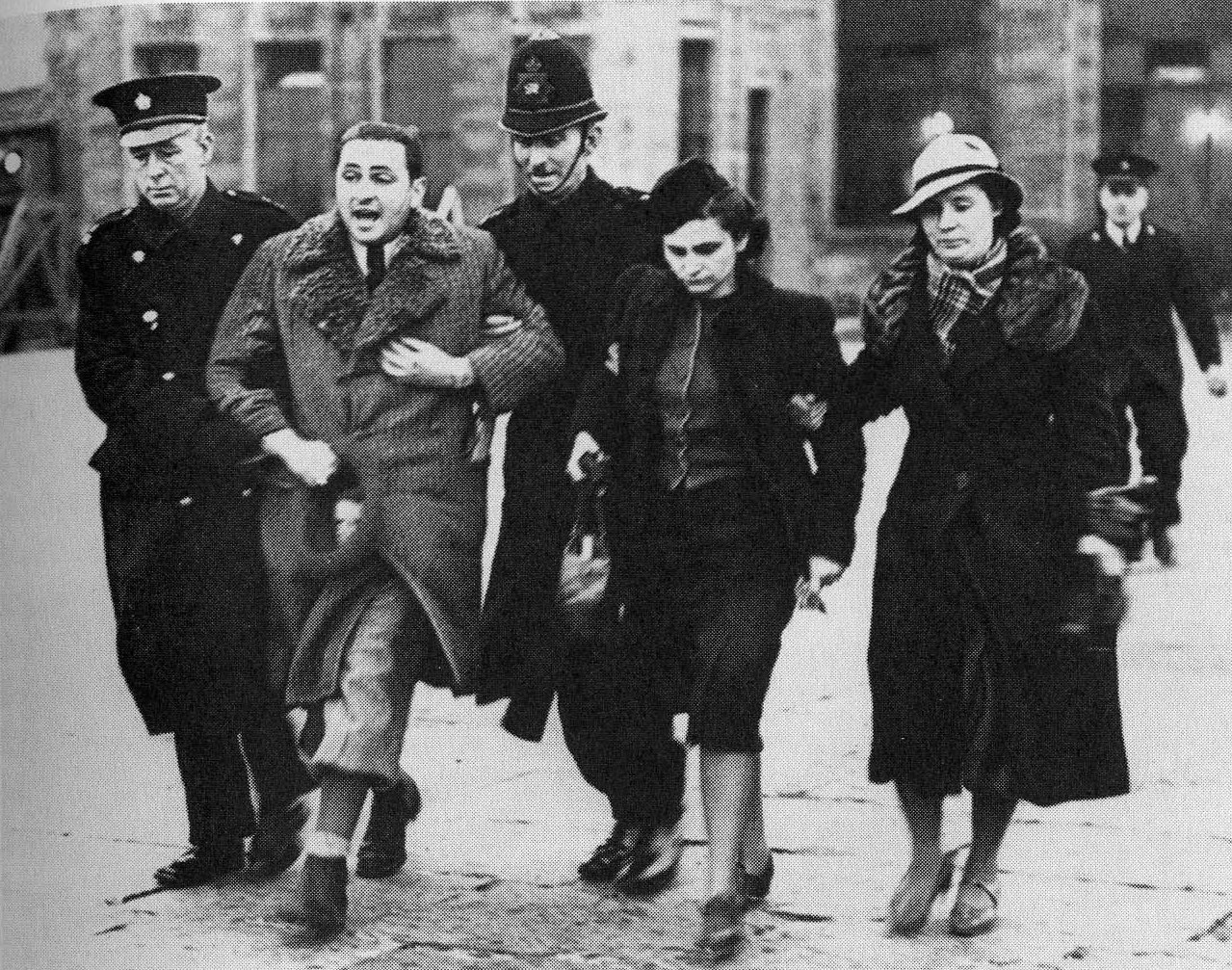
Mars 1939. Réfugiés juifs de Tchécoslovaquie occupée, en situation irrégulière, renvoyés par la police britannique en avion pour Varsovie qui sera bombardée et occupée six mois plus tard.

Dans les années 1930, la plupart des pays occidentaux ont fermé leurs frontières aux victimes des persécutions antisémites en Allemagne et en Europe centrale. De 1939 à 1940, bien des Juifs autrichiens et allemands réfugiés ont même été internés comme « ressortissants ennemis » par la Grande-Bretagne et la France.
De peur que le monde arabe et ses ressources pétrolifères ne basculent du côté du IIIe Reich, les Britanniques ferment la Palestine à l'immigration juive, et renouvellent sa limitation drastique par le Livre blanc de 1939, pour la maintenir sans discontinuer pendant la guerre et jusqu'en 1948.
En 1939, un navire chargé de réfugiés partis d'Europe, le Saint Louis, est refoulé par les États-Unis, puis par le Canada, avant de devoir repartir pour les Pays-Bas où les passagers sont redirigés dans différents pays d'Europe qui les ont accepté (Belgique, Royaume-Uni, France et Pays-Bas).
La conférence d'Évian sur les réfugiés, tenue du 6 au 15 juillet 1938, a constitué la démonstration publique la plus lamentable du refus général d'accueillir les Juifs. L'URSS, l'Italie fasciste et la Tchécoslovaquie n'ont même pas daigné envoyer un représentant. Les observateurs délégués par la Hongrie, la Pologne ou la Roumanie veulent juste savoir si l'on pourrait les aider à se débarrasser de leurs propres Juifs. Les autres pays ne veulent pas accueillir plus de réfugiés.
C'est l'époque où le Canada explique qu'aucun réfugié serait encore trop (« none is too many »), où les États-Unis et l'Amérique latine, pas encore remis de la Grande Dépression, restreignent encore plus les entrées. La Suisse, jugeant par la bouche d'un conseiller fédéral que « la barque est pleine » (« Das Boot ist voll »), négocie avec les nazis pour refouler les réfugiés de son territoire : la Confédération demande elle-même à Berlin, et obtient en octobre 1938, que les passeports des Juifs allemands expulsés soient marqués de la lettre J à l'encre rouge indélébile.
Assuré que l’étranger ne portera aucun secours aux Juifs, Hitler peut renforcer sa politique raciste et, parallèlement au succès de Munich, lancer la nuit de Cristal, puis le génocide lui-même.

### Les Alliés et la «Solution finale»

#### Des hommes
Des hommes courageux ont bravé toutes les difficultés pour tenter de prévenir les Alliés. Ainsi, Witold Pilecki se fait intentionnellement capturer et interner à Auschwitz, avant de faire passer un rapport à la résistance polonaise en 1940 (qui est transmis au gouvernement britannique en 1941). Jan Karski, délégué à Londres par la résistance polonaise, après s'être infiltré dans le ghetto de Varsovie, fait un rapport qu'il transmet en main propre au gouvernement polonais en exil ; il rencontre notamment le ministre des Affaires étrangères britannique et en 1943 le président Roosevelt pour le leur présenter. Mais son rapport rencontre surtout de l'incrédulité, même auprès des communautés juives de ces deux pays.
Le résistant chrétien Kurt Gerstein, entré dans la SS pour la combattre de l'intérieur, tente d'alerter le monde dès l'été 1942 sur les gazages qu'il a vus en personne à Bełżec, et se suicide en juillet 1945, après avoir témoigné de ce qu'il avait vu. Depuis la Suisse, le télégramme Riegner du 8 août 1942 informe Londres et Washington de la « Solution finale » en cours. De façon générale, ces informations n'ont pas ou peu été crues, et n'ont suscité aucune réaction particulière des gouvernements et des opinions des pays alliés. Même des organisations juives ont refusé de croire les chiffres et les descriptions qui leur étaient faites de la machine de mort nazie.
Samuel Zygelbojm, représentant du Bund auprès du gouvernement polonais en exil à Londres, se donne la mort le 12 mai 1943 : « Par ma mort, je voudrais, pour la dernière fois, protester contre la passivité d’un monde qui assiste à l’extermination du peuple juif et l’admet. »
L'incrédulité pouvait s'expliquer par le souvenir des excès de la propagande et du « bourrage de crâne » sous la Grande Guerre. Au-delà, elle a été encouragée par l'absence de précédent comparable et par le caractère inouï et impensable du crime.

#### Des informations
Les informations sur l'extermination des Juifs ont aussi circulé dès 1941 et surtout 1942 à la BBC, dans la presse anglo-saxonne et jusque dans une partie de la presse clandestine des pays occupés. Mais elles se mêlaient sans traitement spécifique à d'autres récits d'atrocités et à l'évocation d'autres enjeux et problèmes.
Les Alliés n'ont pas non plus toujours conscience de la spécificité du sort qui frappait le peuple juif. Ils n'ont dès lors pas voulu donner l'impression qu'ils privilégiaient une catégorie de victimes par rapport à une autre. Winston Churchill, dont les services pouvaient déchiffrer les messages codés allemands grâce au système Enigma, savait dès l'été 1941 que les Einsatzgruppen massacraient systématiquement les Juifs soviétiques, mais dans ses discours publics, il dénonça ces horreurs sans jamais mentionner le caractère juif des victimes.
Les Anglo-Saxons, sans parler des Soviétiques, n'ont pas non plus voulu donner l'impression qu'ils faisaient la guerre pour les Juifs, de peur notamment des réactions antisémites d'une partie de leur population. En URSS, l'antisémitisme traditionnel et le regain de nationalisme voire de chauvinisme suscité par la lutte contre l'Allemagne ne laissaient guère de place à l'évocation spécifique du sort des Juifs. Aux États-Unis, une poussée d'antisémitisme dans l'opinion (certains taxaient le New Deal de Roosevelt de Jew Deal) était également défavorable à l'évocation du caractère juif des massacres. Mais de manière plus générale, c'est aussi que l'attention des populations, attachés à survivre ou à gagner la guerre, n'était pas disposée à faire une priorité du sort d'une minorité (1 % de la population de France, 10 % de celle de Pologne). « Sauf dans l’esprit d’une poignée de dirigeants nazis, les Juifs n'[ont] pas été l’enjeu de la Seconde Guerre mondiale. »
Durant la guerre et en particulier à partir de 1943, les autorités polonaises en exil, alimentées en informations de première main par la Résistance intérieure, fournissent aux gouvernements alliés et aux opinions publiques du monde libre les rapports les plus précoces et les plus précis sur l'extermination en cours des populations juives et appellent, en vain, à des actions spécifiques pour y mettre fin,. Ainsi, le 10 décembre 1942, le Ministre des Affaires étrangères du gouvernement polonais en exil adresse une longue note diplomatique à l'ensemble des Gouvernements alliés (dont le Gouvernement soviétique qui sera le seul à rejeter cette note) décrivant précisément l'extermination en cours par l'Allemagne nazie non seulement des Juifs de Pologne mais aussi des « centaines de milliers » de Juifs d'Europe déportés à cette fin. La note souligne sans ambiguïté qu'il s'agit d'une entreprise d'extermination totale et sans précédent. À cette date, ce document constitue la première dénonciation officielle par un Gouvernement allié de l'extermination en cours des Juifs et la première fois que les souffrances des Juifs en tant que Juifs, et non seulement en tant que citoyens de l'un ou l'autre État, sont officiellement singularisées et dénoncées. Cette note et les démarches polonaises sont directement à l'origine, le 17 décembre 1942, d'une déclaration commune solennelle de la quasi-totalité des Gouvernements alliés contre le massacre des Juifs en Europe et de l'annonce, à l'attention des responsables, qu'ils seront poursuivis.

#### De faibles réactions
Moins explicitement, le pape Pie XII dénonce dans son message radio de Noël la mort des innocents qui ont été voués à la mort en raison de leur seule race. En 1943-1944, les déclarations alliées restent rares, alors que l'extermination continue à battre son plein.
D'abord absorbés par la poursuite d'objectifs militaires, les Alliés semblent avoir pensé que la fin rapide de la guerre était la meilleure manière d'arrêter la persécution, sans saisir que le rythme industriel du massacre risquait de ne laisser que peu de Juifs encore en vie à la victoire. En 1944, au plus fort de la déportation des Juifs de Hongrie, Churchill se montre favorable à un bombardement sur les rails et les chambres à gaz d'Auschwitz, mais veut consulter d'abord les Américains : le projet est bloqué à un niveau gouvernemental inférieur, et n'est pas transmis à Roosevelt. Que le bombardement d'Auschwitz ait pu ou non changer quoi que ce soit au sort des victimes, le fait est que son enjeu moral intrinsèque n'a guère été perçu, ni le silence des Alliés rompu.
Dans l'ensemble, la passivité et l'indifférence ont prévalu, sans conscience de la gravité exceptionnelle du crime en cours.
Du 19 au 30 avril 1943, se déroule la la conférence des Bermudes pour aborder l’aide possible aux Juifs d’Europe. Elle a lieu loin de tout et de tous, sans qu'aucune organisation juive ne soit représentée. Les conférenciers ne disposaient d'aucun pouvoir de décision et pouvaient seulement émettre des recommandations. Ce fut un échec. Le département d'État américain, dirigé par Cordell Hull, se montre d'une passivité particulièrement accablante, alors que les rapports officiels et officieux lui parviennent depuis 1942.

« Pour cinq millions de Juifs enfermés dans le piège mortel des Nazis, la conférence des Bermudes a été une farce tragique,. »

Le ministre Henry Morgenthau, lui-même d'origine juive, n'ose pas intervenir longtemps en faveur des Juifs d'Europe, de peur d’être taxé de partialité. Mais c'est son rapport explosif de janvier 1944 contre l'inaction du département d'État qui fait tardivement réagir Roosevelt : le 22 janvier 1944, le président américain fonde le War Refugee Board (Bureau des réfugiés de guerre), dirigé par John Pehle. En 18 mois, le WRB sauve des dizaines de milliers de personnes. Son envoyé en Roumanie, Ira Hirschmann, réussit à faire libérer les 48 000 Juifs survivants de Transnistrie et à les faire partir en Turquie. Iver Olsen depuis la Suède fait sauver de nombreux survivants des pays baltes et dépêche à Budapest Raoul Wallenberg. Il reste permis de se demander combien d'autres personnes auraient pu être sauvées si la prise de conscience et la volonté d'agir avaient été plus précoces.

### Les Églises et le Vatican du pape PieXII
Les chrétiens sont l'un des plus importants groupes dans lesquels on a compté des « Justes parmi les nations ». Mais sur le plan institutionnel, l'attitude des Églises d'Europe face à la Shoah a été contrastée en fonction des pays, des hommes et des dignitaires.

#### Ceux qui ont protesté
Des Églises nationales ont fermement protesté en tant que telles contre la persécution des Juifs :
- L'église protestante allemande, où, dès le 21 septembre 1933, un groupe de pasteurs s'organise en une « ligue de détresse Bekenntniskirche » ou « Église confessante »[189]. En janvier 1934, 7 000 pasteurs regroupés autour de Martin Niemöller protestent notamment contre l'introduction du paragraphe « aryen » dans l'Union qui prévoyait l'exclusion des pasteurs d'origine juive ou mariés à une juive[190],[189]. Cette Église confessante s'organise comme une institution indépendante de l’église protestante officielle restée entre les mains des Chrétiens allemands, favorables à Hitler.
- L'Église réformée de France exprime publiquement son désaccord avec le racisme officiel du régime de Vichy dès le 26 mars 1941, par la voix de son président Marc Boegner, dont les lettres adressées d'une part à l’amiral Darlan et d’autre part au grand rabbin de France Isaïe Schwartz, sont obligeamment publiées par le journal collaborationniste Au Pilori sous le titre « Une lettre inadmissible du chef des protestants de France », ce qui leur assure une publicité nationale immédiate[191].
- L'Église d'État luthérienne en Norvège, dont les évêques démissionnent collectivement en 1942 par rejet du gouvernement collaborateur de Quisling,
- Les hiérarchies catholiques et protestantes des Pays-Bas en juillet 1942.
- L'archevêque Damaskinos d'Athènes a émis des protestations vigoureuses contre les traitements brutaux réservés aux Juifs en Grèce.

#### Ceux qui ont gardé le silence
Dans la France du régime de Vichy, le loyalisme de l'épiscopat envers le régime réactionnaire du maréchal Pétain a fait taire bien des langues. Seuls cinq évêques sur plus d'une centaine ont publiquement protesté contre les rafles de l'été 1942, dont l'archevêque de Marseille Jean Delay, le cardinal Gerlier, primat des Gaules, à Lyon, Jean-Joseph Moussaron à Albi, Pierre-Marie Théas à Montauban, et surtout Jules Saliège à Toulouse. Toutefois, la peur d'un conflit avec l'Église a joué son rôle dans la décision de Pierre Laval de diminuer les déportations à partir de l'automne 1942.
Dans le Reich, où le concordat de 1933, le patriotisme en pleine guerre et le respect de l'ordre établi lient les mains à l'épiscopat national, les mêmes personnalités qui avaient condamné en chaire l'extermination des handicapés mentaux, à l'image de Clemens von Galen, n'ont pas eu un mot en public sur le sort des Juifs. Hors le cas de l'Église confessante, les prêtres, pasteurs ou évêques qui se sont engagés dans le secours aux Juifs voire dans la Résistance l'ont généralement fait de leur seule initiative et sans encouragement aucun de leur hiérarchie.

#### Le cas particulier de Pie XII
Le pape Pie XII était sans doute le chef d'État le mieux informé sur le génocide, grâce aux informations qui pouvaient remonter à Rome depuis de multiples paroisses et diocèses de toute l'Europe. Pourtant, aucune protestation officielle ni aucune dénonciation publique du sort des Juifs n'a eu lieu, en dépit de l'immense prestige moral et diplomatique du Saint-Siège, y compris lorsque la rafle du ghetto de Rome s'est déroulée « sous les fenêtres du pape » le 16 octobre 1943.
Au long de son histoire, la papauté n'a pas particulièrement bien traité les Juifs des États pontificaux. Encore en 1940, des siècles d'antijudaïsme chrétien se faisaient sentir au Vatican. Pie XII n'était pas radicalement hostile aux Juifs et les raisons de son silence face à la Shoah semblent complexes. Parmi les raisons avancées par les historiens figurent la sous-estimation du sort qui attendait les Juifs et le refus de faire de leur sort une question prioritaire (tout comme les Alliés et la Résistance), le choix de la diplomatie par rapport à la confrontation, la peur d'attirer des représailles sur une Église allemande qu'il connaissait bien comme ancien nonce à Berlin, la focalisation sur le danger d'expansion du communisme athée (même si le pape refusa toujours de soutenir la « croisade » nazie contre l'URSS), l'espérance illusoire de servir d'intermédiaire dans de futures négociations de paix entre les Alliés et l'Axe..
À cette heure, la polémique qui entoure le silence de Pie XII n'est toujours pas éteinte. L'affaire du carmel d'Auschwitz est venue raviver ces blessures dans le courant des années 1980-1990.

### Les pays neutres

#### Espagne
L'Espagne du dictateur Franco, allié non-belligérant de Hitler, a tantôt accepté tantôt refoulé les réfugiés juifs. En 1926, le dictateur Primo de Rivera avait annulé le décret d'expulsion de 1492 à l'origine de la diaspora séfarade (Décret d'Alhambra) et restitué la nationalité espagnole aux descendants qui en faisaient la demande, sous condition qu'ils ne reviennent pas vivre dans la péninsule. Cette disposition a permis à certains Séfarades des pays occupés de survivre à la Shoah. Par ailleurs, des diplomates et consuls espagnols ont ponctuellement secouru des descendants de Juifs d'Espagne là où ils étaient en poste, même si aucun ordre ne leur a jamais été donné en ce sens depuis Madrid. De nombreux espagnols ne se rendaient pas compte qu'une grande partie des réfugiés traversant les Pyrénées étaient Juifs. Le nombre de Juifs ayant échappé au génocide en passant par l'Espagne à partir de 1940 est estimé entre 20 000 et 35 000.

#### Portugal
Au Portugal, 40 000 Juifs étaient réfugiés dès 1940. Seuls 10 000 sont parvenus en Amérique, les États-Unis se refusant à desserrer les quotas. À Bordeaux et Bayonne, pendant l'exode de juin 1940, le consul portugais Aristides de Sousa Mendes désobéit à son gouvernement en délivrant des milliers de visa transit à des réfugiés notamment juifs. Sa carrière fut aussitôt brisée, et le dictateur Salazar devait s'acharner sur lui et sur sa famille bien après la guerre, le contraignant à mourir dans la misère.

#### Suisse
La Suisse affirme pendant un demi-siècle avoir accueilli les réfugiés qu'elle pouvait et s'être tenue prête à se battre en cas d'invasion nazie. Mais les Suisses ont dû faire face dans les années 1990 à la redécouverte d'une vérité difficile : la Suisse a en effet souvent refoulé les Juifs tentant de passer sa frontière.
De fait, le pays n’a accueilli en réalité que 30 000 Juifs, dont 7 000 seulement avant la guerre, et il a refoulé en pleine guerre ceux qui cherchaient secours chez elle, notamment les Juifs non accompagnés de leurs enfants - c'est ainsi que les parents de Saul Friedländer furent refoulés à l'été 1942 : retombés aux mains du régime de Vichy, ils périrent déportés en octobre. Les réfugiés juifs acceptés n'avaient pas le droit de travailler, et devaient vivre sur les taxes spéciales prélevées par la Confédération sur ses riches résidents juifs. Elle en refoula 20 000.
Par contre, Carl Lutz, un diplomate suisse, délivra 50 000 certificats d'immigration permettant de mettre 50 000 Juifs sous la protection suisse à Budapest.
Les banques du pays ont aussi abrité et recyclé en connaissance de cause l’or (or nazi) pillé aux Juifs déportés, contribuant ainsi substantiellement à financer l’effort de guerre allemand. En revanche, contrairement à une légende, aucun train de déportés n'a transité par la Suisse.

#### Suède
La Suède a accueilli des milliers de réfugiés juifs et résistants, dont l'intégralité de la communauté danoise évacuée en septembre 1943, et plusieurs centaines de Juifs norvégiens,. Toutefois, son gouvernement social-démocrate a continué jusqu'au bout à fournir le Reich en minerai de fer.
En 1944, Raoul Wallenberg, jeune diplomate suédois, sauve des dizaines de milliers de Juifs hongrois de la mort en les cachant dans les bâtiments de la légation suédoise de Budapest et en leur fournissant de faux passeports suédois.

#### Turquie
La Turquie n'a jamais connu de son histoire de persécution des Juifs en tant que juifs, et elle sera l'un des rares pays à majorité musulmane à reconnaître Israël dès sa fondation. Si des milliers de Juifs ont trouvé asile en Turquie avant et pendant la guerre — en particulier des universitaires et des artistes, qui participèrent de façon décisive à la modernisation de la Turquie —, et si des milliers d'autres ont immigré clandestinement en Palestine (les chiffres varient de 12 000 à 100 000), grâce à une action conjointe des autorités turques et des organisations sionistes, certains épisodes ont donné à des interprétations divergentes et à des polémiques. Ainsi, en février 1942, les 769 passagers roumains du paquebot Struma, qui espéraient passer en Palestine, périssent noyés dans la mer Noire lors du torpillage de leur navire par erreur par un sous-marin soviétique,. Certains historiens font porter la responsabilité sur les autorités tant britanniques que turques, d'autres, essentiellement sur les autorités britanniques. La même tragédie se reproduira le 5 août 1944, sur le navire Mefküre battant pavillon turc et de la Croix-rouge, transportant plus de 300 réfugiés juifs roumains à travers la mer Noire et coulé par un sous-marin soviétique.
Le consul de Turquie à Rhodes, Selahattin Ülkümen (1914-2003), a été fait Juste parmi les nations. La Fondation Raoul-Wallenberg travaille depuis 2008 pour que soient reconnus d’autres diplomates turcs, notamment Behiç Erkin, ambassadeur à Paris et Necdet Kent, consul général à Marseille.
Le 11 novembre 1942, la Grande Assemblée nationale turque vota la création d’un impôt sur la fortune ; face à l’ampleur de la fraude, les inspecteurs réévaluèrent arbitrairement le montant à percevoir, de façon plus élevée pour les non-musulmans que pour les autres, et utilisèrent la contrainte par corps au cours de l’année 1943. Le 15 mars 1944, cet impôt fut abrogé, les sommes encore dues annulées et les derniers contribuables incarcérés remis en liberté.

### Les communautés juives d'Amérique et de Palestine
En mars 1943, Stephen Wise, ami personnel du président Roosevelt qu’il tente régulièrement d’alerter sur le sort des Juifs, rassemble 75 000 manifestants à Madison Square Garden, à New York, contre le massacre en cours. Mais ce genre de manifestation reste exceptionnel pendant la guerre. Dans l'ensemble, la communauté juive américaine réputée si puissante n'a que peu poussé son gouvernement à agir en faveur des coreligionnaires d'Europe, par peur de favoriser une poussée d’antisémitisme aux États-Unis. Un des derniers messages du ghetto de Varsovie insurgé, en avril 1943, s'adresse aux Juifs d'Amérique pour déplorer le silence et la passivité dont ils ont fait preuve au moment de la mort de leurs frères d'Europe.
Dans son ouvrage Le Septième Million, paru en 1993 en Israël, l'historien Tom Seguev a montré que pour les dirigeants du Yichouv (la communauté juive de Palestine) et futurs fondateurs d'Israël, le sort des Juifs d'Europe n'avait constitué pendant la guerre qu'un problème secondaire. Les futurs fondateurs d'Israël, à commencer par David Ben Gourion, étaient plus soucieux de préparer l'après-guerre et la création de l'État juif, et se sentaient au demeurant impuissants à changer la situation en Europe. En 1944, le Congrès juif mondial a appelé à bombarder les chambres à gaz et les rails menant à Auschwitz, mais assez mollement, Chaim Weizmann se montrant favorable à la requête mais sans insister, et Ben Gourion hostile.

## Sauvetages et Justes parmi les nations
La tragédie des Juifs a été généralement proportionnelle à leur degré d’isolement dans la société.

### Les populations face à la Shoah
À l’Est, ils ont d’autant plus presque tous péri qu’ils étaient abandonnés, ignorés ou méprisés par des populations largement antisémites. Par ailleurs, celles-ci étaient soumises elles-mêmes à une terreur de masse permanente qui mettait en danger de mort immédiat tout auteur d’un geste de compassion ainsi que sa propre famille. Des Polonais ou des Ukrainiens furent sauvagement suppliciés en public pour avoir donné un morceau de pain ou un asile à des Juifs, des familles entières pendues, fusillées ou déportées pour leur être venus en aide. Mais malgré le contentieux antisémite et la terreur nazie, la Pologne compte aussi plus de 5 000 Justes parmi les nations reconnus à cette heure par Yad Vashem, soit le plus grand nombre en Europe.
En Allemagne, les dénégations d'après-guerre (« Nous ne savions pas ») ne recouvrent pas la réalité historique : lettres du front, journaux intimes, rapports de police (sans oublier en 1945 le spectacle des marches de la mort), permettent d'établir qu'entre la moitié et les deux tiers de la population adulte du Reich ont su que les Juifs étaient non seulement déportés mais exterminés, même si les modalités précises de la mise à mort étaient plus rarement connues, et même si beaucoup ont préféré détourner les yeux par indifférence, par peur, par conformisme, par incrédulité ou par intérêt.
La résistance allemande au nazisme n'a pas toujours perçu l'antisémitisme comme une question centrale, et certains conjurés du complot du 20 juillet 1944 contre Adolf Hitler restaient convaincus de l'existence d'une « question juive » voire de la nécessité d'une législation restreignant « l'influence juive ». Mais le programme des comploteurs prévoyait explicitement l'arrêt des persécutions et la restitution des biens volés, et l'échec de la tentative pour renverser Hitler a bien empêché l'arrêt immédiat de la Shoah.
Dans le Reich, des individualités courageuses ont fait preuve de compassion, comme Bernhard Lichtenberg, mort déporté pour avoir prié à Berlin pour les Juifs. En 1943, dans la Rosenstrasse à Berlin, des conjointes de Juifs manifestent avec succès pour obtenir la libération de leurs maris, un épisode resté toutefois exceptionnel. Malgré les risques et la surveillance totalitaire de la Gestapo, quelques rares milliers de Juifs ont réussi à survivre clandestinement dans les villes allemandes jusqu'à la fin (surnommés les U-Boot ou « sous-marins ») grâce à l'aide d'Allemands « aryens » dévoués.
Aux Pays-Bas, pays sans tradition antisémite, une grève générale de solidarité paralyse Amsterdam pour plusieurs jours lorsqu’en février 1941, les Allemands déportent 365 Juifs à Mauthausen et Buchenwald. Cette première grève antiraciste de l’Histoire échoue à sauver les victimes, mais manifeste un refus collectif de la persécution peu fréquent dans l’Europe du temps. La Résistance locale et de nombreux individus sont venus en aide à des Israélites, sans toutefois empêcher la mort de 80 % de la communauté.
Contrairement à une idée reçue, ce bilan d’échec n’est pas dû à l’absence de montagnes et de forêts pour cacher les persécutés hollandais. En effet, des centaines de milliers de résistants, de réfractaires au STO et de Juifs ont réussi à se cacher dans les villes jusqu’en 1945. Le problème a surtout tenu dans la division traditionnelle de la société néerlandaise en communautés politiques et religieuses très cloisonnées (la « pilarisation », c'est-à-dire les piliers) : sans relations suffisantes en dehors de leur propre communauté, ghettoïsée puis anéantie, les Juifs hollandais ne pouvaient espérer trouver d’aide extérieure salvatrice.
En France, la mise en œuvre de la Shoah prend une dimension éminemment xénophobe, car le régime de Vichy apporte l'aide de sa police à la déportation de Juifs étrangers, en croyant à tort que les Allemands épargneront ainsi les Juifs français (alors même qu’ils n’avaient jamais reçu la moindre promesse ne serait-ce que verbale en ce sens). En revanche, la mobilisation de nombreux inconnus, d’hommes d’Église, de couvents, de filières de résistance ou de réseaux de solidarité a permis aux trois quarts des Juifs de France de voir la fin de la guerre, une proportion exceptionnelle en Occident.
En Belgique, où la très grande majorité des Juifs, d’immigration récente, n'a pas la nationalité belge, les Allemands ont l’habileté d’exempter les Juifs de nationalité belge des premières déportations. Au début de 1941, les Allemands remanient l'administration belge et placent à certains postes-clefs des individus proches des thèses nazies issus du mouvement Rex ou du VNV qui favorisent la nomination de bourgmestres pro-nazis ou placent à la tête de la police un élément tout dévoué à l'occupant. Le gouvernement en exil le dénonce mais aucune directive claire ou désaveu du Comité des secrétaires-généraux n'a vu le jour. Si bien qu'en 1942, l'administration belge n'est plus en mesure de refuser d'appliquer les directives percolant depuis la militärverwaltung. En novembre 1941, l'occupant avait mis en place l'Association des Juifs en Belgique (AJB), sorte de Judenrat, et lui imposait, entre autres choses, de constituer des registres reprenant des listes familiales de l'ensemble des Juifs résidant sur le territoire. Lorsque les personnes convoquées pour la déportation cessèrent de se présenter spontanément à la Caserne Dossin, des rafles furent organisées, des SS flamands et des policiers belges y prirent part, notamment, lors des trois rafles que connut Anvers. À Bruxelles, le bourgmestre s'oppose à une telle implication des forces de l'ordre.

### Les sauvetages collectifs: Danemark et Bulgarie

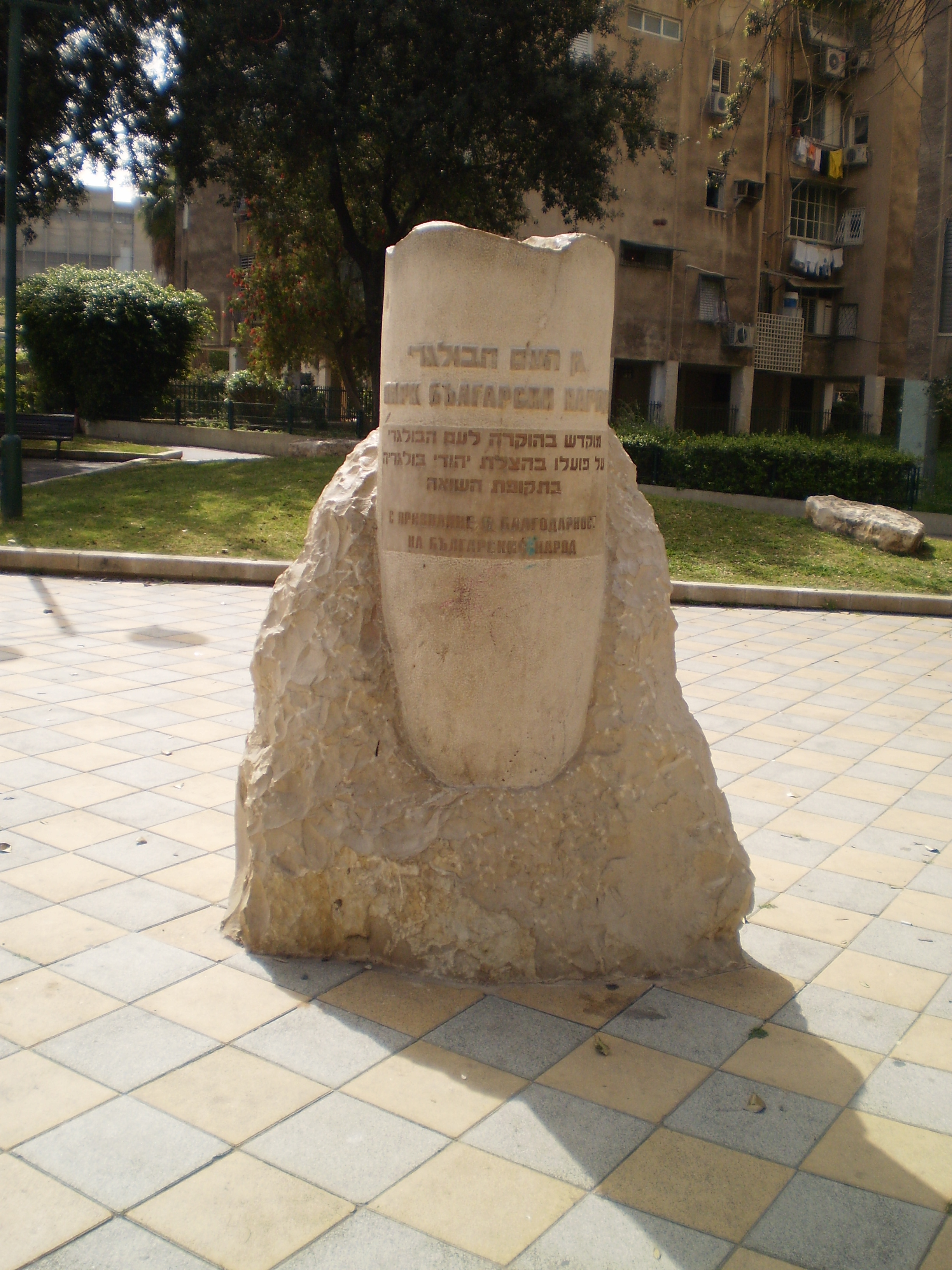
Monument en l’honneur de la nation bulgare et du sauvetage des juifs bulgares à Jaffa, Israël.

Au Danemark, le roi Christian X menace de porter lui-même l'étoile jaune si les Allemands cherchent à l'imposer. En septembre 1943, lorsqu'une indiscrétion volontaire du diplomate allemand Georg Ferdinand Duckwitz fait connaître le projet de déportation des quelque 7 000 Juifs, la population se mobilise pour faire passer la communauté en Suède neutre à travers le détroit de Copenhague. En plusieurs nuits, avec la bienveillance de la police et de l'administration, une flottille de petits navires conduit à bon port ceux qu'une chaîne de complicités a permis d'acheminer en cachette jusqu’aux quais.
La Bulgarie est membre de l'Axe depuis novembre 1940, mais n'est pas en guerre contre les Alliés. En mars 1943, un vaste mouvement d'opinion oblige le roi et le Parlement à reculer et à refuser de livrer les Juifs nationaux aux nazis. Malgré la présence de la Wehrmacht sur le sol de son allié, la communauté bulgare (50 000 Juifs) survit intégralement à la guerre. En revanche, Sofia accepte d’arrêter et de déporter plus de 13 000 Juifs grecs de la Thrace et de la Macédoine occupés par ses troupes.

### Des alliés de Hitler entre compromissions et réticences
La Finlande, à la suite du scandale de l’opinion, n’a finalement livré que 9 des 34 Juifs étrangers prévus : un seul de ces neuf survivra.
Les Japonais, qui ont commis d’innombrables crimes de guerre en Asie, ne donnent pas suite pour autant aux demandes de leur allié Hitler de s’en prendre aux 20 000 Juifs allemands réfugiés à Shanghai après 1933. L’antisémitisme idéologique des nazis leur reste incompréhensible, et par le plan Fugu, ils tentent au contraire d’utiliser ces réfugiés souvent hautement qualifiés pour mettre en valeur la Mandchourie occupée.
D’autres alliés de Hitler se sont arrêtés à mi-chemin dans leur participation à la Shoah.
La République slovaque (1939-1945) de Jozef Tiso, satellite du Reich, a d’abord livré par dizaines de milliers ses ressortissants Juifs au début de l’année 1942, avant de se raviser, notamment sous la pression du Vatican, et de suspendre les déportations. Mais après l’écrasement du soulèvement national slovaque d’août 1944, les nazis et les collaborationnistes reprennent les déportations racistes.
En Hongrie, les Juifs, bien que soumis à une législation antisémite depuis l’entre-deux-guerres, ne sont pas livrés au Troisième Reich tant que la Wehrmacht n’envahit pas le pays en mars 1944, mais sont victimes des violences des fascistes des « Croix fléchées ». La Shoah en Hongrie est ensuite menée intensivement, la moitié des 800 000 juifs du pays étant déportés en trois mois, jusqu’à ce que l’amiral Horthy s’oppose aux déportations, suspendues en juillet. La Shoah reprend à l’automne quand il est évincé par les nazis au profit des « Croix fléchées ». Parmi les personnes et organisations ayant sauvé des Juifs de la mort, se trouvent Raoul Wallenberg et les membres du comité d'aide et de sauvetage de Budapest.

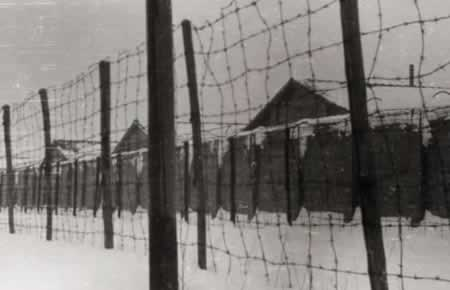
Camp d’internement pour Juifs italiens à Fossoli, une des antichambres d’Auschwitz.

En Roumanie, le dictateur fasciste Ion Antonescu refuse aussi de livrer les Juifs des territoires qu’il contrôle à ses alliés nazis (la Wehrmacht entre dans le pays en octobre 1940), mais c’est pour mettre en œuvre son propre plan d’extermination (environ 220 000 Juifs en sont victimes, notamment en Transnistrie, une région ukrainienne occupée par la Roumanie fasciste). Et c’est moyennant finances qu’il laisse des organisations comme Aliyah (présidée par Eugen Meissner et Samuel Leibovici, et liée à la Fédération des communautés juives de Roumanie) affréter trains et navires pour faire passer des Juifs roumains, par la Bulgarie ou par la mer Noire, jusqu’en Palestine. Le consulat britannique ne délivre des visas que jusqu’à la déclaration de guerre des Alliés à la Roumanie en décembre 1941, qui place les Juifs roumains dans la situation de « citoyens d’un pays ennemi ». Sans visas britanniques, la Palestine devient inaccessible, ce qui entraîne des tragédies comme celle du vapeur Struma. L’émigration ne reste possible qu’à travers la Bulgarie avec des visas turcs (la Bulgarie est membre de l'Axe mais n'est pas en guerre contre les Alliés, et la Turquie est neutre). Les visas turcs sont fort coûteux et ne sont délivrés qu'au compte-gouttes, grâce à l’aide de la communauté juive d’Istanbul elle-même soutenue par le Comité juif américain. À partir de février 1943, la dictature roumaine ayant perdu un quart de son armée à Stalingrad, ralentit et progressivement arrête son plan d’extermination des Juifs, de sorte qu’à sa chute le 23 août 1944 environ la moitié des Juifs roumains de 1938 sont encore en vie.
L’Italie fasciste se voit généralement gratifiée d’avoir protégé les Juifs dans ses zones d’occupation. Ainsi, dans les sept départements français occupés par l’armée italienne entre novembre 1942 et le 8 septembre 1943, l'administration militaire a refusé toute déportation et n'a pas hésité à rappeler à l'ordre les autorités du régime de Vichy quand elles s'en prenaient à des Israélites. De ce fait, de nombreux Juifs de France affluent dans la zone italienne, où les rafles et les déportations commencent dès l’arrivée des Allemands, à partir de novembre 1943. Toutefois, l'historiographie récente a nuancé fortement cette représentation d'un fascisme italien protecteur des Juifs. Elle a démontré que Mussolini était devenu personnellement raciste et antisémite au moment de la conquête de l'Éthiopie (1935-1936) puis avec la radicalisation de son régime dans un sens totalitaire, à la fin des années 1930. De ce fait, les lois antijuives adoptées en Italie en 1938 ne doivent rien à une volonté d'imiter son allié Hitler, et répondent à une conversion réelle du régime à l'antisémitisme. Plus appliquées que ce que l'on a longtemps cru, elles ont fragilisé les Juifs italiens et préparé en partie le terrain aux Allemands. Elles étaient d’autant plus graves que l’Italie n’avait pas de tradition antisémite et que les Juifs étaient traditionnellement nombreux et bien acceptés dans l’armée, dans l’administration ou dans le mouvement fasciste lui-même. D'autre part, toujours selon les historiens actuels, le refus des Italiens de livrer les Juifs doit beaucoup plus à une volonté de se saisir de l'occasion pour montrer aux Allemands qu'ils étaient capables de « résoudre » eux-mêmes le « problème juif », qu'à une quelconque sympathie pour les Juifs. Aucune instruction de protéger les Juifs ne fut jamais donnée par le gouvernement de Rome, et il arriva même que les troupes italiennes livrent en certains endroits des Juifs aux nazis, ainsi lors de la déportation des Juifs de Tirana en Albanie. Après l'invasion de l'Italie en septembre 1943, les très violentes milices fascistes de la République de Salo collaborent activement à la traque et à l'assassinat des Juifs. Près de 9 000 Juifs italiens ont été déportés dont Primo Levi.

### Dévouements individuels et organisés

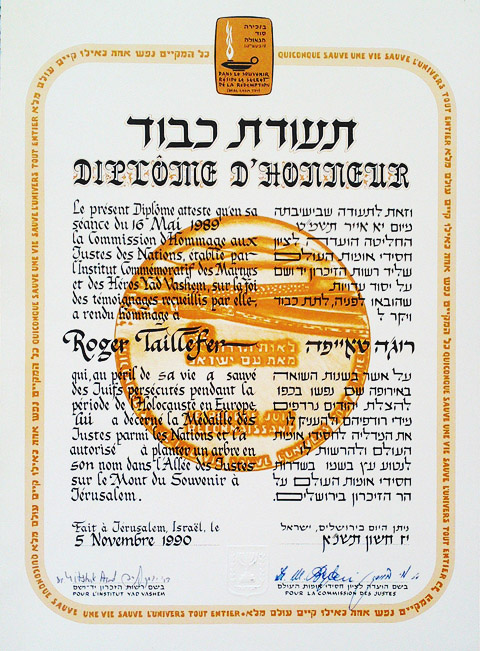
Diplôme de Juste parmi les nations délivré en 1990 à Roger Taillefer (1907-1999)

Décerné par Yad Vashem, le titre de « Juste parmi les nations » honore les non-Juifs qui ont sauvé des Juifs de la Shoah pour des motifs désintéressés.
Ne sont donc pas abordés ici ceux qui ont vendu des faux papiers aux Juifs parfois à prix d’or, ou qui en ont fait passer en Espagne ou en Suisse contre de l’argent - certains passeurs peu scrupuleux vendaient même leurs clients aux nazis après avoir touché la somme due ; la plupart des passeurs « justes », bénévoles et courageux, ont offert leur aide gratuitement, au risque de leur vie ou de leur liberté, en jouant souvent un double-jeu dangereux avec les autorités de l'époque, occupants ou leur propre hiérarchie.
À Marseille, l'américain Varian Fry parvint en 1940 à faire sortir plus de 2 000 intellectuels et artistes d'Europe dont de nombreux Juifs. En 1940 à Jassy, de 1941 à 1944 à Czernowitz, le pharmacien Beceanu et le docteur Traian Popovici sauvèrent respectivement 1 500 et 19 000 juifs locaux des pogroms et des tentatives de déportation du régime Antonescu, le « Pétain roumain ». En 1944 à Budapest, le diplomate suédois Raoul Wallenberg sauva plus de 20 000 israélites hongrois, notamment en leur délivrant des passeports suédois. L'industriel allemand Oskar Schindler sauva 1 200 juifs dans son usine à Cracovie. Irena Sendler est une militante polonaise catholique qui sauva 2 500 enfants juifs du Ghetto de Varsovie et fut déclarée Juste parmi les nations par l'institut Yad Vashem.
Les institutions religieuses sont sur-représentées dans l’aide aux Juifs, souvent dissimulés dans des couvents ou des pensionnats religieux. Des faux certificats de baptême ont été délivrés par d’innombrables curés et pasteurs. Malgré leurs sympathies pétainistes, un grand nombre d’évêques français ont fait donner asile à des Juifs. À Rome, le silence officiel du pape Pie XII n’empêcha nullement les institutions religieuses liées au Vatican d’abriter et de sauver des milliers de pourchassés. D’autres organisations d’inspiration religieuse étaient plus proches de la Résistance spirituelle. Ainsi de nombreux enfants raflés à Lyon ont-ils été sortis en une nuit du camp de Villeurbanne (28 août 1942) par l’Amitié chrétienne de l’abbé Glasberg et du R.P. Pierre Chaillet, fondateur de Témoignage chrétien.

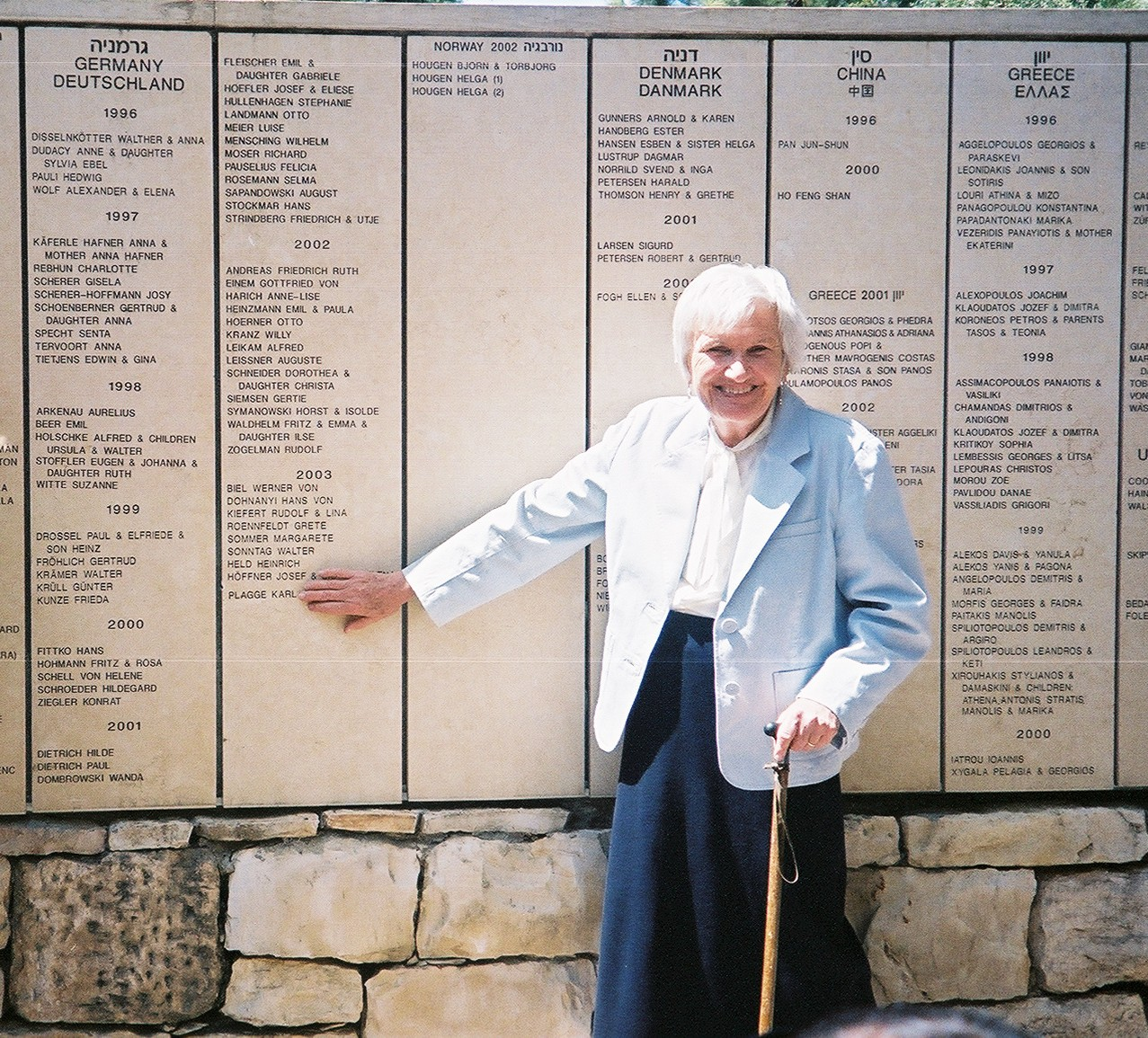
Une rescapée de la Shoah montre le nom du Juste qui l'a sauvée et lui a permis de vivre, Yad Vashem, Jérusalem.

Des villages entiers sont parfois venus au secours des persécutés, comme les villages protestants de Nieuwlande aux Pays-Bas, de Dieulefit dans la Drôme et du Chambon-sur-Lignon en Haute-Loire, ce dernier étant collectivement reconnu comme Juste. Minorité jadis persécutée par le pouvoir royal, les protestants français ont été particulièrement nombreux à se dévouer aux nouveaux proscrits.
Des fonctionnaires, des policiers, des soldats, des entreprises ont refusé de participer à la persécution, à la spoliation ou à la déportation. Quelques policiers échappés de la préfecture où ils étaient consignés réussissent à avertir et sauver des Juifs parisiens à la veille de la rafle du Vel’ d’Hiv’. Des responsables de la préfecture, le 18 juillet 1942, ont sauvé la quasi-totalité des centaines de Juifs visés par la rafle manquée de Nancy.
Beaucoup d’Européens sont venus en aide aux Juifs comme à une catégorie de parias parmi d’autres, sans avoir conscience eux-mêmes du sort spécifique qui les attendait par rapport aux prisonniers évadés, aux résistants ou aux réfractaires au STO. Même lorsqu’ils sauvaient des gens de l’extermination, peu d’individus et de mouvements ont été à l’époque au courant des projets réels de Hitler et de la virulence du racisme et de l’antisémitisme dans l’idéologie nazie.
Les « justes parmi les nations » sont recensés surtout à l’Ouest de l'Europe, où la liberté de recherche historique et libre circulation des informations a permis aux juifs rescapés de retrouver leurs sauveteurs, et où ceux-ci ont pu apprendre l'existence de Yad Vashem. À l'est, où c'est seulement à partir de 1989 que l'information et la recherche historique ont pu se développer librement, le recensement des justes, bien plus tardif et aléatoire, est inachevé.

## Bilans

### Culturel
La Shoah est, entre autres, un anéantissement culturel. Le Yiddishland d'Europe centrale et orientale a été pratiquement effacé, et l'on estime que les trois quarts des locuteurs du yiddish ont disparu pendant la guerre.
La France a perdu le quart de sa population juive, même si le monde israélite français a officiellement continué d'exister (des synagogues et des écoles juives sont restées ouvertes à Paris toute l'Occupation), tandis que les communautés juives d'Amsterdam, Berlin, Vienne, Budapest ou Vilnius ont été éradiquées à plus de 80 ou 90 %. À Vilnius, ce sont 32 000 Juifs qui sont assassinés lors des pogroms du début du conflit. Les nazis ont aussi cherché à abolir toute trace du passé juif multiséculaire en spoliant leurs victimes de tous leurs biens et œuvres d'art, en détruisant les synagogues, en brûlant des livres de prières, en profanant les cimetières.
Ce n'est pas le peuple juif qui a perdu un grand nombre de ses enfants, mais les rares survivants qui ont perdu leur peuple et leur univers, sans retour possible. Marek Edelman, un des rares chefs survivants du soulèvement du ghetto de Varsovie, déclare ainsi devant la destruction de 97 % de la communauté polonaise : « Dans le monde, il n'y a plus de Juifs. Ce peuple n'existe pas. Et il n'y en aura pas. »

### Bilans chiffrés des victimes
Les estimations du nombre de Juifs tués lors de la Shoah varient pour les spécialistes entre 5,1 millions (l'historien Raul Hilberg) et 6 millions (l'économiste et statisticien Jacob Lestchinsky). L'historien allemand Wolfgang Benz donne comme chiffres au minimum 5,29 millions de morts et au maximum « un peu plus de 6 millions de morts ». On parle de 6 millions de victimes en référence au chiffre cité dès le procès de Nuremberg, justifié dans Le Bréviaire de la Haine de Léon Poliakov et repris au procès d'Adolf Eichmann. Yad Vashem a pu retrouver le nom d'un peu plus de 4 millions d'entre elles, selon ses propres estimations.

L'Europe du génocide.

À la fin de son ouvrage La Destruction des Juifs d'Europe, Raul Hilberg tente de chiffrer globalement les victimes. Il répartit les chiffres en trois catégories :
1. Morts consécutives aux privations, en particulier, la faim et la maladie dans les ghettos ;
2. Morts par fusillades ;
3. Morts consécutives aux déportations vers les camps d'extermination.

Les estimations proviennent de rapports émanant notamment des services allemands, des autorités satellites et des conseils juifs. Ils ont ensuite été affinés grâce aux comparaisons entre les statistiques d'avant-guerre et celles d'après-guerre. Hilberg s'efforce de faire des corrections pour ne prendre en compte que les Juifs victimes de la Shoah et écarter ceux dont la mort peut être imputée à la guerre.
Cette dissociation est souvent délicate. Ainsi, lorsque l'Allemagne envahit l'URSS, un million et demi de Juifs quittent leur domicile, au même titre qu'un nombre plus important de non-Juifs parmi lesquels la mortalité est supérieure à la normale. Un autre problème dans l'estimation du nombre de victimes tient au fait que 70 % des victimes proviennent de la Pologne et de l'URSS et que les frontières de ces deux pays ne cessent d'évoluer tout au long de la guerre si bien que les statistiques de la bureaucratie nazie se réfèrent souvent à des territoires dont les frontières sont mouvantes.
En résumé, l'ampleur du génocide lui-même, les circonstances de la persécution et de la guerre, l'ambiguïté même de la qualité de Juif rendent impossible de chiffrer précisément le nombre de victimes, encore moins de les catégoriser.

### Les victimes par pays

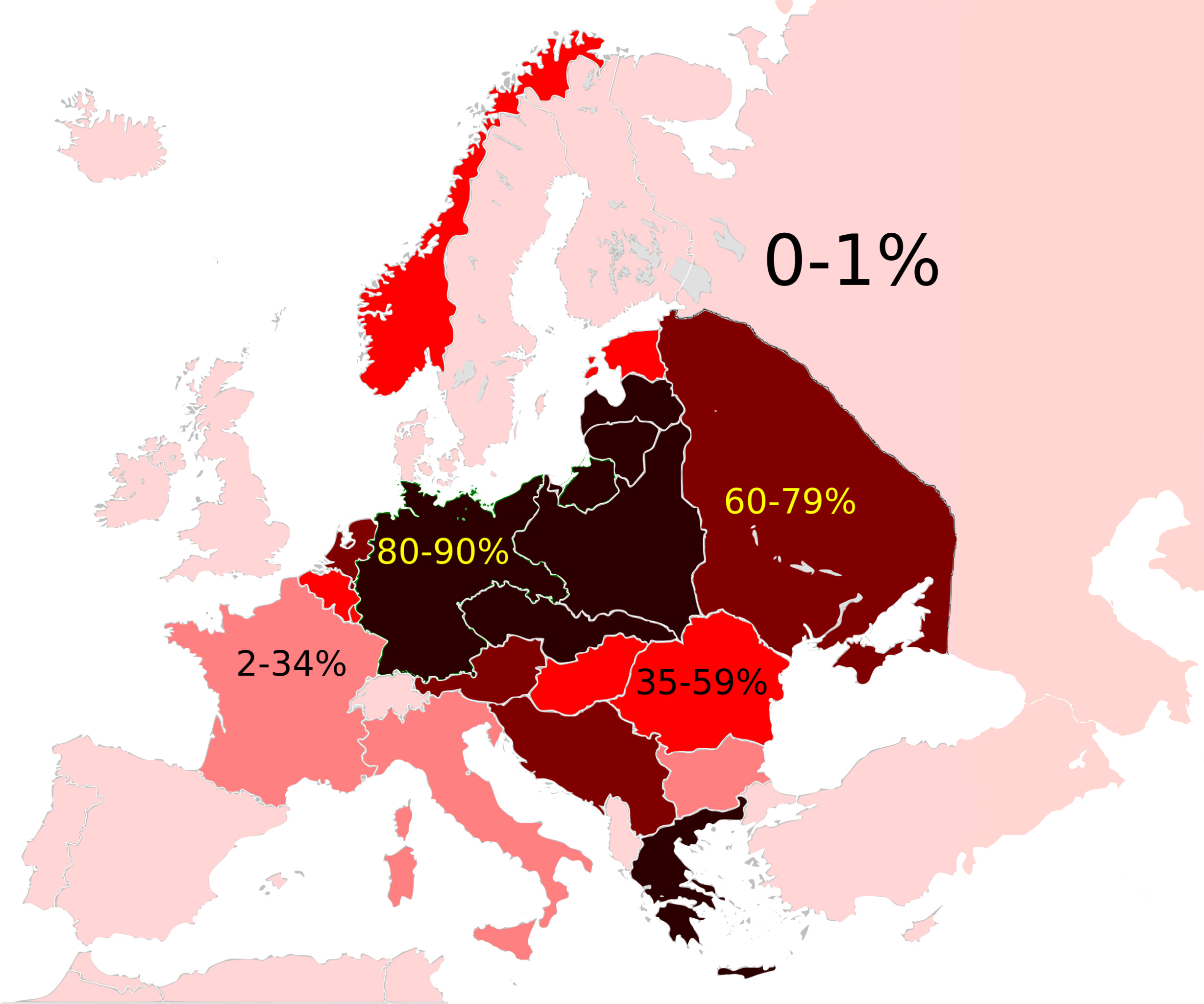
Taux de mortalité de la population juive par pays.

Les chiffres du tableau de Lucy S. Dawidowicz montrent le nombre de victimes comparé à la population d'avant-guerre de chaque pays, et le pourcentage de tués par pays :
| Pays                  | Population juive estimée avant guerre | Population juive exterminée | Pourcentage de tués |
| --------------------- | ------------------------------------- | --------------------------- | ------------------- |
| Pologne               | 3 300 000                             | 3 000 000                   | 90 %                |
| Pays baltes           | 253 000                               | 228 000                     | 90 %                |
| Allemagne et Autriche | 240 000                               | 210 000                     | 90 %                |
| Bohême et Moravie     | 90 000                                | 80 000                      | 89 %                |
| Slovaquie             | 90 000                                | 75 000                      | 83 %                |
| Grèce                 | 70 000                                | 54 000                      | 77 %                |
| Pays-Bas              | 140 000                               | 105 000                     | 75 %                |
| Hongrie               | 650 000                               | 450 000                     | 70 %                |
| RSS de Biélorussie    | 375 000                               | 245 000                     | 65 %                |
| RSS d'Ukraine         | 1 500 000                             | 900 000                     | 60 %                |
| Belgique              | 65 000                                | 40 000                      | 60 %                |
| Yougoslavie           | 43 000                                | 26 000                      | 60 %                |
| Roumanie              | 850 000                               | 340 000                     | 40 %                |
| Norvège               | 2 173                                 | 890                         | 41 %                |
| France                | 350 000                               | 90 000                      | 26 %                |
| Bulgarie              | 64 000                                | 14 000                      | 22 %                |
| Italie                | 40 000                                | 8 000                       | 20 %                |
| Luxembourg            | 5 000                                 | 1 000                       | 20 %                |
| RSFS de Russie        | 975 000                               | 107 000                     | 11 %                |
| Finlande              | 2 000                                 | 22                          | 1 %                 |
| Danemark              | 8 000                                 | 52                          | < 1 %               |
| Total                 | 8 861 800                             | 5 933 900                   | 67 %                |

D'autres sources existent, avec des nombres de victimes différents. Les pourcentages ci-dessous sont copiés du site du CCLJ, qui les a tirés de l'Histoire universelle des Juifs par Élie Barnavi (2002) et de Jacob Robinson :
| Selon l'Histoire universelle des Juifs par Élie Barnavi (2002) | Selon Jacob Robinson : |
| --- | --- |

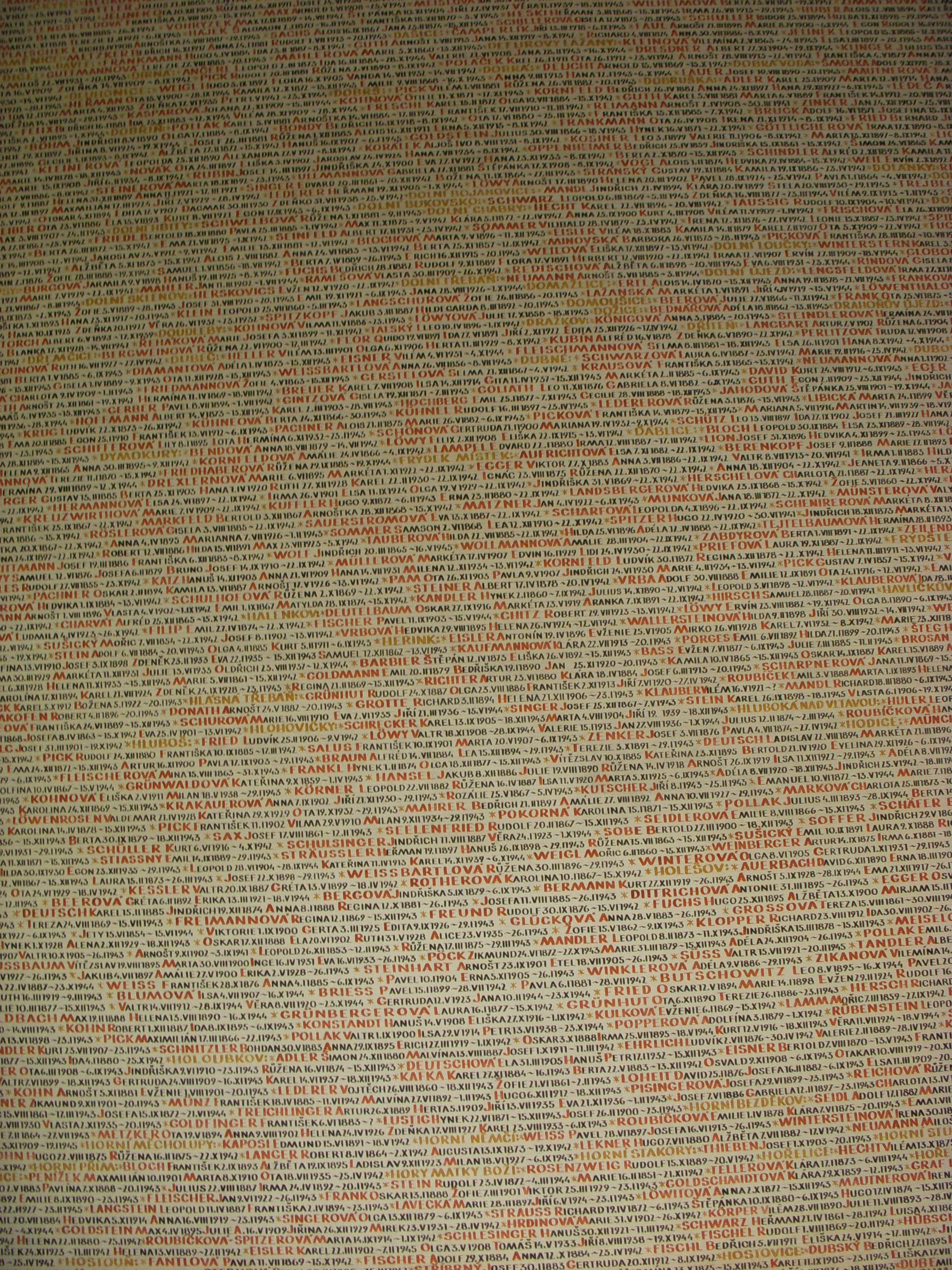
Les noms des victimes sur les murs de la synagogue Pinkas à Prague.

| - Pologne : 3 000 000 (moins de 8 % de survivants) - URSS : 1 200 000 - Roumanie : 350 000 - Tchécoslovaquie : 270 000 - Hongrie : plus de 300 000 - Lituanie : jusqu'à 135 000 - Allemagne : 180 000 - Pays-Bas : 105 000 (25 % de survivants) - France : 90 000 - Lettonie : 85 000 - Yougoslavie : 60 000 - Grèce : 65 000 - Autriche : plus de 65 000 - Belgique : 25 400 - Bulgarie : 11 000 - Italie : 7 500 - Norvège : 800 - Luxembourg : 700 Total : Environ 5 950 400 | - Pologne et URSS : 4 565 000 - Allemagne : 125 000 - Autriche : 65 000 - Tchécoslovaquie (dans les frontières de 1937) : 277 000 - Hongrie (dans les frontières de 1942) : 402 000 - France : 83 000 - Belgique : 24 000 - Luxembourg : 700 - Italie : 7 500 - Pays-Bas : 106 000 - Norvège : 760 - Roumanie : 40 000 - Yougoslavie : 60 000 - Grèce : 65 000 Total : 5 820 960 |

### Les victimes par année
D'après Hilberg :
- 1933-1940 : < 100 000
- 1941 : 1 100 000
- 1942 : 2 600 000
- 1943 : 600 000
- 1944 : 600 000
- 1945 : > 100 000

Total : 5 100 000

### Nombre de victimes selon la cause du décès
D'après Hilberg :
- Constitution de ghettos et privations : plus de 800 000
  - Ghettos de l'Europe de l’Est sous occupation allemande : plus de 600 000
  - Theresienstadt et privations à l'extérieur des ghettos : 100 000
  - Camps de Transnistrie (Juifs roumains et soviétiques) : 100 000
- Fusillades à ciel ouvert : 1 300 000
- Camps : 3 000 000
  - Centres d'extermination créés par l'Allemagne
    - Auschwitz : jusqu'à 1 000 000
    - Treblinka : jusqu'à 750 000
    - Bełżec : 550 000
    - Sobibór : plus de 200 000
    - Chełmno (Kulmhof) : 150 000
    - Majdanek (Lublin) : 50 000
    - Camps responsables de quelques dizaines de milliers de victimes ou moins : 150 000

  - Camps créés par la Roumanie : 100 000
  - Camps créés par la Croatie et autres : moins de 50 000

Total : 5 100 000, dont 2 700 000 dans les chambres à gaz.

### Les victimes en France
Selon des chiffres établis par l'association des Fils et filles de déportés juifs de France présidée par Serge Klarsfeld et publiés en 1985 :
- 75 721 Juifs, dont près de 11 000 enfants, ont été déportés de France entre mars 1942 et août 1944 ;
- en tout, on dénombre 74 convois en direction des camps de concentration ou d'extermination ; pour la plupart, ils sont partis de la gare du Bourget (1942-1943) ou de la gare de Bobigny (1943-1944) ; le premier, en date du 27 mars 1942, est parti de Compiègne et le dernier, le 18 août 1944, de Clermont-Ferrand ;
- près de 90 % de ces 76 000 Juifs ont été déportés vers Auschwitz :
  - en 1942, les 43 convois sont partis pour Auschwitz-Birkenau ;
  - en 1943, sur 17 convois, 13 sont allés à Auschwitz et 4 à Sobibor ;
  - en 1944, sur 14 convois, 13 sont partis pour Auschwitz, et l’un est parti pour Kaunas et Reval (le convoi 73) ;
- 3 000 personnes sont mortes dans les camps d'internement français et il a été procédé à environ 1 000 exécutions de Juifs sur le sol français ; ces 4 000 victimes s’ajoutent ainsi aux 76 000 déportés, le bilan de la « solution finale » pour la France est alors proche de 80 000 victimes en tout ;
- 2 566 survivants ont été comptabilisés à la libération des camps en 1945, soit environ 3 % des déportés ;
- les nationalités les plus touchées parmi les Juifs déportés de France ont été les Polonais (environ 26 000), les Français (24 000 dont plus de 7 000 sont des enfants nés en France de parents étrangers), les Allemands (7 000), les Russes (4 500), les Roumains (3 300), les Autrichiens (2 500), les Grecs (1 500), les Turcs (1 300), les Hongrois (1 200) ;
- pour au moins 85 % des Juifs déportés de France, l'opération d’arrestation a été exécutée par les forces de police françaises.

## Conséquences et mémoire de la Shoah
L’importance centrale de la Shoah dans le devoir de mémoire occidental ne fut acquise qu’à partir de sa redécouverte dans les années 1970, et d’une meilleure compréhension de sa spécificité.
À l’heure actuelle, comme le note l’historien Tony Judt, la Shoah est devenue une pierre angulaire de l’identité européenne : « nier ou rabaisser la Shoah, c’est s’exclure soi-même du champ du discours public civilisé. (…) Sa mémoire est devenue la définition et la garantie même de l’humanité restaurée du continent ».

### Conséquences sur le droit international
La Shoah marque un tournant historique car elle est l'occasion d'une prise de conscience internationale amenant plusieurs faits majeurs :
- la création d'un tribunal international pour juger les crimes nazis, qui a servi de modèle au Tribunal de Tokyo, et à la cour pénale internationale de La Haye ;
- la création de la notion juridique de crime contre l'humanité, imprescriptible ;
- un mouvement de sympathie pour la création d'un État juif, Israël, au Proche-Orient ;
- la proscription de l'antisémitisme en Occident : très répandu et considéré comme une opinion parmi d'autres avant la Shoah, il est désormais un tabou dans la sphère publique et un délit passible des lois, de même que dans certains pays la négation du judéocide ;
- la création du concept de génocide, appliqué ensuite à des phénomènes antérieurs (génocide arménien, génocide des Hereros, etc.) et postérieurs (génocide au Rwanda, massacre de Srebrenica, etc.). Ce concept ne figure pas dans l'acte final du procès de Nuremberg, afin d'éviter des critiques juridiques sur la non-rétroactivité des lois pénales.

### Conséquences sur le plan religieux
Après une première conférence internationale à Oxford en 1946, eut lieu du 30 juillet au 5 août 1947 à Seelisberg (Suisse) une conférence internationale extraordinaire du Council of Christians and Jews, pour étudier les causes de l’antisémitisme chrétien et tenter d’y porter remède. Parmi les 65 personnalités venues de dix-sept pays, on comptait vingt-huit juifs (dont l'historien Jules Isaac), vingt-trois protestants, neuf catholiques et deux orthodoxes grecs. Lors de cette conférence, les chrétiens prirent conscience de l’état de l’enseignement chrétien à l’égard des Juifs et du
judaïsme. Ils mesurèrent l’étendue de la responsabilité chrétienne dans le génocide hitlérien et comprirent
qu’il fallait d’urgence corriger l’enseignement chrétien. Ils élaborèrent dix points, largement inspirés des
dix-huit propositions de Jules Isaac pour éradiquer les préjugés contre les Juifs.
Les dix points de Seelisberg ont constitué le premier texte de référence pour les associations de dialogue entre juifs et chrétiens, l'International Council of Christians et Jews (ICCJ) , et l'Amitié judéo-chrétienne de France (AJCF) fondés tous les deux l’année suivante, en 1948, avant de devenir avec le temps une véritable « charte » pour les relations judéo-chrétiennes.
L'historien Jules Isaac, la personnalité la plus remarquable de la conférence de Seelisberg, dont la première étude sur les racines chrétiennes de l'antisémitisme, intitulée Jésus et Israël, fut publiée en 1948, eut ultérieurement des entretiens avec Pie XII, et surtout avec Jean XXIII, auxquels il remit un dossier plaidant pour des modifications positives dans l'enseignement chrétien concernant les Juifs. Ces entretiens eurent une influence sur les changements majeurs qui se produisirent sur les relations entre le judaïsme et le christianisme, jusqu'à trouver leur expression officielle dans la déclaration Nostra Ætate (§ 4) en 1965.
Jean-Paul II, sensible à la tragédie de la Shoah du fait des liens d'amitié qu'il avait tissés aves des juifs pendant son enfance à Wadowice, énonce le 17 novembre 1980, à Mayence, face à des représentants de la communauté juive allemande, l’idée que le peuple juif bénéficie d’une Alliance qui n’a jamais été résiliée ou dénoncée par Dieu. Le 30 décembre 1993, sous son pontificat, un « accord fondamental » entre le Saint-Siège et l’État d’Israël est signé, dans lequel les deux parties s’engagent à respecter la liberté de religion et de conscience, et à coopérer « pour combattre toutes les formes d’antisémitisme, […] de racisme et d’intolérance religieuse ».
Les évêques de France initient le mouvement de repentance de l'Église catholique en élaborant une déclaration collective, lue le 30 septembre 1997 à Drancy, lieu de transit vers les camps de concentration et d’extermination pendant la Seconde Guerre mondiale :

« Nous sommes obligés de constater objectivement que des intérêts ecclésiaux […] l'ont emporté sur les commandements de la conscience, et nous devons nous demander pourquoi […] nous avons à nous interroger sur les origines de cet aveuglement. Quelle fut l'influence de l'antijudaïsme séculaire ? Force est d'admettre en premier lieu le rôle, sinon direct du moins indirect, joué par des lieux communs antijuifs coupablement entretenus dans le peuple chrétien, dans le processus historique qui a conduit à la Shoah. »

Un colloque se tient au Vatican le 31 octobre 1997, consacré aux racines de l’antijudaïsme en milieu chrétien. Jean-Paul II y réaffirme, en englobant le monde chrétien en tant que communauté de foi, et non l’Église catholique uniquement, que « des interprétations erronées et injustes ont circulé depuis trop longtemps, engendrant des sentiments d’hostilité envers ce peuple ». La publication du texte romain « Nous nous souvenons : une réflexion sur la Shoah » survient peu après, le 16 mars 1998. Au mois de mars de l'année jubilaire 2000, Jean-Paul II se rend au Mémorial de Yad Vashem, à Jérusalem, et déclare devant deux cents survivants de la Shoah : « En ce lieu de mémoire, l’esprit, le cœur et l’âme éprouvent un extrême besoin de silence. Il n’existe pas de mots assez forts pour déplorer la tragédie terrible de la Shoah. Je suis venu à Yad Vashem pour rendre hommage aux millions de Juifs qui, privés de tout, en particulier de leur dignité humaine, furent assassinés au cours de l’Holocauste. ».
La Shoah suscite des interrogations autour de la théologie chrétienne, qui s’est pour une part construite sur une délégitimation d’Israël connue sous le nom de « théologie de la substitution ». Celle-ci se trouve aujourd’hui récusée, sous toutes ses formes et dans tous ses prolongements, et l'Église catholique ne met plus en doute la permanence de l’amour de Dieu pour le peuple élu d’Israël,.

### Réparations morales et reconnaissance du passé
Les pays communistes refusèrent longtemps toute indemnisation des victimes juives, gommèrent l’identité juive des victimes du nazisme et n’admirent aucunement la responsabilité de leurs États dans les crimes passés. La RDA rejeta ainsi la responsabilité du crime sur les capitalistes ouest-allemands, et ne reconnut la responsabilité du peuple allemand dans la Shoah qu’après les premières élections libres de 1990, à la veille de disparaître.
Après-guerre, le procureur de Hesse Fritz Bauer ne fut pas avare de ses efforts afin d'obtenir justice et compensations aux victimes du régime nazi. En 1958, il réussit à obtenir qu'un procès en action collective certifié ait lieu ; le recueil des nombreuses réclamations individuelles de victimes aboutira aux procès dits « d'Auschwitz » de Francfort, dont la procédure débuta en 1963.
Bauer fonda également, avec Gerhard Szczesny, le Syndicat Humaniste, une organisation des droits de l'Homme, en 1961. Après la mort de Bauer, l'Union fit un don pour financer le Prix Fritz Bauer. De plus, l'Institut Fritz Bauer, fut fondé en 1995, une organisation à but non lucratif consacrée aux droits civils, qui se concentre sur l'histoire et les conséquences de l'Holocauste.

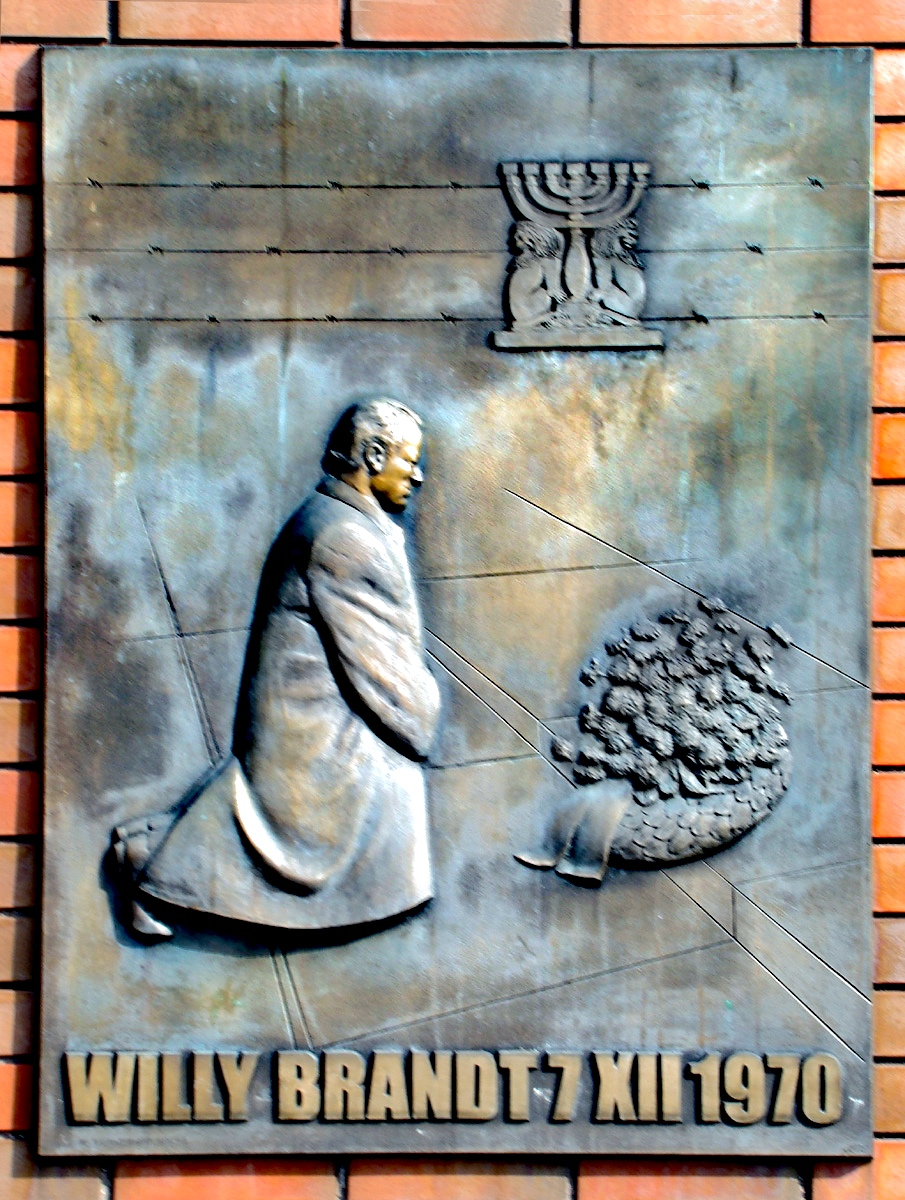
Plaque en mémoire de l'agenouillement de Willy Brandt devant le mémorial du ghetto de Varsovie en 1970, monument inauguré en 2000 à Varsovie.

En 1970, le chancelier ouest-allemand Willy Brandt s’agenouilla spectaculairement devant le monument à la mémoire du ghetto de Varsovie.
En 1995, lors d'un voyage en Israël, la reine Beatrix des Pays-Bas évoqua publiquement le sort des Juifs du pays, exterminés à 80 %. L'État avait attendu 1972 pour accepter de verser une indemnité aux rescapés.
En juillet 1995, le président Jacques Chirac reconnut la responsabilité de l’État français dans la rafle du Vel’ d’Hiv’ et la déportation des Juifs, évoquant la « dette imprescriptible » à leur égard.
Dès sa première élection en 1990, le président polonais Lech Wałęsa s'est rendu en Israël pour dénoncer devant la Knesset l'antisémitisme passé et présent en Pologne, message confirmé en juillet 1991 pour l'anniversaire du pogrome de Kielce (juillet 1946). Néanmoins, il ne prononce pas une seule fois le mot « juif » lors de son discours au 50e anniversaire de la libération d’Auschwitz en 1995. Son successeur Aleksander Kwaśniewski a prononcé en juillet 2001 un discours solennel à l'occasion de l'anniversaire du massacre, à Jedwabne en 1941, d'un millier de Juifs par leurs voisins polonais, et a reconnu la responsabilité des Polonais dans ce crime et fait acte de repentance. Ces prises de position font suite à d'intenses débats publics dans le pays, notamment à propos du pogrome de Jedwabne, au développement de la recherche historique et des actions associatives et éducatives depuis l'avènement de la démocratie.
En 2005, à la veille de l’entrée de son pays dans l’union européenne, le président Ion Iliescu reconnaît que la Roumanie a participé à la Shoah.
Le rapprochement judéo-chrétien conduit depuis l'entre-deux-guerres et relancé par le concile de Vatican II (1962-1965) (où la Shoah, encore peu redécouverte en Europe, n'a pas été évoquée) a parfois buté sur la question de l'attitude de la Papauté et d'une partie du clergé et des fidèles pendant le génocide. L'installation du carmel d'Auschwitz dans l'enceinte du camp, dans les années 1980, a provoqué une controverse longue de dix ans, les organisations juives dénonçant une tentative de gommer la spécificité juive du lieu au profit d'une « christianisation » et d'une récupération de la Shoah. Jean-Paul II, ancien archevêque de Cracovie et qui s'est rendu plusieurs fois à Auschwitz, mit fin à la polémique en 1993 en ordonnant le départ des carmélites.
En septembre 1997, l'épiscopat français publiait à Drancy une déclaration de repentance pour les réactions insuffisantes de l'Église de France pendant la persécution raciale. En 1998, après plus de dix ans de travaux d'une commission d'historiens et d'hommes d'Église, la publication par le Vatican du document Souvenons-nous : une réflexion sur la Shoah n'apporta pas pleine satisfaction aux représentants juifs. Toutefois, la condamnation répétée de l'antisémitisme par Rome et par les Églises nationales (y compris polonaise), les demandes de pardon pour le long antijudaïsme du passé et les voyages de Jean-Paul II et Benoït XVI à Auschwitz ont démontré la rupture officielle de l'Église avec toute tentation antisémite.
En mars 2008, la chancelière allemande Angela Merkel a évoqué la Shoah dans un discours devant la Knesset : « Nous autres, Allemands, la Shoah nous emplit de honte. Je m’incline devant ses victimes, ses survivants et ceux qui les ont aidés à survivre ».

### Réparations financières et restitutions des biens volés

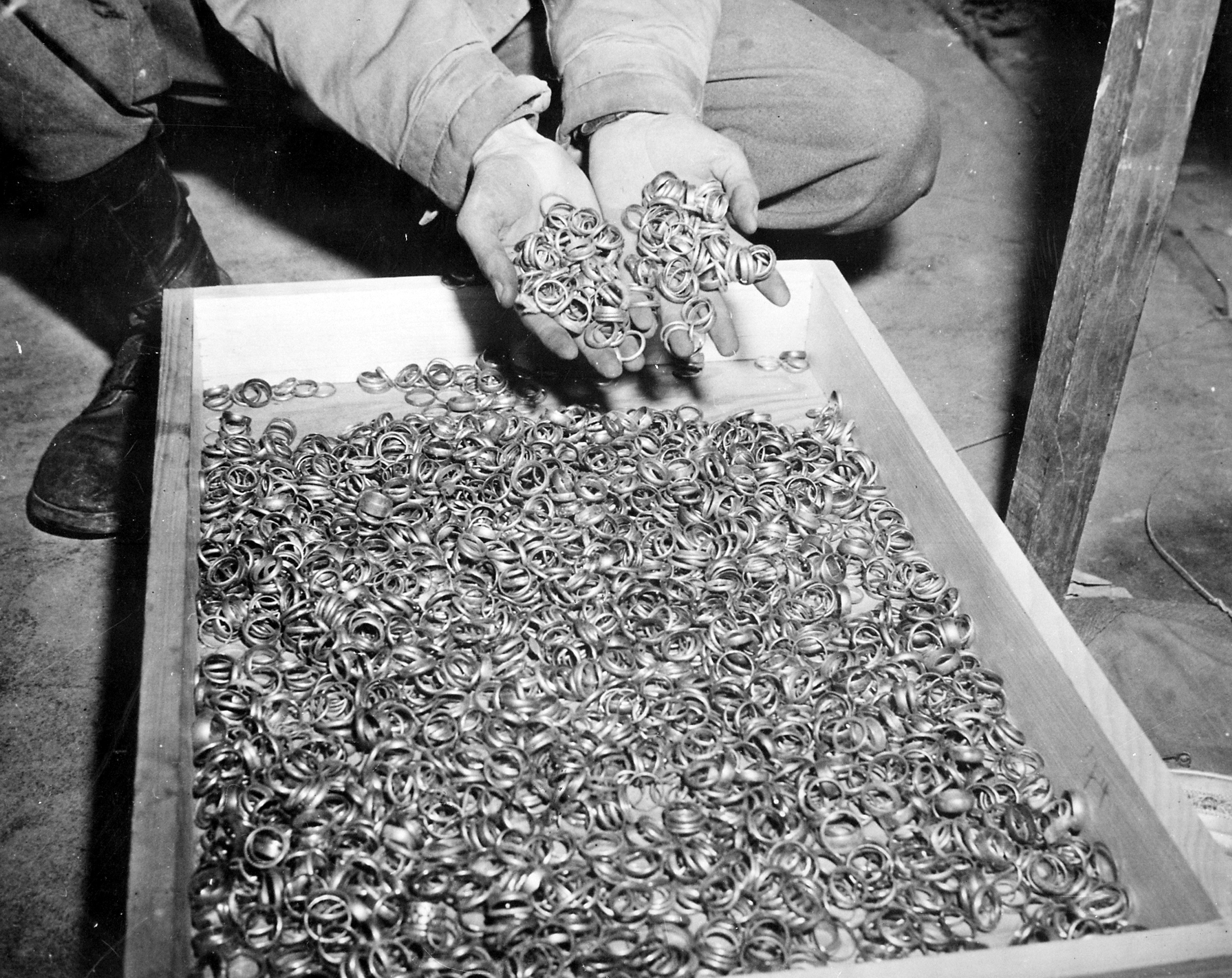
Alliances volées aux Juifs tués.

Dès l'après-guerre, une partie des biens volés aux Juifs ont pu être restitués. Mais c'est dans les années 1990 que l'aryanisation a commencé à faire l'objet d'études historiques spécifiques et d'enquêtes publiques approfondies, ainsi avec la mission Mattéoli mise en place en 1997 par le gouvernement français en laissant de côté l'étude du sort des droits locatifs.
En 1951 est créée la Jewish Claims Conference, dont le but est de gérer les réparations financières des victimes juives des nazis. En 2012, le total des sommes versées à la Claims Conference dépasse les 70 milliards de dollars.
En 1953, un traité signé entre la RFA et Israël prévoit le versement par Bonn d'une importante indemnité. Il est ratifié malgré l'opposition d'une partie de la classe politique allemande et de certains Israéliens choqués que Ben Gourion ait négocié directement avec les Allemands et Adenauer. Le traité sera scrupuleusement appliqué, avec 845 millions de dollars versés en 1965, 5 000 employés fédéraux occupés à traiter 4 276 000 demandes. En 1973, le travail est considéré comme achevé à 95 %. Les réparations ont occupé jusqu'à 5 % du budget fédéral de l'Allemagne de l'Ouest. À la fin des années 1980, près de 30 milliards de dollars d'indemnisations ont été versés, ce qui était conforme et même supérieur aux attentes des signataires du texte de 1953. En 2007, le total des indemnisations versées par l'Allemagne est estimé à 64 milliards d'euros.
Les industries qui avaient exploité la main-d'œuvre concentrationnaire juive ont refusé après-guerre de reconnaître la moindre responsabilité morale et de verser la moindre indemnité. Selon Paul Johston, les grandes entreprises allemandes « ont résisté pied à pied à toute demande d’indemnisation dans un étonnant mélange de mesquinerie et d’arrogance ». 13 millions de dollars avaient été versés au milieu des années 1980 à moins de 15 000 Juifs rescapés (les anciens esclaves d'IG Farben touchant 1 700 $ chacun, ceux d'AEG Telefunken 500 $, d'autres encore moins) et rien n'avait été versé aux familles de ceux morts d’épuisement. Ce n'est qu'en 1999 qu'un fonds de compensation sera mis en place en Allemagne et en Autriche pour les anciens travailleurs forcés juifs des camps de la mort et des camps de travail, voire pour une partie des travailleurs civils amenés de force en Allemagne.
Les États communistes refuseront de reconnaître la moindre responsabilité dans un crime attribué au capitalisme occidental, et a fortiori de verser la moindre indemnité jusqu'à leur disparition. L'Autriche, dont les foules avaient réservé un accueil triomphal à Hitler en 1938 et qui a fourni de loin la plus forte proportion de militants du NSDAP et de tueurs de la Shoah, se présentera comme « première victime du nazisme » et refusera durablement toute reconnaissance morale et financière.
En France, un décret du 13 juillet 2000 attribue aux orphelins de déportés du fait de persécutions antisémites une rente viagère de 3 000 francs par mois ou un versement forfaitaire de 180 000 francs. Une commission d'indemnisation pour les victimes de spoliations (CIVS), est mise en place en 1999. Au 31 décembre 2012, le total des sommes versées est d'environ 470 millions d'euros.
Au total, depuis 1948, le montant des indemnisations versées aux survivants de l'Holocauste (et leurs ayants droit) par le gouvernement français est évalué par celui-ci à plus de 6 milliards de dollars.
Le problème des réparations comporte aussi un volet judiciaire. Une première procédure aboutit à la condamnation solidaire de l'État et de la SNCF en 2006 pour la déportation de Georges Lipietz. La SNCF fait appel et obtient gain de cause en 2007. Dans la foulée, plus de 1 500 familles déposent plainte. Un avis défavorable à ces familles est rendu par le Conseil d'État.
Des programmes de restitution des œuvres d'art spoliées sous le Troisième Reich sont également mis en place dans plusieurs pays,.

### Mémoire de la Shoah

#### De l'occultation…
Dans les premières années de l'après-guerre, la notion récente de génocide est loin d'être comprise par tout le monde, et beaucoup de contemporains n'ont pas conscience de la spécificité du sort qui a frappé le peuple juif, quand ils ne refusent pas de croire ou d'écouter les survivants, ou quand ils ne soupçonnent pas ceux-ci d'exagérer ou d'avoir collaboré pour survivre. Bien des rescapés, déjà fort peu nombreux, n'ont aucune envie d'insister eux-mêmes sur leur particularité, et préfèrent afficher leur appartenance retrouvée à la communauté nationale. C'est ainsi qu'en France, les victimes des déportations sont souvent absurdement déclarées « mortes pour la France », comme si enfants, vieillards et femmes étaient morts au champ d’honneur.
Le camp paradigmatique de l'enfer nazi n'est pas alors Auschwitz, lointain et maintenant inaccessible derrière le rideau de fer, mais Buchenwald, haut-lieu du martyre de la Résistance européenne. Antisémitisme officiel à l'Est oblige, rien sur le monument de Babi Yar en URSS ou de Birkenau en Pologne n'indique le caractère juif des victimes, et le musée national d'Auschwitz présente le camp comme le lieu de martyre des résistants de Pologne et d'Europe. Birkenau, où se trouvaient les chambres à gaz, est délaissé par les guides et les visiteurs jusqu'aux années 1990, et livré aux mauvaises herbes et à l'abandon relatif, après avoir été déjà saccagé en partie à la libération par des civils polonais à la recherche de « l'or juif » et de matériaux à récupérer.
L'occultation se retrouve aussi de l'autre côté de l'Europe. C'est l'époque où Nuit et brouillard d'Alain Resnais (1955) peut montrer les chambres à gaz sans parler des Juifs. À la fin des années 1970, lors de l'élaboration du pavillon français à Auschwitz, un fonctionnaire obtient encore qu'il ne soit pas fait plus mention des Juifs que d'autres catégories, et que la collaboration et les divisions civiles françaises soient escamotées.
Le chef-d'œuvre de Primo Levi, Si c'est un homme (1945), a eu le plus grand mal à trouver un éditeur puis un public jusqu'aux années 1970. Le succès mondial dès les années 1950 du Journal d'Anne Frank et de ses adaptations théâtrale et filmique fait exception, en partie parce qu'il s'arrête à l'arrestation de la jeune fille et ne décrit ni la déportation ni l'extermination. En France, dès 1951, Léon Poliakov publie la première grande étude de la politique d'extermination des Juifs menée par les nazis dans son ouvrage Le Bréviaire de la Haine, préfacé par François Mauriac.
Globalement, les États et les peuples préfèrent après-guerre mettre l'accent sur l'héroïsme des résistants et des combattants, plutôt que sur la souffrance et les victimes. Implicitement, ceux qui ont enduré la déportation sans avoir rien fait sinon naître juifs sont perçus comme forcément moins méritants que les résistants qui savent pourquoi ils ont été déportés.
Même Israël ne se référa pas à sa naissance à la Shoah, et préféra insister sur les quelques héros qui ont combattu les nazis les armes à la main plutôt que sur la masse de ceux tués sans pouvoir se défendre. Significativement, le génocide est commémoré le 19 avril, anniversaire du soulèvement du ghetto de Varsovie, et sous le nom de « Jour des Héros ».

#### … à la centralité
La perspective ne se renverse qu'à partir du procès d'Adolf Eichmann en 1961, de la guerre des Six Jours (1967) avant laquelle l'opinion mondiale a sincèrement craint un « nouvel Auschwitz » en cas de victoire arabe, du réveil de la mémoire juive avec le changement de génération, et surtout des années 1970, où la spécificité de l'Holocauste et sa centralité sont désormais mieux établis par les historiens et mieux portés à connaissance d'un large public.
La diffusion de la série télévisée Holocauste (1979) eut ainsi un énorme impact sur le public notamment américain ou allemand, comme ultérieurement les succès de La Liste de Schindler de Steven Spielberg ou de La Vie est belle de Roberto Benigni. En 1985, le documentaire Shoah de Claude Lanzmann eut un impact tel que le mot servit désormais à désigner le judéocide dans la plupart des langues, sauf les pays-anglo-saxons restés fidèles au terme d'Holocauste (cf. infra pour précisions).
La nécessité de lutter contre les faussaires négationnistes à partir des années 1970 a également stimulé les travaux historiques et poussé de nombreux témoins à sortir de leur silence.
Aucun nazi n'a jamais nié le crime lors de son procès, confirmé par les témoignages des victimes et de maints bourreaux, et les preuves matérielles et documentaires surabondaient, y compris de la main même des plus hauts responsables (journal de Goebbels, rapports et discours secrets de Himmler, testament de Hitler). Mais à partir des années 1970, dans le sillage de pionniers tels que les écrivains Maurice Bardèche (fasciste revendiqué) ou Paul Rassinier (ancien élu SFIO ensuite passé à l'extrême droite, pourtant déporté), de pseudo-historiens dont l'un des chefs de file est Robert Faurisson ont entrepris, notamment en France, de nier la réalité du génocide des Juifs. Leurs attaques se sont portées notamment sur l'existence des chambres à gaz (bien qu'au demeurant, celles-ci n'aient tué qu'un peu moins de la moitié des victimes, les autres ayant été affamées ou fusillées).

L'une des chambres à gaz d'origine, intacte, à Maidanek.

Selon les hommes et les groupes, leurs motivations premières ont pu être l'antisémitisme, la réhabilitation du nazisme, l'antisionisme radical (la Shoah présentée comme mensonge pour légitimer l'État d'Israël), ou un anticommunisme fanatique désireux en niant les crimes nazis et en gommant la spécificité de la Shoah de prouver que rien n'avait été pire que le communisme.
La contre-attaque menée par les historiens, les témoins et les pouvoirs publics a définitivement fait litière de leurs thèses. Elles continuent toutefois à trouver une audience favorable dans certains mouvements de l'extrême-droite européenne (plusieurs cadres du Front national, dont Jean-Marie Le Pen, ont régulièrement défrayé la chronique et été condamnés en justice pour des propos pour le moins ambigus sur la Shoah). À la faveur du conflit israélo-palestinien, elles sont très répandues dans le monde arabe et musulman. Élu en 2005, le président iranien Mahmoud Ahmadinejad a particulièrement multiplié les provocations sur la Shoah, qu'il a qualifié plusieurs fois de mythe, lançant un concours de caricatures sur l'Holocauste ou convoquant en 2007 une conférence négationniste à Téhéran. Contrairement à ce que de nombreux journaux francophones déclarèrent, elle eut peu de succès. Malgré l'opposition d'une partie des historiens de la Shoah, certains États occidentaux ont adopté des lois contre la négation des crimes contre l'humanité nazis, ainsi Israël, l'Allemagne, l'Autriche ou encore la France avec la loi Gayssot de 1990.

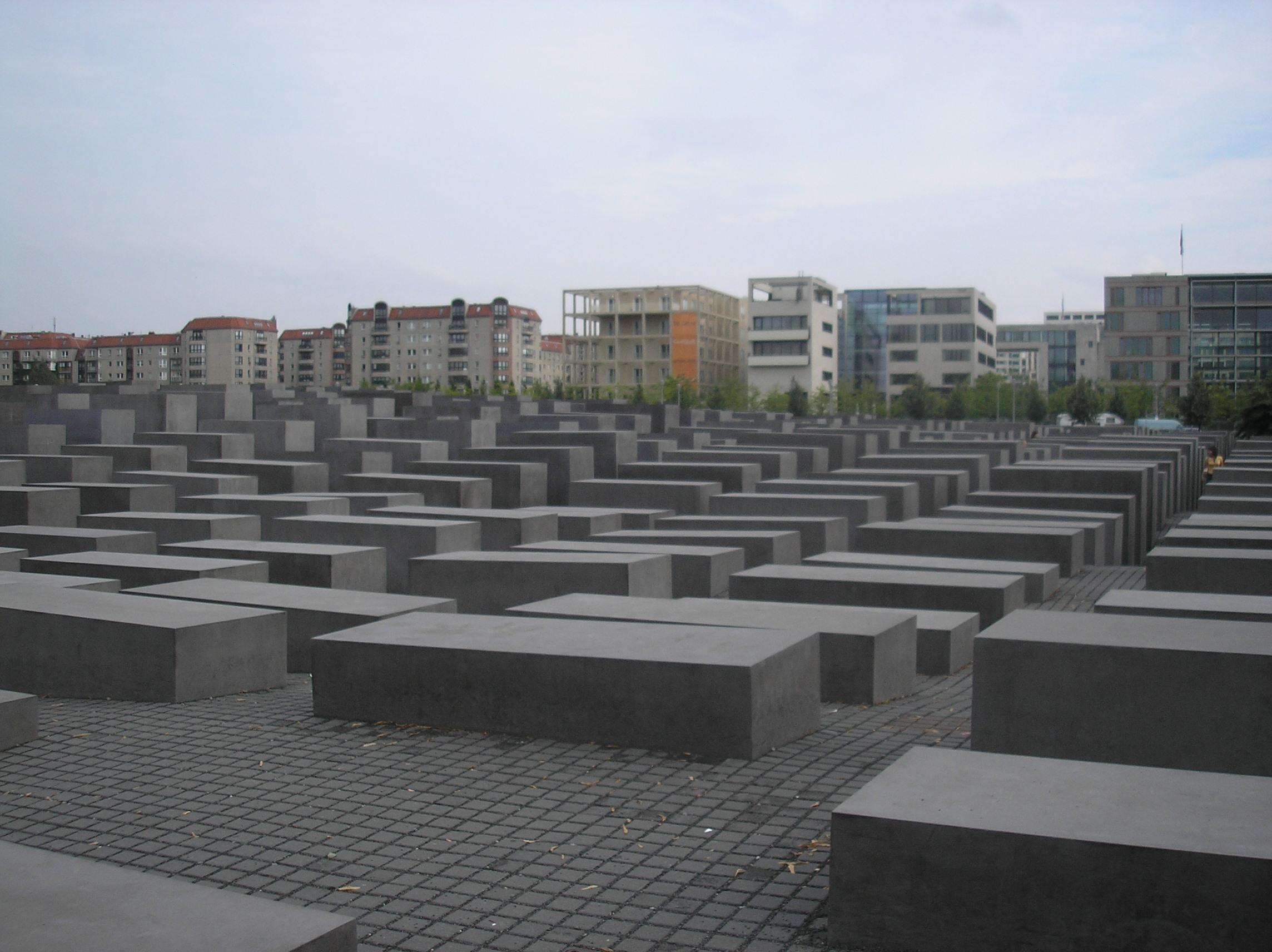
Mémorial aux Juifs assassinés d'Europe, ouvert au cœur de Berlin en 2005.

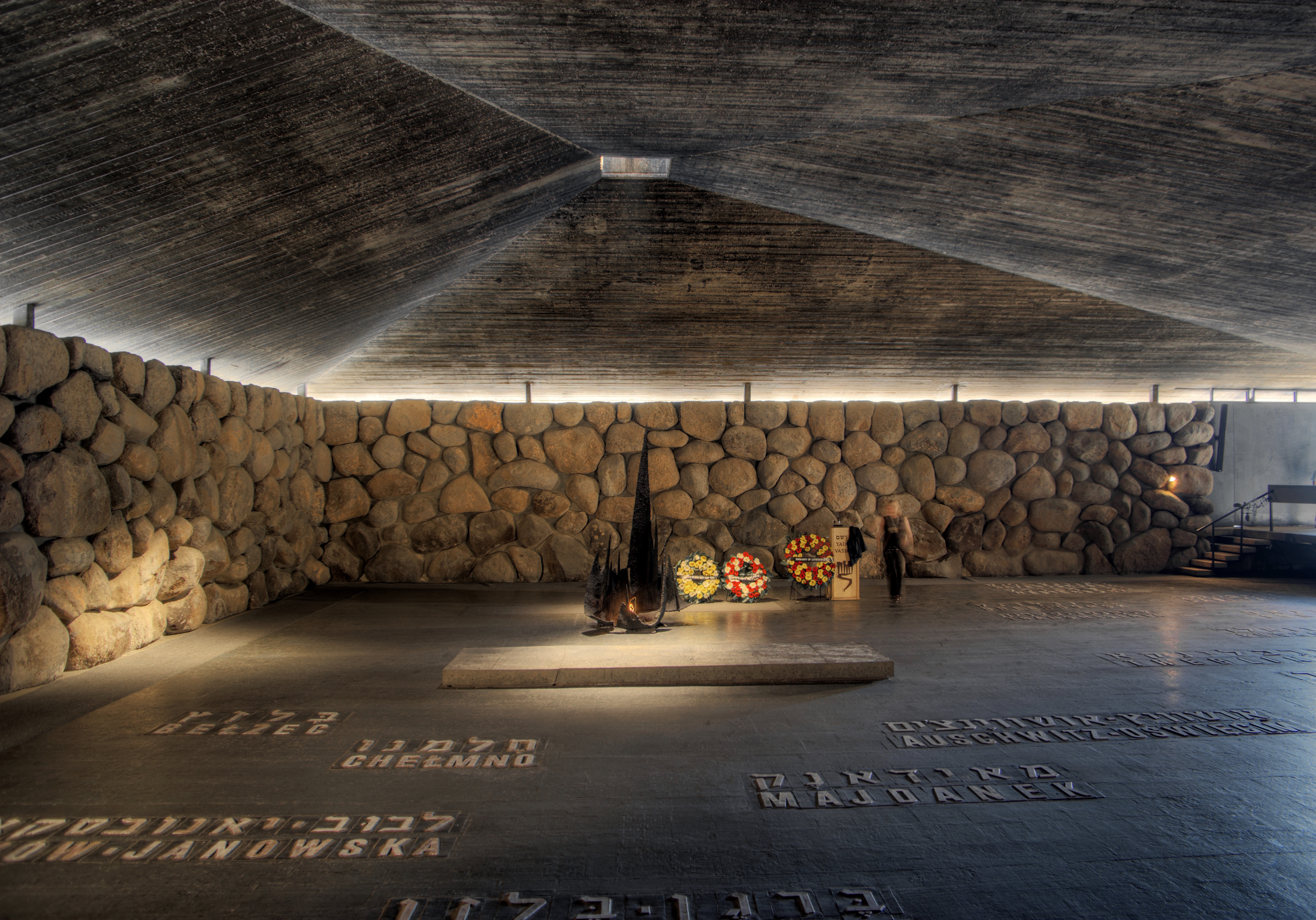
Chambre de la mémoire à Yad Vashem

En réaction aux négationnistes, le président américain Jimmy Carter lance à Washington, en 1979, la construction de l'United States Holocaust Memorial Museum, le plus grand musée de l'Holocauste du monde. Inauguré en 1993, il avait été précédé en 1951 par le mémorial du martyr juif inconnu à Paris, ancêtre du mémorial de la Shoah ouvert en 2005, ou encore en 1953 par Yad Vashem à Jérusalem.
Le phénomène récent de l'« américanisation de la Shoah » a été noté par les historiens de la mémoire telle Annette Wieviorka. Le terme désigne la place considérable prise par l'Holocauste dans la vie publique américaine, l'importance du cinéma hollywoodien dans la mise à portée du génocide à un vaste public, le rôle de plus en plus grand de l'historiographie américaine, soutenue par les abondants moyens difficilement égalables des universités locales (les États-Unis sont un des rares pays où existent des chaires d'histoire de la Shoah).

#### Controverses contemporaines et avenir d'une mémoire
Largement reconnue comme le principal crime des nazis et, au-delà, comme l'un des plus grands crimes de l'Histoire, la Shoah, par son caractère exceptionnel même, a parfois aussi à son tour occulté ou renvoyé au second plan d'autres crimes des hitlériens.
La « querelle des historiens » (Historikerstreit), dans la RFA des années 1980, a tourné autour des propos controversés de quelques historiens conservateurs et nationalistes tels Ernst Nolte, accusés par d'autres tels Jürgen Habermas de vouloir « banaliser » la Shoah et « normaliser » le passé nazi, en gommant la spécificité génocidaire du judéocide, afin de mieux mettre en équivalent les crimes nazis et ceux du communisme et dédouaner à terme l'Allemagne des premiers au profit d'une dénonciation des seconds.
Dans les pays de l'Est ex-communistes, la fin du système ancien s'est souvent accompagnée de résurgences publiques d'antisémitisme et de tentatives ouvertes de réhabilitation des anciens collaborateurs de Hitler. De surcroît, l'autovictimisation et la dénonciation virulente des décennies passées sous le communisme risque de laisser peu de place à la mémoire de la Shoah ni des compromissions de chaque pays dans la persécution.
La culpabilité liée à la Shoah en Allemagne a aussi pu être ressentie comme une impossibilité à parler des souffrances endurées par la population civile. Il est significatif que ce soit un historien de la Shoah, Jörg Friedrich, qui se soit senti autorisé à publier aussi la première somme sur les bombardements alliés sur le Reich, ou un écrivain peu suspect de complaisance pour le nazisme, Günter Grass, qui ait pu évoquer dans un roman le torpillage du Wilhelm Gustloff et de ses milliers de réfugiés.
La centralité prise par la question du génocide se reflète aussi par la multiplication des polémiques autour d'hommes et d'institutions accusés de complicité. Parmi les cas célèbres, le président autrichien et ancien secrétaire général de l'ONU Kurt Waldheim, les procès intentés par certains anciens déportés à des compagnies nationales de chemins de fer dont la SNCF, l'ouvrage retentissant démontrant qu'IBM a vendu aux nazis un système très perfectionné de fichage, etc.
D'autres controverses ont entouré les silences et les passivités d'acteurs accusés d'avoir négligé le sort des Juifs. On ne compte plus aujourd'hui les ouvrages et les discussions autour du silence du pape Pie XII, de celui du Comité international de la Croix-Rouge, de l'enlèvement de Raoul Wallenberg par les Soviétiques (sans grande réaction de sa Suède natale), du refus des Anglo-Saxons de bombarder Auschwitz, de la lenteur des États-Unis ou des responsables sionistes de Palestine à se préoccuper des déportations en Europe, de l'absence de toute action de la Résistance française pour arrêter les trains de déportation…
Après l'Allemagne, chaque pays a eu aussi à redécouvrir son propre passé et ses propres compromissions dans le génocide, ou tout simplement ses passivités.
La Suisse a ainsi redécouvert dans les années 1990 l'époque où elle refoulait les réfugiés juifs et acceptait d'abriter l'or volé dans les camps. La Belgique a redécouvert la compromission des autorités communales d'Anvers, là où celles de Bruxelles s'étaient refusé à coopérer. Le Luxembourg est amené à refaire le point sur cette partie de son histoire lorsque, en 2011, Vincent Artuso défend une thèse de doctorat au Luxembourg et à la Sorbonne à Paris. Il transmet également un rapport final à Xavier Bettel. La France a redécouvert l'ampleur des compromissions du régime de Vichy dans la Solution finale depuis les travaux de Robert Paxton (La France de Vichy, 1973) et d'une nouvelle génération d'historiens, qui ont démontré que les lois antisémites avaient été adoptées sans pression des Allemands, que les pouvoirs publics français étaient allés souvent spontanément au-devant de leurs exigences, que la police française a participé seule à la rafle du Vel’ d’Hiv’ ou que Pierre Laval a insisté pour que les Allemands emmènent les Juifs de moins de 16 ans dont ils ne voulaient pas au départ.
Toutefois, ont été aussi redécouverts les efforts de nombreux inconnus pour sauver les Juifs : en témoigne l'inauguration au Panthéon, en janvier 2007, d'une inscription à la gloire des Justes de France.
À l'heure de la disparition des derniers témoins de la Shoah, la question de la transmission de la mémoire aux futures générations est posée.
En France, après une proposition controversée du président Nicolas Sarkozy, le 13 février 2008, de confier la mémoire d'un enfant juif déporté à chaque enfant élève de CM2, qui n'a pas été mise en application, le ministère de l'Éducation nationale a ouvert le 5 décembre 2008 un site web destiné à l'enseignement de la Shoah. Il comprend une brochure et plusieurs documents pédagogiques et fait suite aux propositions d'un rapport.
Le gouvernement polonais issu du parti conservateur Droit et Justice adopte en 2018 une loi controversée qui prévoit de sanctionner de trois ans d'emprisonnement l’« attribution à la nation ou à l’État polonais, en dépit des faits, de crimes contre l’humanité ». La loi interdit désormais d’évoquer l’implication des Polonais dans les crimes nazis, le pays étant sous occupation, selon ses dirigeants. Le gouvernement lituanien présente en janvier 2020 un projet de loi intitulé « L’État lituanien, qui a été occupé de 1940 à 1990, n’a pas participé à la Shoah ». Le texte stipule que « ni la Lituanie ni ses dirigeants n’ont participé au génocide ». Le texte est vivement critiqué par des historiens et survivants du génocide. Le journaliste et historien Dominique Vidal note que « Bien évidemment, les forces nazies ont commis l’essentiel de ces crimes mais elles ont reçu le soutien de collaborationnistes. Une série de pogroms ont été perpétrés uniquement par les fascistes lituaniens avant l’arrivée d’Einsatzgruppen allemands. Cet antisémitisme s’appuyait à l’époque sur l’accusation que les juifs étaient le pilier du système soviétique, les complices du pacte germano-soviétique ».

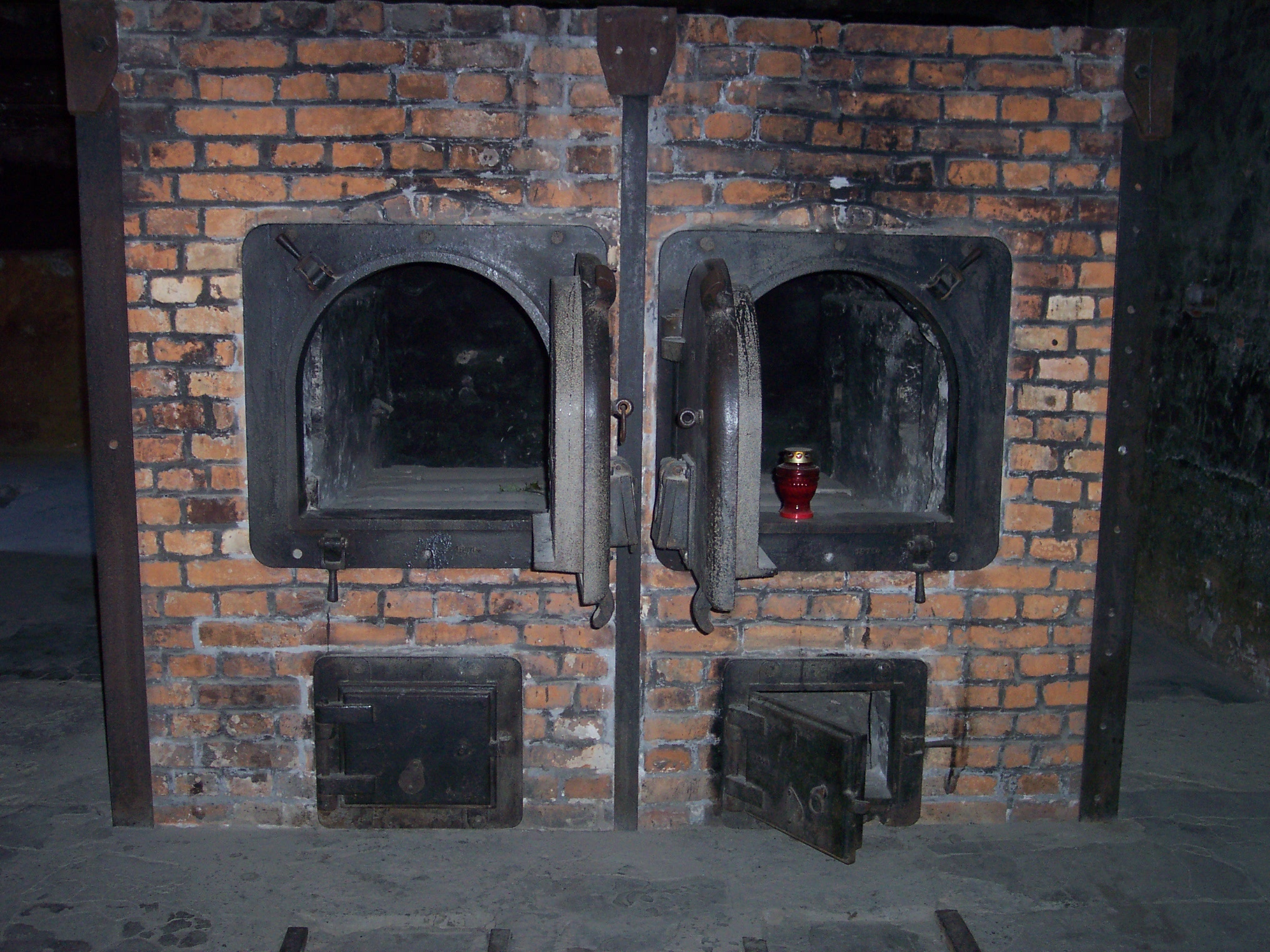
Fours crématoires du camp d'Auschwitz
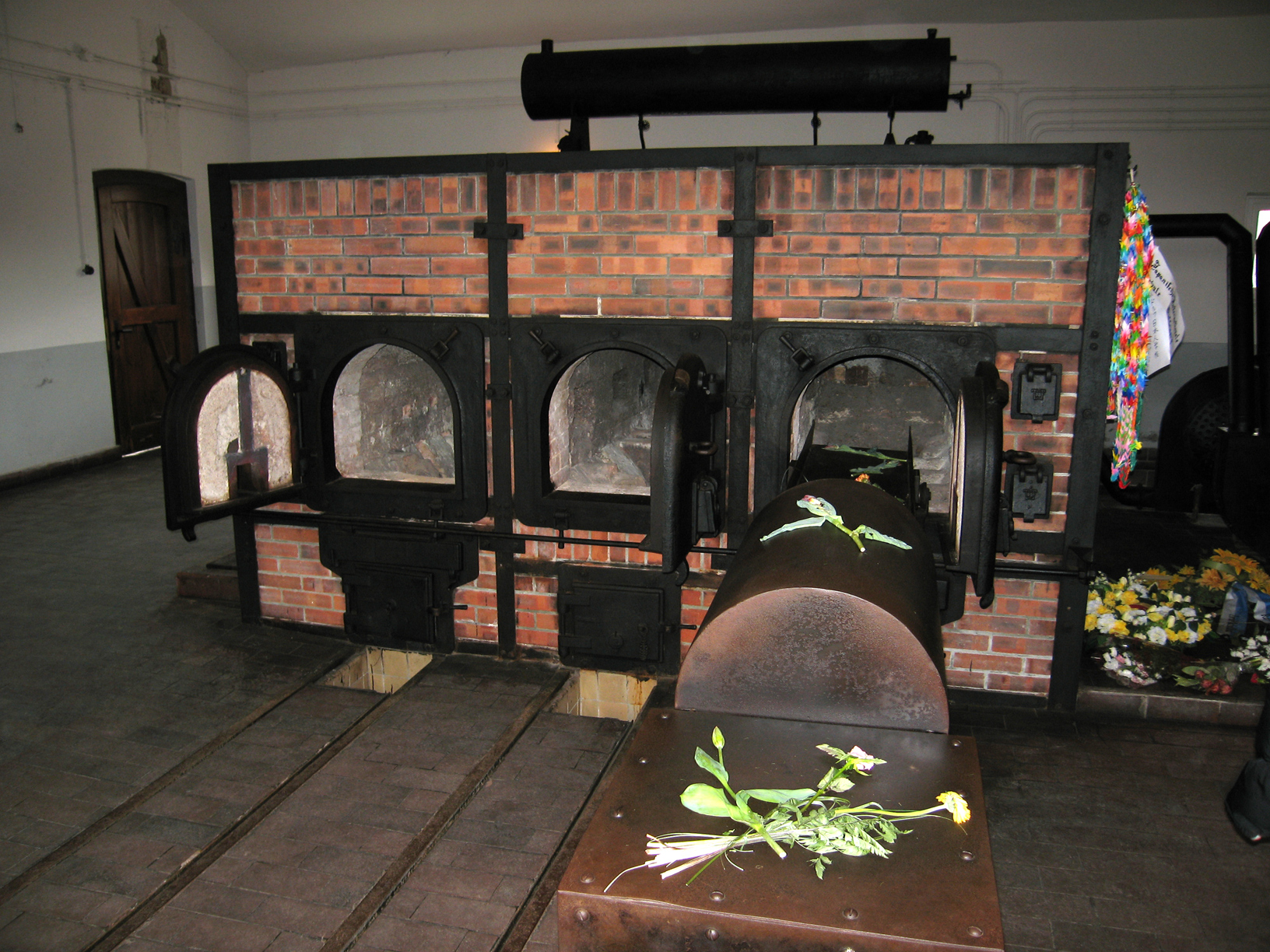
Fours crématoires du camp de Buchenwald
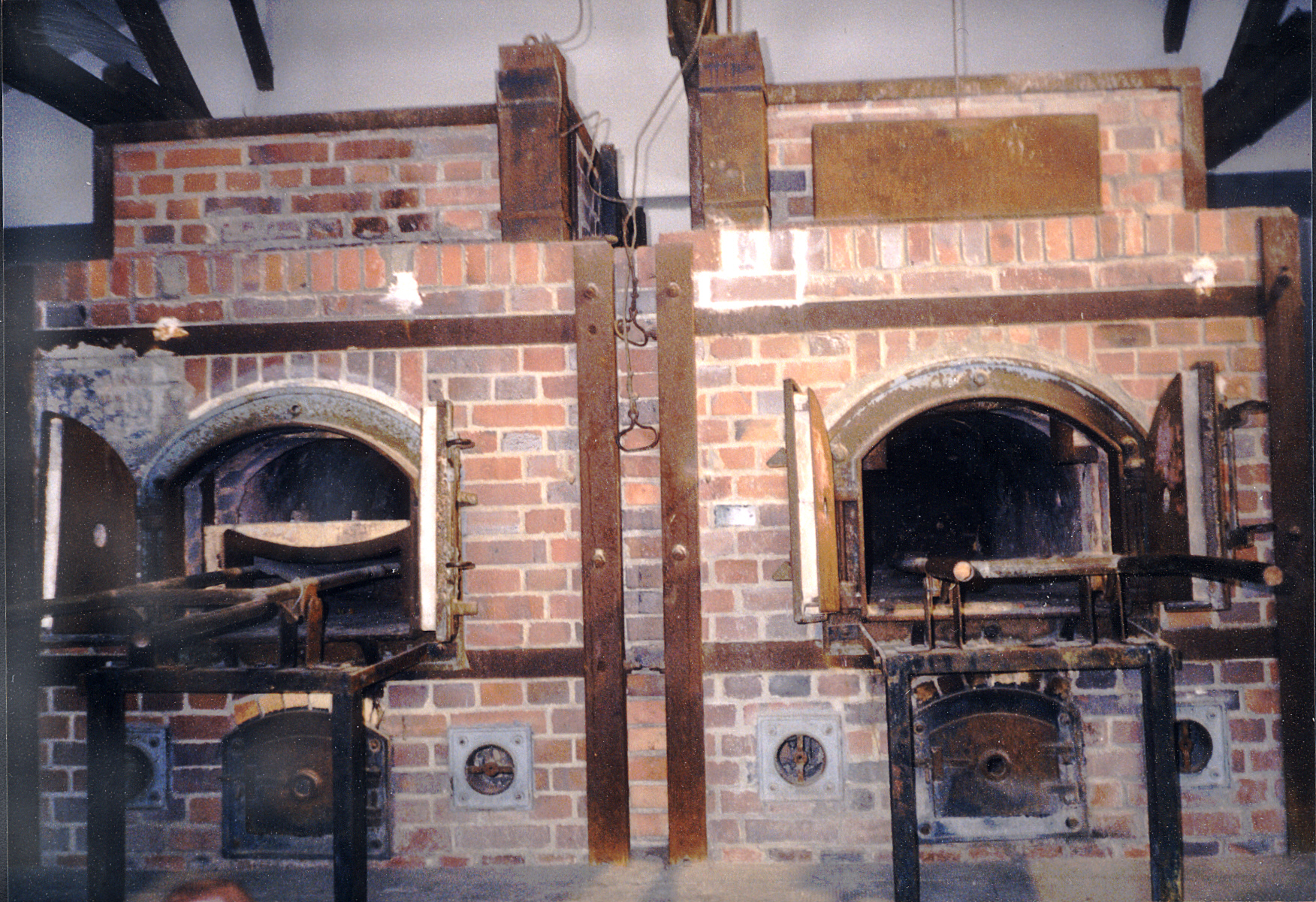
Fours crématoires du camp de Dachau

### Condamnation de la négation de la Shoah par l'ONU
Le 23 janvier 2007, l'Assemblée générale de l'Organisation des Nations unies a adopté la résolution 61/L.53 condamnant la négation de l'Holocauste en ces termes :
L’Assemblée générale, […]
Notant que le 27 janvier a été désigné par l’Organisation des Nations unies Journée internationale dédiée à la mémoire des victimes de l'Holocauste,
1. Condamne sans réserve tout déni de l’Holocauste ;
2. Engage vivement tous les États membres à rejeter sans réserve tout déni de l’Holocauste en tant qu’événement historique, que ce déni soit total ou partiel, ou toute activité menée en ce sens,.

### Évocation de la Shoah dans les arts

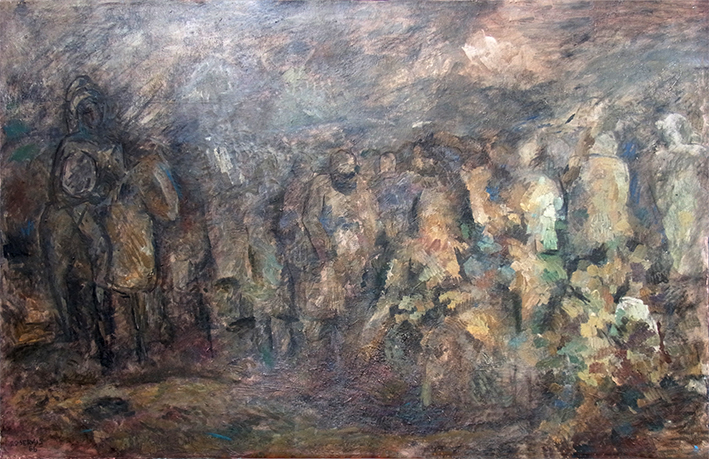
Churban, huile sur toile,, 1966

L'ampleur de l'atrocité révélée au monde à la libération des camps et au cours du procès de Nuremberg marque profondément les esprits. Ce sentiment d'horreur ou de désolation s'exprime dans la production artistique de la seconde moitié du XXe siècle, d'abord par la publication de témoignages de victimes puis par la représentation explicite ou métaphorique de la Shoah.

### Musique
- A Survivor from Warsaw, oratorio d'Arnold Schönberg (1947)
- Different Trains, pièce pour quatuor à cordes et bande de Steve Reich (1988)
- Le château du feu, cantate de Darius Milhaud (1955)
- Symphonie no 13, symphonie de Dmitri Chostakovitch (1962)
- Dies Irae, oratorio dédié à la mémoire des victimes d'Auschwitz, de Krzysztof Penderecki (1967)

## Historiographie du génocide

### Tendances générales
Les ouvrages pionniers entre tous furent le Bréviaire de la Haine de Léon Poliakov, publié pour la première fois en 1951, et La Destruction des Juifs d'Europe publié dès 1961 par l'historien américain Raul Hilberg ; ces deux ouvrages ont connu plusieurs rééditions à chaque fois enrichies par leur auteur. À partir du réveil des années 1970, la Shoah est devenue de loin l'un des événements les plus étudiés de l'Histoire contemporaine, sinon de l'Histoire universelle.
Traditionnellement, deux historiographies parallèles étaient consacrées l'une à l'étude des bourreaux, l'autre à celle des victimes. Au premier courant peuvent se rapporter les travaux de Omer Bartov, Philippe Burrin, Christopher Browning, Daniel Goldhagen, Jean-Claude Pressac, Ian Kershaw, Christian Gerlach, ou encore Léon Poliakov. Au second se rattacheraient plutôt les ouvrages, pour la France, de Anne Grynberg, Serge Klarsfeld, Michael Marrus, ou Renée Poznanski. La somme de Saul Friedländer, L'Allemagne nazie et les Juifs (1997-2007), dresse la première synthèse des deux courants, en intégrant et en articulant à la fois de très nombreux témoignages personnels de victimes, des aperçus généraux et les points de vue des décideurs et des exécutants.
Ces dernières années, les travaux historiques les plus neufs ont porté sur la mémoire de la Shoah (Annette Wieviorka notamment), sur l'aryanisation (Philippe Verheyde, Jean-Marc Dreyfus, Florent Le Bot, etc.), sur la redécouverte des crimes de guerre de la Wehrmacht (une exposition itinérante allemande démontrant la compromission des officiers et des soldats allemands dans les massacres de Juifs et autres atrocités à l'Est a considérablement contribué à détruire, à partir de 1997, le mythe d'après-guerre d'une « Wehrmacht aux mains propres » qui aurait mené une guerre honorable au contraire des SS).
Une autre tendance importante est le regain d'intérêt pour la « Shoah par balles », mise en lumière auprès du grand public par les efforts du père Patrick Desbois et de son équipe, dans les années 2000, pour retrouver et ouvrir en ex-URSS les fosses communes des Juifs fusillés par les Einsatzgruppen, et pour mettre à profit les paroles des derniers témoins, ainsi que les archives soviétiques désormais accessibles plus facilement aux chercheurs occidentaux. Il faut cependant remarquer que cette « Shoah par balles » était déjà connue et étudiée par les historiens.

### Le débat sur la genèse de la Shoah
Dans les années 1980 surtout, la discussion sur la genèse précise du génocide a opposé intentionnalistes et fonctionnalistes.
Pour les premiers, l'intention d'exterminer les Juifs d'Europe a précédé la déclaration de guerre. C'est le cas, notamment, de Léon Poliakov, d'Eberhard Jäckel, de Lucy S. Dawidowicz, ou de Daniel Goldhagen. Ils s'appuient sur plusieurs textes de Hitler, notamment des lettres de 1919 et 1920. Dans un premier texte antisémite de 1919, Hitler développe un « antisémitisme rationnel ». Dès cette époque, il explique qu'on « doit faire des Juifs des étrangers par la loi » et que le but est « l'expulsion des Juifs » du corps social. Le schéma des persécutions des Juifs du IIIe Reich est déjà tracé. S'appuyant sur les thèses racialistes l'antisémitisme rationnel s'oppose aux pogroms. À la violence populaire fondée sur le rejet et l'exécration, il choisit la légitimité objective et rationalisée de la loi dans le but de marginaliser puis de criminaliser les Juifs et donc de justifier et légaliser leur persécution, ce qui sera appliqué à partir de son arrivée au pouvoir. Les historiens s'appuient aussi sur des passages de Mein Kampf, ou le discours du 30 janvier 1939, selon lequel une nouvelle guerre mondiale conduirait à « l'anéantissement de la race juive en Europe ».
En opposition à cette thèse, plusieurs historiens, en particulier Martin Broszat, Arno Mayer et Philippe Burrin, pensent que les nazis n'avaient pas choisi la Solution finale avant 1941. L'antisémitisme extrême des nazis est, d'après cette thèse, la condition nécessaire de la Shoah plutôt que sa cause directe. Les nazis auraient décidé d'exterminer seulement après que l'invasion de la Pologne et de l'URSS a placé des masses considérables de Juifs sous leur autorité, et après une émulation au sein de la « polycratie nazie » (Martin Broszat). Après le début de la guerre, Himmler écrit dans son journal, à la suite d'une rencontre avec Hitler le 18 décembre 1941 : « Question juive ! À exterminer comme des partisans. » Il s'agit de ce qui se rapproche le plus, en langue codée, d'un ordre du Führer pour éliminer tous les Juifs d'Europe.
Dans les années 1990 et 2000, d'autres historiens, tels Ian Kershaw, ont tenté de dépasser ce débat.
Selon Kershaw, le Führer, doté de son « pouvoir charismatique » d'un genre inédit, est l’homme qui rend possible les plans caressés de longue date à la « base » : sans qu’il ait nullement besoin de donner d’ordres précis, sa simple présence au pouvoir autorise les nombreux antisémites d’Allemagne à déclencher boycotts et pogroms, ou les médecins d’extrême-droite tels Josef Mengele à pratiquer les atroces expériences pseudo-médicales et les opérations d’« euthanasie » massive dont l’idée préexistait à 1933. C'est ainsi aussi que sur le terrain, l’extermination des juifs a été souvent le fait d’initiatives locales, allant souvent au-devant des décisions du Führer. Ces dernières ont été notamment l'œuvre d’officiers de la SS et de gauleiters fanatiques pressés de plaire à tout prix au Führer en liquidant au plus tôt les indésirables dans leurs fiefs. Les gauleiters Albert Forster à Dantzig, Arthur Greiser dans le Warthegau ou Erich Koch en Ukraine ont ainsi particulièrement rivalisé de cruautés et de brutalités, les deux premiers concourant entre eux pour être chacun le premier à tenir leur promesse verbale faite à Hitler de germaniser intégralement leur territoire sous dix ans.
Au-delà, Adolf Hitler, personnage fort peu bureaucratique et dépourvu de tout goût pour le travail suivi, laisse chacun libre de se réclamer de lui et d'agir à sa guise pour peu qu'il aille dans le sens global de ses volontés (ce qu'un fonctionnaire nazi résuma de la formule : « marcher en direction du Führer »). Chaque individu, chaque clan, chaque bureaucratie, chaque groupe rivaux font de la surenchère, et essayent d’être les premiers à réaliser les projets fixés dans leurs grandes lignes par Hitler. C’est ainsi que la persécution antisémite va s’emballer et passer graduellement de la simple persécution au massacre puis au génocide industriel.
Sans son pouvoir charismatique, Hitler n'aurait jamais pu lancer la Shoah sans rédiger un seul ordre écrit. Aucun exécutant du génocide ne demanda jamais, justement, à voir un ordre écrit : le simple Führersbefehl (ordre du Führer) était suffisant pour faire taire toute question, et entraînait l’obéissance quasi religieuse et aveugle des bourreaux. Mais sans maints « Allemands ordinaires », SS ou généraux ayant intégré un discours hitlérien que beaucoup ne demandaient qu'à entendre, jamais les massacres des Einsatzgruppen ni Auschwitz ou Treblinka n'auraient été possibles.

### Archives de la Shoah
Les archives de la Shoah sont conservées dans plusieurs établissements, notamment :
- en Allemagne, à Bad Arolsen, Potsdam, Coblence et (depuis 1996) Berlin. Ces centres ont récupéré la plupart des documents conservés, jusqu’à la fin des années 1960, par les Archives nationales des États-Unis ;
- au Centre de conservation des documents historiques de Moscou ;
- au Yiddish Institute for Jewish Research (YIVO) et au Leo Baeck Institut, tous deux établis à New York ;
- dans les archives de la police israélienne (documents produits pour le procès d’Adolf Eichmann) et à l’institut de Yad Vashem (documents écrits et témoignages oraux de survivants) ;
- au Centre de documentation juive contemporaine, de Paris (documents nazis et juifs).

Les débats tenus lors du procès de Nuremberg, ainsi que les documents utilisés à cette occasion, ont été intégralement reproduits dans Procès des grands criminels de guerre devant le Tribunal militaire international : Nuremberg, 14 novembre 1945-1er octobre 1946, ouvrage en 25 volumes publié à Nuremberg de 1947 à 1949 et réimprimé en 1993.
Peu de collectes systématiques des témoignages oraux ont été faites. La Fondation Spielberg a toutefois entrepris depuis 1997 d'interroger tous les survivants possibles, chacun se voyant demander deux heures d'entretien sur la vie avant, pendant et après la Shoah.